# Monarquismo en Perú

Primera bandera del Perú (símbolo utilizado por grupos monarquistas)

El monarquismo en Perú es una corriente de filosofía política o doctrina política cuya finalidad es establecer o instaurar  la monarquía como forma de estado en el Perú. 
El primer intento de instaurar una monarquía peruana independiente cuando ya se había fundado la peruanidad mestiza contemporánea se dio en el siglo XVI, durante la Gran Rebelión de Encomenderos. Este conflicto enfrentó a los expedicionarios hispanos los cuales eran socios de la Conquista o conquistadores hispanos contra los funcionarios de la Corona de Castilla en el contexto de las Guerras civiles entre los conquistadores del Perú.
En los años posteriores, surgieron diversos proyectos monárquicos que buscaban independizar al Virreinato del Perú como un reino, reivindicando los antiguos derechos del Tahuantinsuyo, que habían sido subordinados al emperador Carlos I de España como sucesor del Inca Atahualpa.
El intento más conocido fue el proyecto inicial del Protectorado de San Martín, una forma de estado similar a la monarquía iturbidista del Imperio mexicano donde los criollos procuraron instaurar una monarquía moderna y constitucional e independiente. Sin embargo, no fue el único. Movimientos populares indígenas, mestizos y afrodescendientes impulsaron proyectos para establecer una monarquía independiente peruana, regida desde los Andes y basada en el Antiguo Régimen. Estos intentos, al no contar con apoyo suficiente fuera de su contexto local, no lograron materializarse.
Por otro lado, la historia del Perú también está marcada por un notable fidelismo a formar parte de la Monarquía Española.[cita requerida] Este se reflejó en la actuación del Ejército Real del Perú, que durante tres siglos defendió un monarquismo peruano dentro de una pluralidad de reinos hispanos. Este fidelismo se sustentó en el Pactismo entre los vasallos, la Nobleza en el Perú y el Clero. Dicho pacto implicaba mayores responsabilidades políticas para los privilegiados, quienes debían garantizar las necesidades básicas y la estabilidad política de los súbditos, bajo pena de incumplir el Derecho indiano y las Leyes de Indias.

## Clasificación
Estas corrientes ideológicas se van desarrollando en el siglo XVII y culminan con algunos levantamientos de los siglos XVIII y XIX. Ya en los siglos XX y XXI se pueden identificar tres vertientes:
Monarquismo Indígena:

Reconstrucción ad hoc del estandarte de los incas.

- Busca el restablecimiento del Incario, con la instauración de un "Segundo Tahuantinsuyo" bajo el gobierno de un Sapa Inca y Curacas del Tahuantinsuyo Camachic, con múltiples instituciones del feudalismo andino (como el Ayllu).

Monarquismo Nacionalista:
- Establecimiento de un Imperio del Perú bajo el gobierno de un Emperador (ya sea nativo o extranjero, preferiblemente dinastía nacional), similar al modelo del Imperio del Brasil o el Imperio mexicano.
- Establecimiento de un Reino del Perú bajo el gobierno de un Inca-Rey (dinastía proveniente de la Nobleza incaica).[1]

Monarquismo Hispanista:
- Propuesta Liberal: establecimiento de un Reino del Perú, bajo la jefatura del Rey de España (preferiblemente Felipe VI) y una Constitución democrática en base al Liberalismo español. Similar al modelo parlamentario del Reino Unido y la Monarquía constitucional de la actual España. Algunos nacionalistas liberales se conforman con que Perú sea solo miembro de una organización análoga a la Commonwealth, dirigida por el Rey de España (sin abandonar sus instituciones republicanas, solo reconocer al Rey como jefe de Estado).
- Propuesta Tradicionalista: establecimiento de un Reino del Perú gobernado por el Rey de España (probablemente un pretendiente Borbón Carlista como Sixto Enrique de Borbón-Parma o de la Casa de Austria, como Carlos de Habsburgo-Lorena o Lorenzo de Austria-Este) y la aristocracia (nobles incas e hispanos). Algunos sectores consideran a los dueños del título del Marquesado de Santiago de Oropesa (junto a los ayllus reales incaicos de fe católica reconocidos en el Virreinato del Perú) como dignos de liderar una Monarquía en el Perú solo si no desconocen su vasallaje perpetuo al Rey de España, a quien habrían cedido sus derechos imperiales en el Tratado de Acobamba por Translatio imperii (en ello se buscaría lograr la Monarquía compuesta).

## Contexto

### Antecedentes

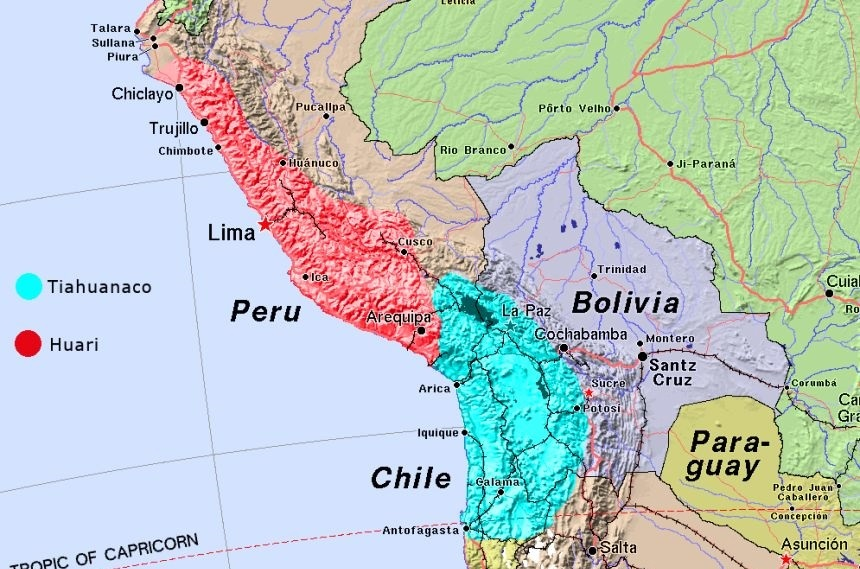
Mapa del Imperio Huari-Tiahuanaco. El más grande imperio Pre-inca.

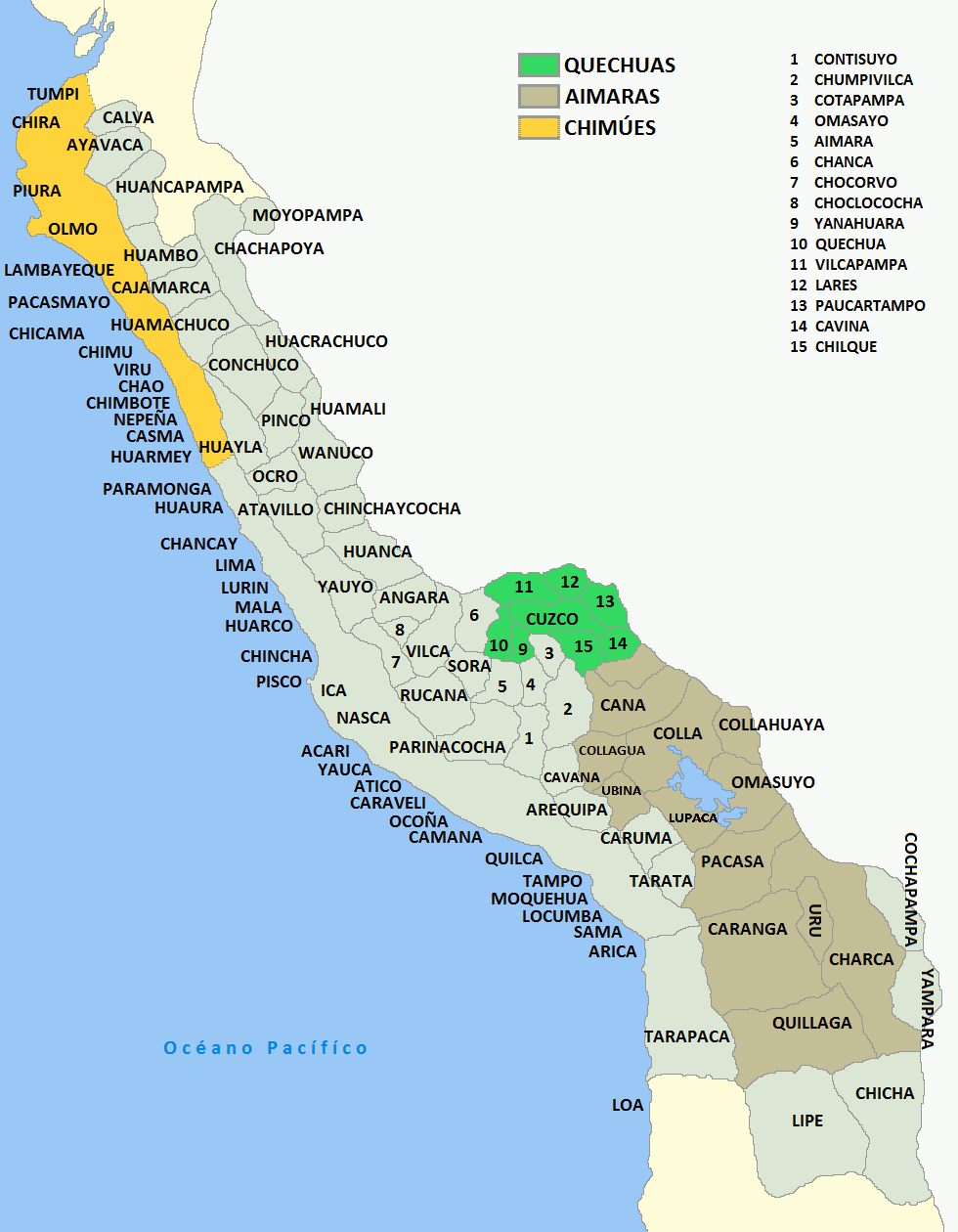
Ubicación de las naciones integrantes del Imperio incaico en los territorios correspondiente a los actuales Chile, Bolivia y Perú. Habrían sido cacicazgos de organización monárquica.

A lo largo de la Historia del Perú se han suscitado múltiples gobiernos de corte monárquico, volviéndose un territorio con más de 5 mil años de tradición monárquica.
Por ejemplo, ha habido una gran cantidad de señoríos (como Collique, Chancay, Chincha, Moche, Pachacamac, etc), curacazgos (como el Cuzco, Lima, etc), reinos (como Nazca, Mochicas, Recuay, Chanca, Chachapoyas, Aymaras, etc. de la Época preincaica) e incluso imperios (como el Wari-Tiahuanaco, Chimú o el Inca). 

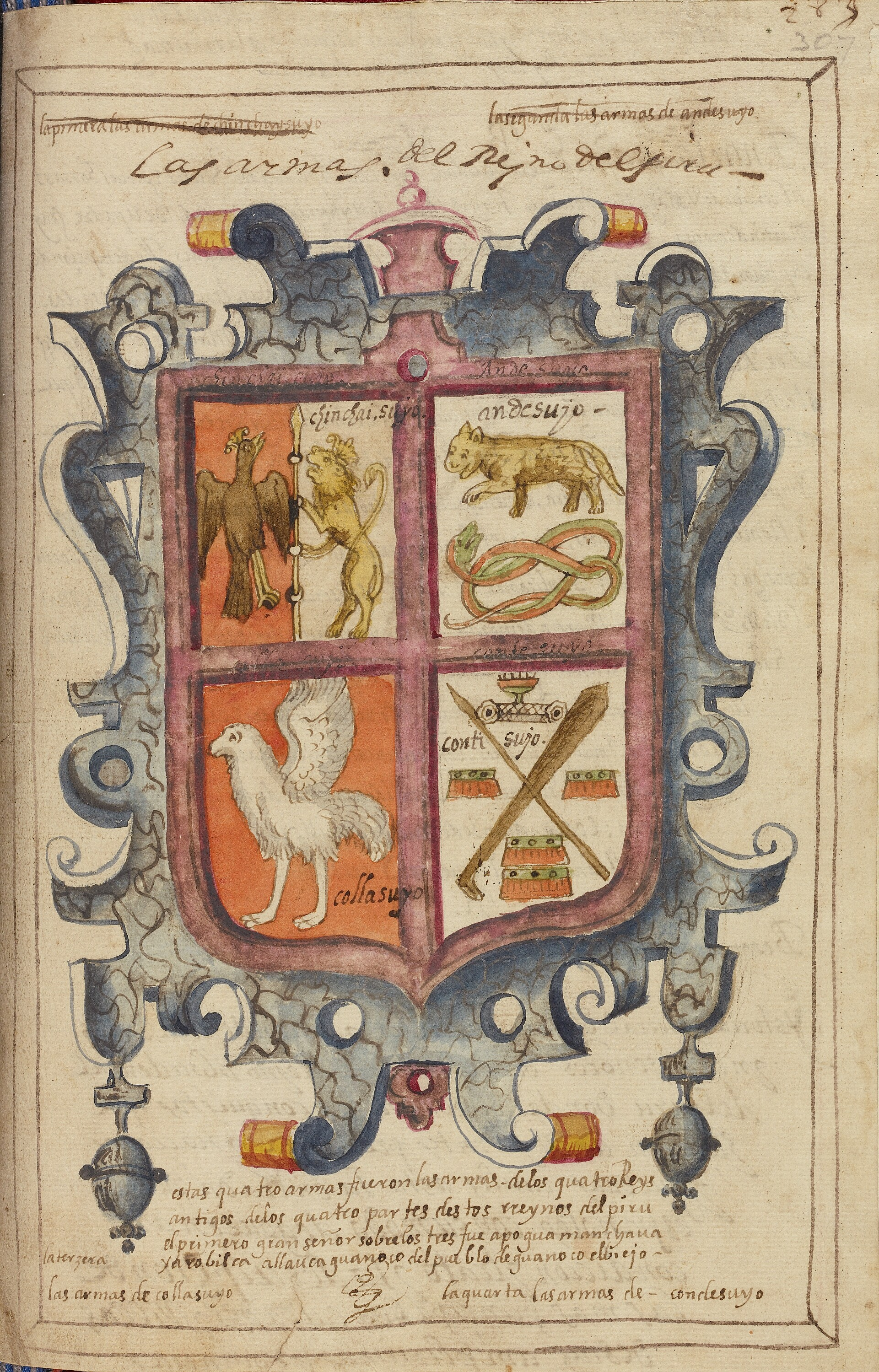
Escudo del "Reyno del Perú" (Tahuantinsuyo) según la crónica del mercedario Martín de Murúa,

Con la Civilización incaica se llegó al máximo esplendor de la tradición monárquica Prehispánica. Uno de los grandes cambios promovidos por la institución monárquica en las civilizaciones del antiguo Perú fue volver al Ayllu como un elemento constitutivo del gobierno (las comunidades familiares como la unidad social básica de la política), dándoles organización institucional y de donde partiría la economía señorial de carácter Comunitario (no Comunismo primitivo); el Imperio Incaico se encargaría de sistematizar a los ayllus en una revolución urbana.

"Para Belaúnde, el nuevo enfoque sociológico en el ayllu revelaba que el Estado inca no había sido “socialista”. Para él, ese Estado “fue simplemente la resultante de la unión de las pequeñas agrupaciones o ayllus que ocupaban colectivamente la tierra bajo la dominación de la más fuerte [...] tribu de los quichuas. Se ha desvanecido el sueño del socialismo peruano [...]. El Perú antiguo no es el arquetipo del estado socialista. El Perú antiguo es una enorme aglomeración de ayllus”."

#### Reino del Perú como parte de la monarquía española

Escudo del Reyno del Perú (anexo a los Reinos de Indias de la Corona de Castilla) que está presente en el Salón de Reinos en España.

Posteriormente el territorio del Perú llegó a ser parte del imperio español entre los Reinos de Indias, el cual denominaba al territorio como el Reino del Perú (según documentos españoles como el Salón de Reinos) y así fue aceptado de manera general por la sociedad de la época. Entre la Monarquía Española, a los “señores naturales” indígenas de América (eso incluyó a los “incas”) se les percibió como genuinos “reyes” que tenían una historia dinástica, y el Rey de España promovió la investigación sobre su genealogía real de dichos reyes, así como su cultura (todo con el fin de compensar a la Nobleza indígena y sus indios vasallos de los perjuicios y disputas que pudieron haber por la guerra de conquista), mientras que se entendía que las “monarquías” extinguidas, como el Imperio azteca y el Imperio inca, eran troncos tributarios del “Imperio de Indias” que se expresaba en estatuas de Moctezuma y Atahualpa el Palacio Real de Madrid (este deseo se hizo más intenso desde Felipe II, por ya no existir el título imperial de Carlos V), cuyo dominio de la Corona de Castilla en las Indias solo podía ser legítimo por haberse pactado con los soberanos indígenas la cesión de su soberanía al Rey de España (confirmado con la conversión al catolicismo de estos o la existencia de Indios auxiliares en la conquista), mientras se mantuvieron sus privilegios de los Caciques y los derechos humanos de sus vasallos indios ordinarios (no percibiéndose la conquista como una usurpación de sus derechos reales, y por tanto, los mismos españoles tenían deberes y servicios que cumplir por la obligación de respetar dichos pactos con los Indios en la Sociedad política indiana, consagrado en las Leyes de Indias y el Derecho indiano). Incluso se hizo analogías con las Conquistas romanas avasallando los Reinos del Mundo antiguo, y todavía historiadores republicanos conservadores como Bartolomé Herrera reivindicarían este entendimiento de la historia como base de la "peruanidad integral" (mientras criticaba la idea de que la República Peruana sea sucesora del Imperio de los Incas). La monarquía española practicaba el característico Corporativismo medieval que había sobrevivido a inicios del Antiguo Régimen y por el cual los distintos estamentos, cuerpos intermedios, clases sociales y otra clase de corporaciones debían tener representación de sus intereses en la sociedad política, por el cual el Rey no tenía un poder absoluto, sino que estaba moderado por su juramento de respeto a tales corporaciones.

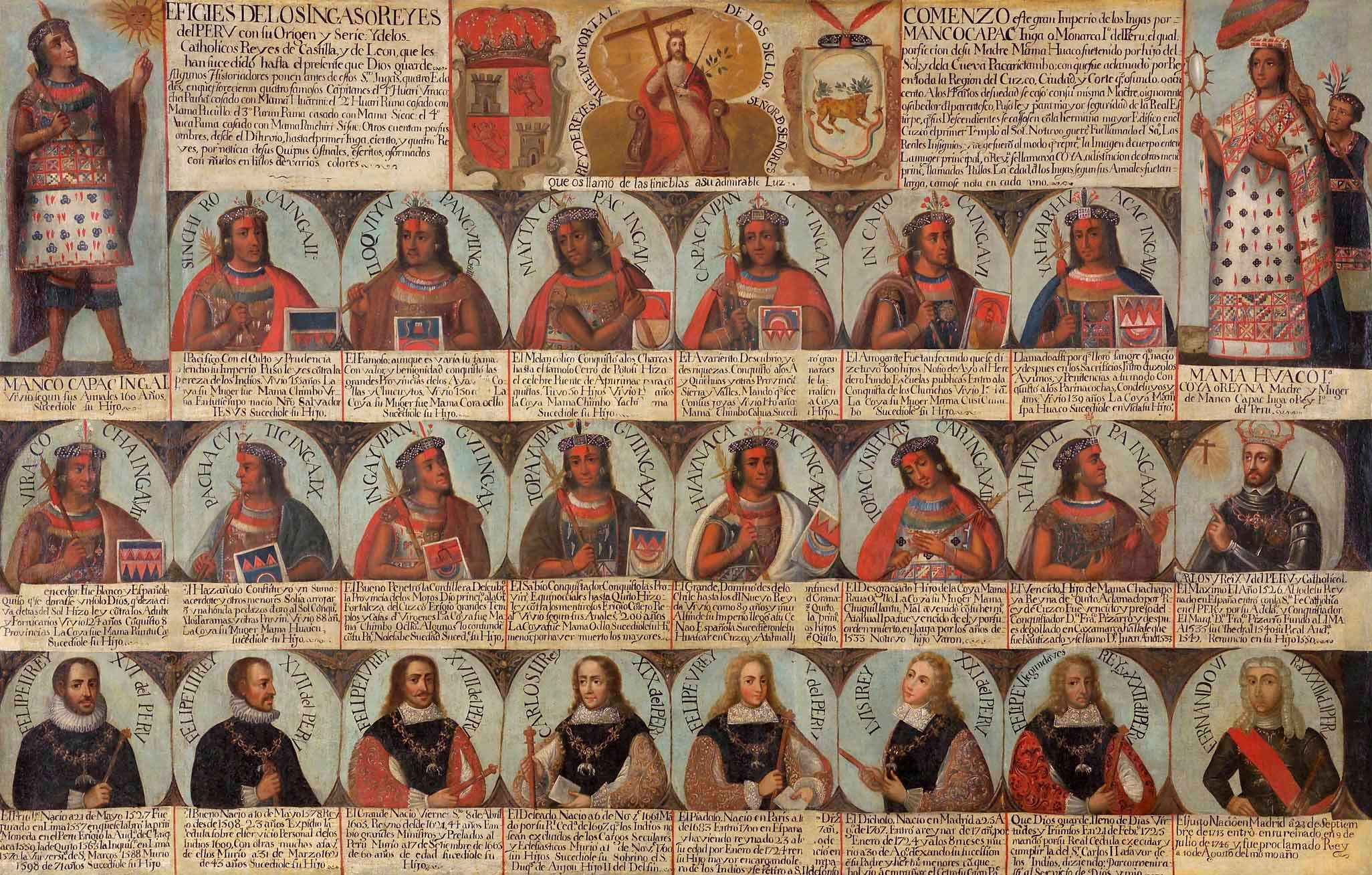
Una muestra de las famosas efigies de los Reyes del Perú que se realizaban por los pintores de la Escuela de Cuzco. Trataba de expresar el traslado legítimo del poder inca al español a través de la Filosofía del derecho.

En el caso incaico, se negoció con España un Translatio imperii, por el que Carlos I de España se estableció como XV Emperador del Perú tras el acuerdo de rendición propuesto por el Virrey Andrés Hurtado de Mendoza a Sayri Túpac (bajo presión de María Cusi Huarcay Coya) en 1557 para poner fin a la disputa dinástica entre los Incas de Vilcabamba y los Incas españoles (a cambio se cedieron privilegios señoriales a los Incas). Esto sería la razón por la que el Rey de España sigue manteniendo el título de Rey de las Indias Occidentales y Orientales (la suma de la corona de los incas, aztecas y demás señores naturales), siendo fundamentado jurídicamente por Juan Núñez Vela y Ribera y reivindicado en la sociedad colonial con autores como Pedro de Peralta y Barnuevo o las Efigies de los Reyes del Perú.
Así, en la sociedad virreinal peruana, se entendía que había una genuina continuidad entre el poder de los reyes Incas y el de los reyes de España a través de un traslado legítimo del poder de un imperio a otro según el Derecho natural de corte Escolástico, por lo que el Rey español se percibía como un “Inca católico” en el peruano promedio, sea indio o criollo, noble o del común.
A pesar de la Conquista del Imperio incaico, la Nobleza indígena siguió perdurando como parte de la Nobleza española (siendo sus honores reconocidos en los títulos de Indias, no en los títulos de Castilla correspondiente a los españoles y criollos, salvo excepciones mestizas como el Marquesado de Santiago de Oropesa), y la Nobleza incaica llegaría a formar una institución corporativa denominada Alferazgo Real de los Incas, la cual aglomeraba a los descendientes legítimos de los soberanos incas a través del Consejo de los 24 electores incas del Cuzco (creada en 1595 por Felipe II), que era la máxima institución incaica presente en el Virreinato del Perú y debía estar conformado por 2 nobles incas católicos de cada panaca de los 12 Incas (desde Manco Cápac hasta Huáscar, no reconociéndose la legitimidad de Atahualpa por haber sido usurpador de los derechos de su hermano), resaltando varias veces durante el envío de su Alférez Real para la festividad de Santiago Apóstol (patrón de España) en el Corpus Christi del Cuzco. Gracias a ello, durante la Pax Hispánica, El Perú lograría convertirse en el territorio con más nobles titulados en toda Iberoamérica, contando unos 127 aproximadamente. Los distintos señoríos y cacicazgos de la nobleza indígena (que provenían de múltiples reinos pre-incas) serían integrados en el Virreinato del Perú a través de la República de indios.
Pese a la estabilidad política presente en el Virreinato del Perú durante la Casa de Austria, hubo autores que propusieron reformas institucionales en el Reino del Perú. Uno de ellos fue Felipe Guamán Poma de Ayala, quien en una extensa carta al Rey de España, denunció la existencia de ineficiencias políticas que podían ser solucionadas solo si los distintos territorios fueran gobernados por los antiguos y “legítimos” linajes de curacas conquistados por los Incas de un modo autónomo y legitimo, mientras se establecían acuerdos de gobierno con el Virrey del Perú y otros representantes de la Corona de Castilla (un Estado Indio vasallo de la Metrópoli).
Antes de la Guerra de sucesión española, la administración del Reino del Perú con los Habsburgo se caracterizaba por el Pluralismo jurídico según la tradición Foralista de la Monarquía Hispánica, que se remontaba a los tiempos medievales, y por el cual en el Derecho indiano se respetaban las leyes regionales de los Reinos de Indias junto a sus autonomías locales, permitiendo que se empoderen los grupos de poder local frente al de la Corona de Castilla (consolidándose en Perú una supremacía local frente a Madrid con la venta de cargos de las Cajas Reales en 1633), pues la Monarquía Española practicaba una estrategia corporativista de gobernar en conjunto con los intereses de la nobleza americana y los Cuerpos intermedios (logrando una autosuficiencia económica en América); pero con la llegada de los Borbones españoles, se quiso exportar en el Reino del Perú las doctrinas del Estado absoluto y centralizado, provenientes del modernismo francés, en el que la institución del Rey debía sobreponerse sobre el resto de Estamentos e instituciones locales, con la creencia de que así se lograría una mayor eficiencia administrativa a través de la uniformización de las instituciones y una participación más activa de la Corona contra la burocracia corrupta y/o incapaz (que consideraban era causado por la existencia de intereses contrapuestos en las elites locales o los conflictos jurisdiccionales entre instituciones heterogéneas, a los que debía imponerse la corona como máxima garante de justicia). Si bien los Borbones no tendrían las agallas de abolir los Fueros de la República de indios (como si hicieron con la Corona de Aragón tras el Decretos de Nueva Planta) por miedo a la rebelión, si harían esfuerzos por reducir la autoridad de los caciques indígenas (tratando de empoderar a los cabildos de indios, así como realizar intentos tibios de castellanización política y cultural que fracasarían); por otra parte, intentarían dar favoritismo a funcionarios de la corte del rey (mayormente peninsulares) en detrimento de los criollos para la ocupación de los cargos públicos más importantes en la República de españoles (con el fin de estar mejor controlados por la Corona), aunque pese a la creencia popular, no supuso una marginación catastrófica, pues la proporción de los criollos fue equivalente a la de los peninsulares en la Real Audiencia de Lima. Irónicamente, las elites políticas del Perú habían apoyado a los Borbones con la esperanza de lograr la renovación del pacto implícito con el Rey que se practicaba con la Casa de Austria, mientras reprimían a los Austracistas por considerarles traidores de la patria por no respetar el testamento del fallecido Carlos II de España y esperar una invasión de los tradicionales enemigos del imperio (los holandeses, portugueses y sobre todo los ingleses).

"La particular constitución de la Monarquía Católica [de los Austrias] había hecho posible la diferenciación jurídica de las comunidades que agrupaba al respetar la constitución interna de los reinos o territorios que la integraban. [...] La Monarquía no entraña la uniformidad en orden al sistema de gobierno de los reinos y señoríos que abarca. Por el contrario, respeta la variedad de sistemas políticos y jurídicos. [...] Este respeto a las leyes, usos, costumbres y estilos de los reinos que integran la Monarquía Católica no excluye la necesaria participación de los mismos en las empresas monárquicas."
L. Fernández, 1986

"La monarquía española de la época de los reyes Habsburgo estaba conformada por una serie de reinos autónomos que gozaban de sus respectivas leyes, fueros y privilegios. Estos territorios se mantenían unidos bajo la soberanía del rey, quien no actuaba como un monarca absoluto que gobernaba de acuerdo a su voluntad, sino que se entendía que era la principal figura dadora de justicia. Muchos de los tratadistas políticos de la época compararon a este sistema con la funcionalidad del cuerpo humano, es decir, la existencia de órganos relativamente autónomos y una cabeza que representaba la unidad del cuerpo. Este sistema, totalmente diferente a la noción centralizadora que los Borbones franceses impusieron con mayor ímpetu en la segunda mitad del siglo XVIII, fue el que la élite criolla americana y limeña defendió e intentó renovar cuando la nueva dinastía llegó a Madrid tras la muerte de Carlos II. John Lynch sostiene que el gobierno colonial se mantenía gracias a «un entendimiento informal entre la corona y sus súbditos americanos»"
Julio Alejandro Takaezu Morales

"En definitiva, en tiempos de Felipe V se dio una pugna entre dos modelos de monarquía, con concepciones distintas del poder: uno era el que planteaba el restablecimiento de la «constitución tradicional» de la monarquía católica, unida al sistema polisinodial (organizado en Consejos), con el protagonismo del estamento letrado en el gobierno del Imperio; el otro se proponía terminar con el poder de los Consejos, de la Iglesia y de la alta nobleza, para que así el rey pudiera recuperar para España la grandeza perdida. (...) En consecuencia, con la Secretaría del Despacho de Indias se entró en una forma de administración que pretendió ser más eficaz que la de los Consejos, y con claros objetivos: rapidez en el despacho, fidelidad y eficacia documental. Se buscaba el pragmatismo personal frente al consenso colegiado de los consejos que, como entidades integradas por varias personas, podían en ocasiones tener dificultades para la toma de decisiones. Es decir, la eficacia y la centralización administrativa fueron las metas principales de los Borbones en relación con el gobierno del Nuevo Mundo, y esos fueron los criterios transmitidos a los virreyes del Perú."
José de la Puente Brunke

Durante las fechas del Reformismo borbónico, hubo caciques y nobles indígenas liderando las Protestas y rebeliones del siglo XVIII, como los de Azángaro, Carabaya, Cotabambas y Castrovirreyna, etc; con la frase de "Viva el rey, muera el mal gobierno", puesto que la mayoría de los casos era contra la corrupción de los corregidores, siendo atenuados tras la implementación de las Intendencias. Por lo que se dejaba en claro que su lucha era contra los funcionarios coloniales subordinados que contravenían las órdenes del rey y que llegasen a sacar provecho de los indios a costa de su sufrimiento, pero no era contra la autoridad real de la Corona Española o la Iglesia católica, demostrando el carácter fidelista e inmediato de la coyuntura rebelde en exigir esencialmente el cumplimiento del pacto de vasallaje con el Rey de España. Usualmente, en las rebeliones con participación de la nobleza incaica e indios letrados, se presentaba una utopía aristocrática en la que, bajo inspiración de la obra de Inca Garcilaso de la Vega y otros autores incaístas, se desarrolló una doctrina que buscaba el enfrentamiento contra la alta burocracia colonial (empoderada con el absolutismo español) para lograr el respeto y la restauración de las libertades de la nobleza indígena (bajo liderazgo cusqueño) mientras se buscaba consolidar la identidad de la República de indios frente a los intentos de castellanización forzada a nivel cultural e institucional (añorando el Foralismo y Pluralismo jurídico de la Monarquía descentralizada en la época Habsburgo contra el Regalismo español Borbónico); aunque sus variantes más radicales de este movimiento nacional inca perderían el tono reformista y desarrollarían un Nacionalismo neo-inca que buscaba la independencia y así lograr una sociedad en la que convivan los distintos grupos étnicos y corporaciones coloniales, pero presididas por la Casa real incaica (defendiendo la tesis de que poseía los suficientes títulos para gobernar y reemplazar a la metrópoli) y conservando elementos positivos de la cultura occidental (como el Catolicismo, el comercio, la moneda, el alfabeto latino, etc). 

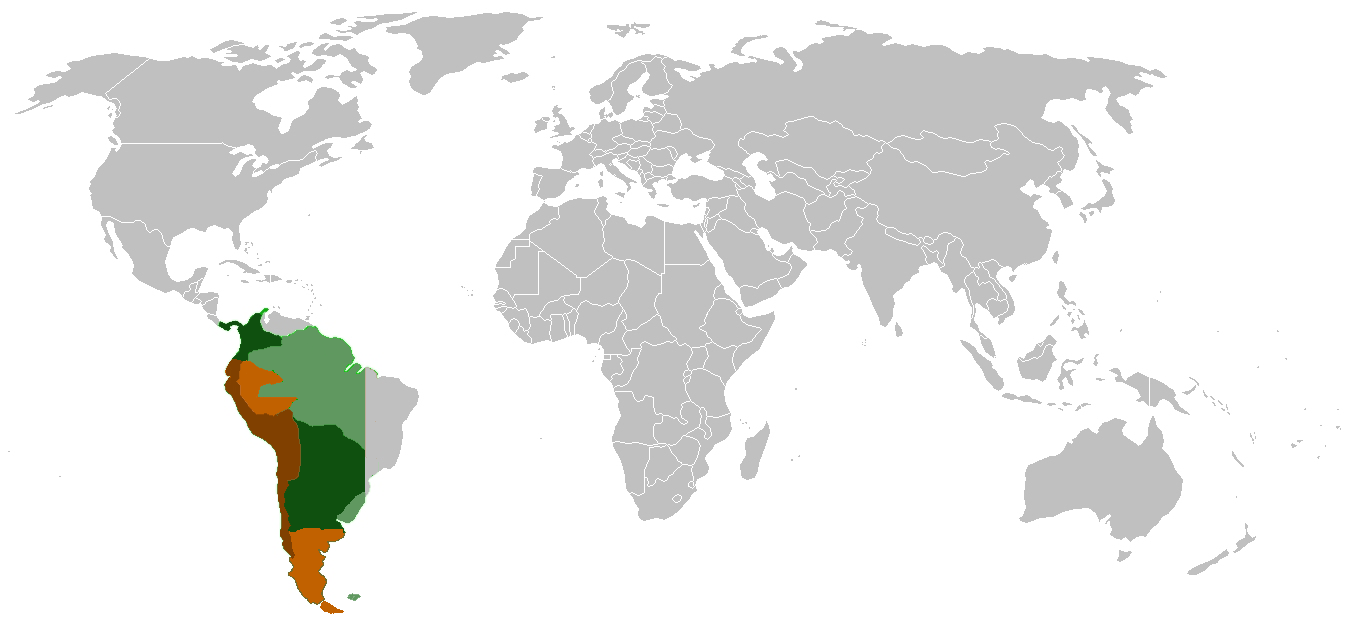
Zona colonizada en su máxima extensión del Reyno del Perú en 1650 (verde oscuro) y el Virreinato en 1816 (marrón oscuro).

En todo el tiempo que duró la Monarquía Española en Perú, se desarrollaría una noción de patria monárquica en la mentalidad popular, con base en la tríada Dios, Patria, Rey. Al no existir el fenómeno del Nacionalismo (propio de la Modernidad), la sociedad peruana basaba su identidad en la lealtad a la figura de un monarca (que era rey de múltiples naciones unidas bajo un pacto), algo común en todo el mundo y que ya se daba desde la época prehispánica con la lealtad a los caciques.

“La identidad era concebida como relacionada con la lealtad hacia una dinastía, la de los Austrias primero y la de los Borbones después. La identificación no era ni con el territorio ni con la cultura, sino con la dinastía gobernante. El Perú era entonces concebido como un reino dentro de un imperio español que incluía muchos otros reinos”
Obando Arbulu, E., “Identidad peruana: la percepción de los intelectuales”, Estudios Eventuales, nº 3, (Noviembre 2002), p. 1.

"En ese sentido, observaremos una pugna entre dos visiones rivales, incorporadas en un mismo concepto: una concepción de comunidad monárquica, donde el vínculo de sus miembros se asentaba en la común fidelidad al rey (la patria monárquica), opuesta a un proyecto de construcción de una sociedad nacida por un pacto fundador entre individuos iguales, que asegurase sus derechos civiles y políticos (la patria-nación)."
David Velásquez Silva

Con la independencia del Perú se presentaría un problema en cuanto a como justificar la República Peruana a través de la Legitimidad política y la Historiografía, en tanto que se estaba rompiendo continuidad, no solo con el Imperio Español, sino que también con toda una serie de pactos desarrollados de manera orgánica a lo largo de la historia entre las distintas sociedades e instituciones en el territorio. Esto era que la independencia solo se había impuesto por la fuerza de las armas, de la pura Voluntad de poder al expulsar a las autoridades previas para ocupar sus puestos (como los Golpes de Estado a los cabildos), y no tanto a través de lograr acuerdos entre las distintas corporaciones sociales para respetar o re-evaluar su rol en la sociedad (por ejemplo, las comunidades de indios y sus señoríos de los caciques, o la Iglesia católica en Perú). El problema mayor era como presentarse ante la sociedad con la idea de que el Estado Peruano republicano era heredero de los Reyes del Perú y su continuidad milenaria, que incluso precedía a la Corona Española (a su vez, los "patriotas" del Perú buscaban abolir las soberanías locales de los fueros indígenas y eclesiásticos con el Pluralismo político, para así desarrollar un Estado moderno con burocracia uniforme). Aquello generó la necesidad de reescribir la historia en el Perú poscolonial (realizado por referentes como Juan Espinosa, Sebastián Lorente, etc; donde hubo influencia del Hegelianismo), por el que terminó imponiéndose una distorsión histórica entre las universidades del país, por la que se narro la historia de la independencia como una guerra nacional contra los españoles (cuando en realidad fue una guerra civil), en la que todos los peruanos lucharon en nombre de afirmar una Soberanía popular abstracta que residía únicamente en el Congreso Constituyente del Perú (institución que arbitrariamente estaría encarnando un eterno "Espíritu del pueblo", y que por ello estaba predestinado a manifestarse en la historia, justificando legalmente al Protectorado de San Martín y deslegitimando al Imperio español al no tener residiendo dicho "espíritu del pueblo" con su opresión aparente de tres siglos) y se excluyo así también al resto de instituciones peruanas concretas por haber sido "anti-constitucionales" (pese a haber existido incluso antes de cualquier constitución política), como las instituciones que habían sido leales a los realistas. Así la “civilización peruana” exhibía una particular historia de desarrollo nacional, con un carácter marcadamente idealista, en el que la “historia antigua” se ajustaba a la sociedad del presente.
Intelectuales monárquicos-tradicionalistas criticarían el historicismo de estas interpretaciones historiográficas liberales (usadas no solo en el Perú) por lo que consideraban la absurdez de que una sola institución (las constituidas por los patriotas revolucionarios) tuviera el monopolio de una "soberanía nacional", la cual esta última no era algo concreto (basándose en pactos hechos entre las entidades jurídicas en la naturaleza experimentable), sino abstracto (basándose en una potencial constitución política en el plano de las ideas), y que con dicho racionalismo aprioristico se justifique la absorción o abolición del resto de instituciones de la sociedad (como las prerrogativas de las personas individuales, como las colectivas con los Estamentos) por la fuerza del gobierno y no según el Derecho natural; por lo tanto, su defensa de la soberanía nacional era una invitación a la anarquía del Voluntarismo y una herejía para el Catolicismo político, mientras afirman que la verdadera soberanía residía en las asociaciones naturales e históricas entre pueblos en libertad concreta y según una finalidad moral congruente con el Bien común (donde el estado solo era una de muchas manifestaciones de estas asociaciones, con un fin puramente mediador y protector para coordinarse el resto de asociaciones, no un fin absorbedor o aglutinador del resto de cuerpos políticos, los cuales tenían sus propias finalidades y podían desenvolverse sin el estado según el Principio de subsidiariedad). Entre los referentes peruanos que criticaron dicha visión anti-monárquica de la historia en la sociedad política peruana moderna, estuvo el intelectual conservador Bartolome Herrera, quien criticó la discursiva del Estado nación por el que la República del Perú se adjudicaba ser heredero del Imperio Inca (Reinos del Perú), cuando en realidad el gobierno inca fue absorbido por la Monarquía Española durante la conquista, y que la nación peruana entonces no podía renegar del espíritu español, pues la conquista de los Incas en realidad había sido una incorporación a la hispanidad política que se fundamento en la aprobación de “todos los villas y pueblos del Perú” (por tanto, el imperio español era continuador legal y real del imperio inca a través de los pactos, y no se lo entendía como un régimen tiránico al virreinato) y que bajo la lógica de los liberales (que la conquista española fue una usurpación e ilegítima ante el derecho) la propia República del Perú era otra usurpación por la forma en la que se instauró y que “para destruir toda usurpación se debía establecer una República independiente en el territorio del Chimu, otra en Lima, otra en Cañete, etc.”, mientras criticaba la ironía de que la oligarquía criolla renegara de su legado español y estuvieran tiranizando a los indios que hipócritamente decía liberar (cuando habían recibido los indios un trato paternal por la corona española y que eso explicaba que hayan sido una mayoría realista, así como la feliz ignorancia que estos poseían de los ideales liberales). Sin embargo, Bartolomé Herrera no era monárquico, sino un constitucionalista que no negaba al gobierno independiente o la república, solo negaba las bases teóricas de los liberales y su doctrina de la soberanía popular que “contradice abiertamente el derecho a la libertad” dentro de la doctrina católica.

"No sé si fue un movimiento poético, en el que se tomaba por nación el suelo; ó si fue una de las verdaderas locuras, que no escasearon en la época de la emancipación; el hecho es que se proclamó la independencia del Perú, ó la reconquista del imperio de los Incas como una misma cosa. Y de tan buena fe creyeron esto muchos españoles peruanos, que hasta hoy están persuadidos de que pertenecen al imperio de los Incas; de que son indios; y de que los españoles europeos los conquistaron y les hicieron grandes daños. Los Indios no se hallaban en estado de tomar parte activa é inteligente en esta revolución. Mas si hubieran podido tomarla; si hubieran acogido la absurda idea de que recobrase su independencia el imperio de los Incas [...] si en medio del furor revolucionario hubieran envuelto en el mismo odio á los españoles de todo tiempo y cualquier lugar aunque fuese el Perú, y á todo lo que no era perfectamente indígena: ¿no habría tenido el Perú la suerte que le preparaba Tupac-Amaru? Los hombres civilizados hubieran perecido á manos de una ferocidad salvaje; cuando muy felices hubieran sido se les habría expulsado como a los Moros de España; el cristianismo habría desaparecido y con él todos los hábitos de cultura que bajo su influjo había formado la razón española. Felizmente el mismo atrazo [sic] mental en que se hallaba la generalidad de los indios, y el buen sentido de los pocos que se hicieron jefes de guerrillas, los preservó de este torpe error."
Bartolomé Herrera

#### Reino del Perú como estado plural independiente

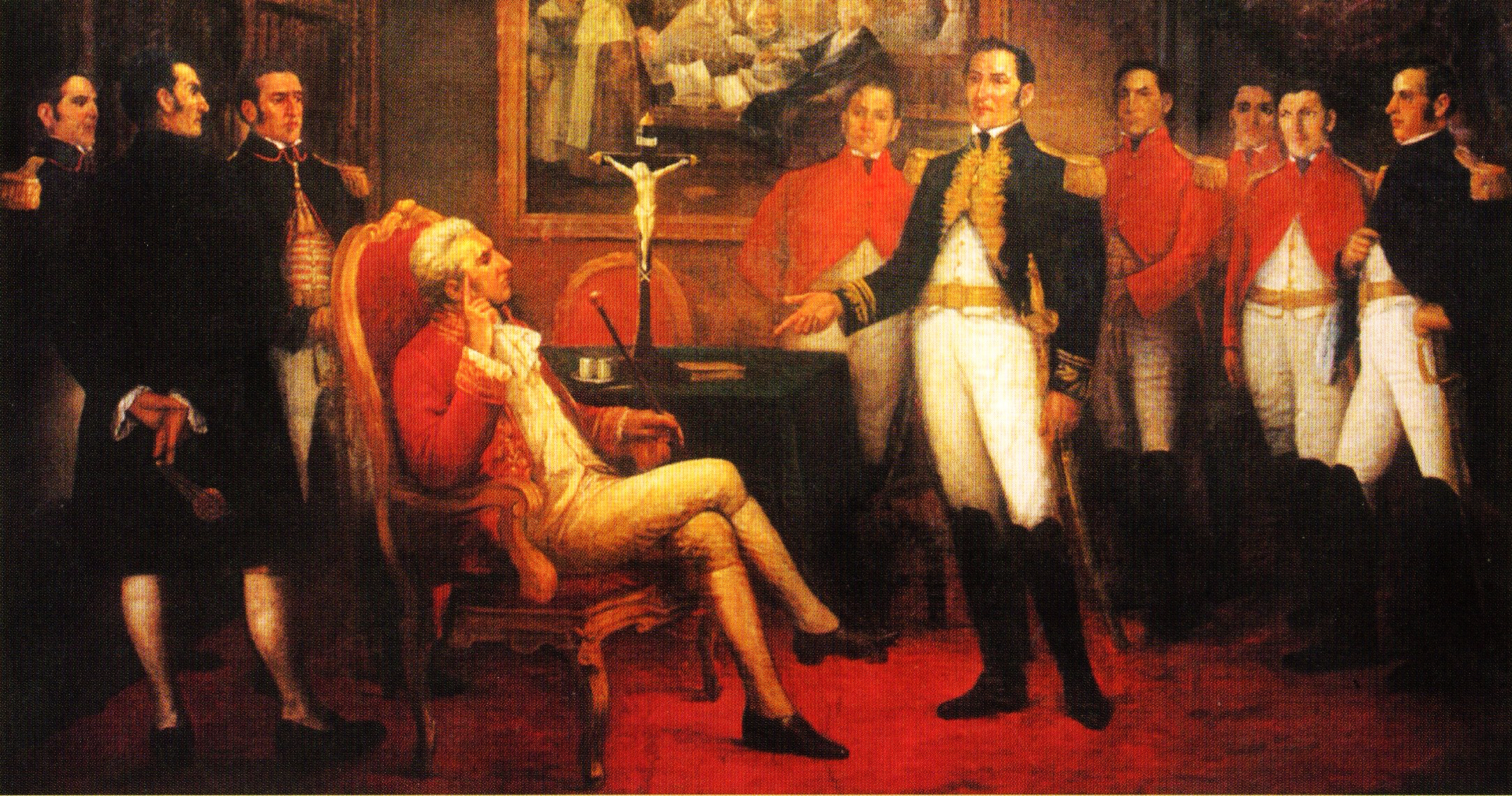
Entrevista de Punchauca, entre el Virrey del Perú José de la Serna y el Libertador José de San Martín.

Se encuadra dentro de una serie de proyectos monárquicos durante las postrimerías del Virreinato del Perú debido al movimiento independentista peruano, el cual contaba con dos corrientes: una que buscaba establecer un sistema de gobierno republicano centralista, y otra que buscaba consolidar una monarquía peruana como estado plural e independiente de la monarquía española, proyecto llevado a cabo en 1821 principalmente por José de San Martín durante su gobierno provisional. Este proyecto monárquico no llegó a ser concretado debido a la disolución del Protectorado de San Martín, y la instauración del congreso constituyente que proclamó la República Peruana en 1822, y la oposición de Simón Bolívar en la reunión que mantuvo con San Martín en Guayaquil.  
El proyecto monárquico fue propuesto por San Martín al Virrey del Perú José de la Serna en las conferencias de Punchauca, el 4 de mayo de 1821 y el 2 de junio de 1821. La institución que se encargaría de promover los ideales monárquicos fue la Sociedad Patriótica de Lima, fundada el 20 de enero de 1822, donde se llevaría a cabo el primer debate entre políticos sobre la mejor forma de gobierno para el Perú, siendo la monarquía el sistema ideal para la sociedad peruana dada su historia. 
Posteriormente en 1826 algunos militares como Agustín Gamarra y ministros peruanos presididos por José María Pando ofrecieron a Simón Bolívar el título de Emperador del Perú, anteriormente ya había aceptado el cargo de Suprema Autoridad del Perú que le ofreció el Congreso de la República, sin embargo rechazó la propuesta del título imperial por ir en contra de sus ideales republicanos. 
La creación de un Reino del Perú tiene entre sus más destacados próceres a personajes como Lope de Aguirre, Fernando de Guzmán (Fernando I del Perú) y Joseph Gabriel Túpac Amaru (José I del Perú), y entre sus referentes nacionalistas a José María de Pando, Pedro Pablo Abarca de Bolea, José de San Martín, Bernardo de Monteagudo, José Ignacio Moreno, Manuel Lorenzo de Vidaurre, José Cavero y Salazar, entre muchos otros. Se puede incluir a otros personajes que intentaron instaurar Estados monárquicos en este territorio, como Francisco de Carvajal (quien lo planteó por primera vez), Juan Santos Atahualpa, el Rey de Huaura, Francisco Inca, Carlota Joaquina de Borbón, José Angulo, Francisco de Miranda, Napoleón III, Gabriel García Moreno, Juan José Flores, Karl Lamp, entre muchos otros.

"En el Perú, jamas se ha conocido otro gobierno que el monárquico; el pueblo se ha habituado por la serie de tantos siglos a la obediencia a los reyes, a las preocupaciones del rango, a las distinciones del honor, a la desigualdad de fortuna, cosas todas incompatibles con la rigurosa democracia. No hay un entre ellos todavía que no refresque continuamente la memoria del gobierno paternal de sus Incas. Pretender pues planificar entre ellos la forma democrática, sería sacar las cosas de sus quicios y suponer al Estado a un trastorno"
José Ignacio Moreno, 1822

#### Monarquismo plebeyo indianista
En ciertos sectores del imaginario rural se empezó a desarrollar una utopía andina basada en el mito del Inkarri, por el que se empezó a añorar la restauración del Tahuantinsuyo, pero no necesariamente con su aristocracia ni el liderazgo intelectual de la nobleza incaica, sino basándose en varias añoranzas de la Tradición oral andina sobre una vieja época de prosperidad en un pasado idealizado que se terminó con la venida de los invasores (usualmente asociado a los Conquistadores españoles y la Iglesia católica, aunque hay variantes que incluso hablan despectivamente de las antiguas conquistas incaicas) y que se vive actualmente una época de castigo a la sociedad indígena que acabara con la venida de un nuevo Pachacutéc que restaurara el orden original. Es decir, una sociedad igualitarista (similar al primitivismo), sin comercio, ni moneda, ni españoles, ni sacerdotes ni nada relacionado con la civilización occidental, mientras regresan los cultos paganos y una organización que favorezca económicamente a campesinos e indios únicamente, bajo la protección de un Monarca profetizado por las Huacas (siendo las más poderosas la de Pachacámac y Titicaca) que vendría del más allá. Este ideario, basado en una visión romántica del pasado prehispánico, motivo a varias sublevaciones campesinas (organizada por grupos iletrados) de los últimos siglos contra las autoridades de la monarquía española y luego de la república peruana. Hubo 2 centros de difusión, Cusco (Incas) y Ayacucho (Huari), hasta tomar características panandinas con el Taqui Oncoy.

"la veneración por la memoria de sus Incas excede toda descripción, particularmente en algunos de los distritos del interior, donde el degúello del Inca por Pizarro es representado anualmente. En esta representación su gesto es natural aunque excesivo, sus canciones lastimeras y el total es como una escena de pena y desgracia; y nunca la he presenciado sin mezclar mis lágrimas con las de ellos. Las autoridades españolas han tratado de prohibir esta exhibición, pero sin resultado, a pesar que se dieron varias Órdenes reales para ello”
William Bennet Stevenson (viajero extranjero), 1820

## Proyectos monárquicos durante la era virreinal

### Proyecto de los Incas de Vilcabamba

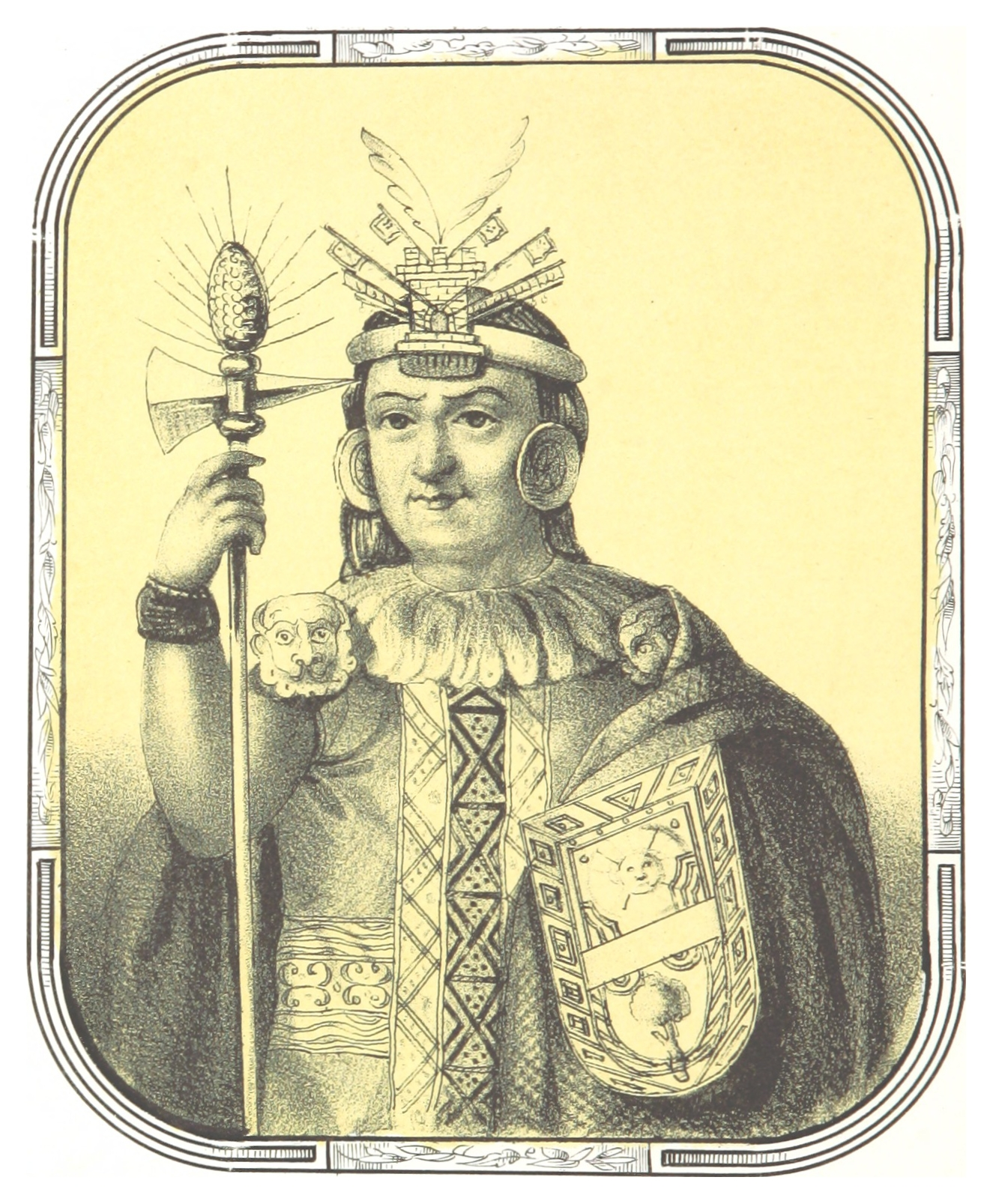
Manco Inca, fundador del Estado Neo-Inca en Vilcabamba, que estaba en un pleito dinástico por el control de los Reinos del Perú, en detrimento del Virreinato del Perú.

Tras finalizar la primera fase de la Conquista del Imperio incaico con la caída de Atahualpa en 15535, el ex-colaboracionista con los españoles, el Auqui Manco Inca Yupanqui, se proclamaría como Manco Capac II y su Panaca como los legítimos herederos de Huayna Cápac (aduciendo que fue escogido de enarbolar la Mascapaicha por la voluntad de las panacas reales cusqueñas). Así, su panaca, los Incas de Vilcabamba, se enfrentarían al avasallamiento del Imperio inca hacia los conquistadores españoles y sus aliados indígenas (entre los que se incluía una facción de la nobleza inca, como Paullu Inca). Así, formaron la resistencia de la élite cuzqueña en el influyente Estado neoincaico, que regía sobre un reducido territorio (Vilcabamba, al este de la ciudad de Cuzco) entre 1537 y 1572 y que era aproximadamente del tamaño del actual Departamento del Cuzco. Dentro de este Reino Inca en Vilcabamba, hubo cuatro monarcas:
- Manco Inca Yupanqui
- Sayri Túpac Inca
- Titu Cusi Yupanqui
- Túpac Amaru I

Posteriormente, luego de poco más de dos décadas de enfrentamientos en la Segunda Guerra Hispano-Inca, la corona española decidió que debía acabarse la guerra, por lo que reinició negociaciones bajo el gobierno de Lope García de Castro, quien envió al mensajero Diego Rodríguez de Figueroa, quien llegó a Pampacona y se entrevistó con el Inca Titu Cusi Yupanqui (quien encomendó de notario al mestizo Martín de Pando, y de apoderado en el Cusco a su cuñado Juan de Betanzos). Finalmente se acordaría el Tratado de Acobamba en 1566, por el que los españoles lo reconocían como legítimo Sapa inca (en detrimento del linaje colaboracionista de Paullu Inca, acusado de ilegal por ser investido por Diego de Almagro sin seguir las costumbres incaicas) tras convertirse al Catolicismo, pero a su vez se reconoció un Translatio imperii en el que los Incas cedían la soberanía del Tahuantinsuyo al Rey Felipe II de España (reconociendo como válida la sucesión de Carlos I de España como Emperador del Perú tras la derrota de Atahualpa) a cambio de privilegios señoriales (que se volverían en el futuro Marquesado de Santiago de Oropesa) y garantías de que se compensarían los agravios que sufrió su pueblo y su Panaca (cumplimiento de las Leyes de Indias). Con ello se consolido el dominio del Rey de España sobre los Reinos del Perú sin ningún litigante.
Sin embargo, se presentarían nuevas hostilidades por malentendidos provocados por la inesperada muerte de Titu Cusi Yupanqui, de los que se adujo que fueron los sacerdotes católicos los responsables (aunque de hecho estos intentaron ayudarle al darle brebajes por sus problemas de salud, pero creyeron que eso era envenenamiento), se decidió coronar a Túpac Amaru I, alguien muy devoto de la Religión incaica, como Sapa Inca y se ordenó asesinar a los embajadores españoles (que no sabían de los descontentos y seguían enviando representantes para las negociaciones). Ante ello, el virrey Francisco de Toledo declaró la guerra, fundamentando que los Incas habían roto «la inviolable ley de todas las naciones del mundo: el respeto a los embajadores». Finalmente, se daría la victoria de los españoles en estos últimos enfrentamientos, y Tupac Amaru I sería decapitado el 24 de septiembre de 1572 (pese a las súplicas de los sacerdotes católicos que querían mandarlo a España), y con ello se terminó toda aspiración a una Monarquía Inca independiente y de tradición pagana.

### Proyecto de los Encomenderos

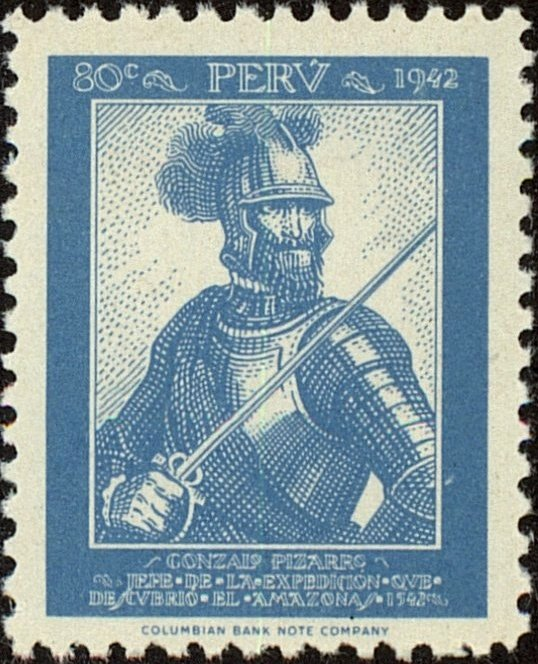
Gonzalo Pizarro, quien pudo ser Rey del Perú de haber radicalizado su rebelión.

Durante la Guerras civiles entre los conquistadores del Perú, se daría la intervención de la Corona española con el objetivo de fortalecer su presencia en los virreinatos (pues hasta ese entonces tenía un control nominal a través de compañías privadas que se consideraban súbditos del Rey de España, pero habían hecho la conquista casi en su totalidad por sus propios medios), tratando de imponer las Leyes de Indias. En estas se ordenaba suprimir las encomiendas hereditarias y el trabajo personal de los indios, puesto que el Derecho indiano trataba de defender sus derechos naturales de los indios como personas humanas en condición de libres. Sin embargo, solo se generaría un gran descontento entre los conquistadores españoles, que consideraban que la Monarquía Hispánica, al colocar otras autoridades (en búsqueda de una Monarquía autoritaria sin los efectos del Sistema señorial) y arrebatarles sus tierras e indios, solo buscaban repartirse las riquezas entre la burocracia real, y así gozar los integrantes de la Corte de España de los beneficios de la conquista de los Reinos del Perú que tanto esfuerzo les había costado.
Fue en este contexto de crisis de los Derechos señoriales (tras intensos conflictos por la lucha de poder) que Gonzalo Pizarro logró volverse en el líder absoluto del Perú tras entrar triunfalmente en Lima durante el 28 de octubre de 1544 con unos 1200 soldados. Los oidores de la Real Audiencia de Lima llegaron a nombrarle Gobernador del Perú el 21 de noviembre de 1544, y en el proceso surgió un ala política (representada por Francisco de Carvajal) que le aconsejaba que realice la independencia de la Corona Española y él formara un reino aparte, otorgándole legitimidad con el casamiento de una princesa incaica y así proclamarse Rey del Perú, aunque tales rumores solo provocarían que el fracaso de la rebelión pizarrista al perder el favor de los súbditos españoles (en tanto que una de las cosas más graves para la sociedad de la época era que se rompiera la fidelidad al monarca y el vínculo de vasallaje que se consagraba en las Siete Partidas). Pese a ello, cronistas como Inca Garcilaso de la Vega relatan que Gonzalo Pizarro no deseaba emancipar al Perú "porque el respeto natural que a su príncipe tenía pudo más en él que la persuasión de sus amigos", y de hecho buscaba reconciliarse con la Corona y lograr el reconocimiento como Gobernador, en virtud de ser hermano del conquistador Francisco Pizarro. Aquello finalmente no sucedería y se le daría la Pena de muerte por traición.

#### Proyecto de Lope de Aguirre
A diferencia de Gonzalo Pizarro, que titubeo con las dudas de no traicionar la mentalidad Servil de la época, el conquistador Lope de Aguirre si se propuso a cortar con la Corona de Castilla y proclamar un Reino "independiente", lo cual sería una situación insólita (ya que se consideraba un quebrantamiento de orden civil como delito, y espiritual como pecado) y del cual no había precedentes hasta ese momento entre las Indias (pues las rebeliones eran de un carácter económico-reivindicativo, que a lo mucho buscaba liquidar a su comandante y no romper formal y legalmente los vínculos con su Rey). Tal proyecto se daría cuando Lope asesinase a Pedro de Ursúa, líder de una expedición por el Río Marañón (encomendada en 1560 por el virrey Andrés Hurtado de Mendoza para buscar El Dorado) para así apoderarse del liderazgo cuando se entró al Río Amazonas. Desde ahí se propuso el objetivo de "reconquistar" el Perú, y "liberarlo" de la metrópoli, fundando una nueva monarquía bajo la dirección de los "desposeídos" con su monarca nominal de Fernando de Guzmán, (hidalgo sevillano que sería vuelto "rey de Perú, Tierra firme y Chile"), aunque de hecho era un títere de los marañones liderados por Aguirre, puesto que únicamente otorgó cargos y mercedes que hubieran sido financiados con las cajas reales del Perú. Finalmente, tras enterarse de que Guzmán estaba negociando con sus capitanes para traicionarle debido a sus Excentricidades, Lope lo mataría y lo presumiría, mientras que el testigo Francisco Vázquez describió el reinado del siguiente modo: “Duróle el mando en la tiranía con nombre de General, y después de Príncipe, casi cinco meses, que en ellos no tuvo tiempo de hartarse de buñuelos y otras cosas en que ponía su felicidad”. En adelante se proclamó "Fuerte caudillo de los Marañones" y ahora el gobierno era similar al de una República clásica.
Para el 23 de marzo de 1561, Lope de Aguirre instaría a 186 capitanes y soldados para que firmen una declaratoria de guerra al Imperio español, la cual sería firmada como el traidor y la enviarían a Felipe II de España. Posteriormente se asentó en la Isla Margarita (Venezuela) en julio de 1561 e intento usurpar la autoridad de La Asunción (matando a su gobernador, Juan Villadrando, y 50 vecinos), aunque solo lograría saquearla y abandonarla tras el ataque de parte de Francisco Fajardo. En el proceso mando una nueva carta al Rey Felipe II, firmando como Príncipe de la Libertad. Luego se dirigió aBorburata (territorio continental) y ocupó Nueva Valencia del Rey, prosiguiendo hacia Barquisimeto, pero recibiría la reacción de los conquistadores Juan Rodríguez Suárez, Diego García de Paredes y Hernando Cerrada Marín que defendieron el territorio y buscaban ajusticiarle en nombre del Rey.
Finalmente, fallecería el 26 de octubre de 1561, ante el asalto que recibió por parte de marañones que ya se habían hartado de su Despotismo, pues lo habían acusado de haber perdido la Cordura, y de paso tenían ganas de recibir el perdón real. Con ello se dio fin a este proyecto monárquico delirante.

### Proyecto del Rey Negro de Huaura
A mediados del siglo xvi en el Perú, durante el levantamiento de Gonzalo Pizarro y los Encomenderos, se presentó un contexto de crisis que sería aprovechado por un grupo de 200 esclavos africanos, quienes se fugaron de la capital peruana y se establecieron en las afueras de la Ciudad de los Reyes (Lima). Los cimarrones desarrollaron un palenque en Huaura en 1545, entre ellos fueron a elegir al de linaje más noble para volverlo su Rey. Este monarca cimarrón, el Rey negro de Huaura, hizo proclamar la libertad de los suyos y organizaría la captura de Los Reyes con el fin de hacerse con el control del Virreinato del Perú. Se decía que tales palenqueros desarrollaron contactos con los esclavos de Lima y con los indígenas, los cuales planeaban derrocar a los españoles para asumir el poder. Parece que la amenaza fue tan seria que el Capitán general de Los Reyes encomendó al capitán Juan de Barbarán, junto a 120 soldados bajo su mando, para frustrar los planes de los cimarrones rebeldes. Se produjeron algunos combates entre españoles y africanos a las afueras de la capital que culminaron con la muerte de todos los cimarrones. El Rey del Palenque de Huaura murió en el enfrentamiento, así como también el capitán Barbaran.

### Rumoreado Proyecto Jesuita-Incaico
Los Jesuitas del Perú llegarían a tener una gran fama en la sociedad virreinal peruana por su compromiso social con los indígenas, sobre todo su estrategia de que, para lograr que los indios se familiaricen con la fe católica y se integren a la Civilización occidental, se debían familiarizar con los indios a través de comprender o hasta adoptar sus tradiciones y cultura (incluido su Derecho consuetudinario de corte monárquico). En el proceso, llegarían a establecer alianzas muy directas con la Nobleza incaica, por medio del matrimonio de Beatriz Clara Coya (princesa incaica heredera de los derechos del Tahuantinsuyo como última sobreviviente de Huáscar) con Martín García Óñez de Loyola (sobrino-nieto del fundador de la orden Jesuita, San Ignacio de Loyola), vinculando a la Casa de Loyola, dinastía de la Orden, con la Casa real incaica. Sin embargo, debido a que los Jesuitas no se consideraban agentes políticos de la Monarquía Española (solo colaboradores), y que únicamente rendían obediencia y sumisión al Papa, llegarían a tener algunos conflictos con las autoridades coloniales (aunado a que eran un grupo de poder por derecho propio entre las corporaciones coloniales, con intereses particulares que no siempre sintonizaban con el estado español).

“para Cesar Itier, el resultado de una alianza entre incas y jesuitas en contra de Toledo a raíz de la muerte de Túpac Amaru y Tito Atauchi, en 1572 y 1575 respectivamente. Al morir estos, Beatriz Coya, hija de Sayri Tupac y Cusi Huarcay, y sobrina de Tupac Amaro, quedó como única descendiente directa de Huascar, y fue casada con Martín García de Loyola (sobrino del fundador de la orden jesuita), consolidando así la alianza incaico-jesuita”
Álvarez-Calderón, 2007

“Con esta unión, los jesuitas se apoderan simbólicamente de la legitimidad incaica, hecho que suscita la desconfianza de las autoridades españolas”
Vaca Lorenzo, 2000

“Permitió que los jesuitas intentaran implementar en Cuzco un ambicioso proyecto político de corte teocrático consolidado mediante matrimonios estratégicos que entroncaban a la dinastía inca con la dinastía de santos de la Compañía”
López Guzmán, 2004

Así, durante el gobierno del Virrey Francisco de Toledo, surgiría el rumor de que los jesuitas tenían un proyecto secreto de restaurar la Monarquía Incaica de manera independiente, pero bajo un liderazgo cristiano con la dinastía Borja-Loyola Inca y una aristocracia indo-cristiana (que se extendería no solo desde los 4 Suyos originales, sino que incluiría los dominios sudamericanos conquistados por la alianza hispano-indígena hasta el momento, como la Gobernación del Paraguay). Aquellos rumores provocarían que los españoles ofrecieran un exilio dorado a los descendientes de dicha princesa incaica, trasladándolos a España para que no sean una posible amenaza al gobierno virreinal (posteriormente recibiendo el Marquesado de Santiago de Oropesa, que explícitamente declaraba que se lo daban por ser los herederos legítimos del Imperio Inca). Mientras tanto, los jesuitas nunca habrían confirmado la veracidad de dicha conspiración, pero si mantuvieron conflictos con el Virreinato del Perú durante ese tiempo y llegarían a solicitar la intervención del Papa para reprender al Virrey Toledo por denuncias que hacían los jesuitas de que gobernaba con "actitudes tiránicas" el representante de Felipe II de España por no respetar los Derechos señoriales de los incas.

“El proyecto secreto de los jesuitas, en mi opinión, era restaurar el imperio incaico, pero bajo las directrices cristianas”
Minelli, 2005

“El ms. HR es una miscelánea jesuítica con función de diario donde, si bien con la reluctancia de ser descubiertos, lo que escriben van relacionando sobre el proyecto utópico del padre Blas Valera. En resumen, HR es un diario críptico […] La injusta ejecución del Inca Túpac Amaru (1572), al derrumbar la última esperanza de un reino legítimo de los Incas en Vilcabamba, parece haber provocado la reacción de un grupo de jesuitas, al igual que de la misma nobleza Inca del Cuzco, y fomentado la escritura de HR”
Numhauser, 2007

“Esta visión impulsó las misiones en el Paraguay, cuyo gestor principal fue el jesuita limeño Antonio Ruiz de Montoya, la defensa de la aptitud de los indios para aprender, y, como ya vimos, el ideal del príncipe cristiano, que veía con buenos ojos el plan jesuita de una Monarquía Peruana indocristiana, con reyes descendientes de parientes de San Ignacio de Loyola o de San Francisco de Borja, uno de cuyos parientes llegó a ser virrey del Perú y una palla o princesa incaica”
Gonzáles Vigil, 2016

### Proyecto Monárquico Indo-Africano de Vilcabamba
Negros e indios de Vilcabamba en 1602 se unieron para expulsar a los europeos de la zona y establecer un reino propio, donde fueran libres. Esto fue en la revuelta en Quillabamba, puesto que en el siglo XVII se habían desarrollado en esta región una serie de haciendas y manufacturas que pertenecían a familias españolas (Del Peso, Bustamante, Cardona, Ormachea, etc) que tenían en condiciones muy paupérrimas a sus Siervos indios y Esclavos africanos (estos últimos habían llegado a la región tras unirse al ejército de Manco Inca a cambio ser liberados). Previamente unos cimarrones en 1600 habían organizado una rebelión de modo que provocaron la huida de los europeos de la región, para después intentaron invadir la Ciudad del Cuzco y solo fueron derrotados al poco tiempo tras unas cuantas escaramuzas con las milicias realistas. Sin embargo, en 1602 se realizó una nueva intentona, la cual no estaba liderada está vez por un Consejo de Jefes Africanos (en Democracia) sino que por un caudillo indígena "ladino”, con gran formación intelectual y de origen pilcozon, llamado Francisco Chichima, quien unificó a los negros de los valles de Juillabamba, Hondara, Amaybamba y Huayobamba, mientras llamó la atención de los negros de Cuzco, Arequipa y Huamanga. Luego estableció el objetivo de expulsar a los hacendados europeos y formar un Palenque que se apoderara de la región cusqueña y se proclamara como Rey (el plan más ambicioso era que, tras apoderarse del Corregimiento del Cuzco, el siguiente paso fuese tomar el Virreinato del Perú y reclamar el legado incaico). Sin embargo, pese a saquear plantaciones de azúcar en Apurímac, Urubamba y Lares, terminarían siendo derrotados en un enfrentamiento con Indios auxiliares realistas, y finalmente el Rey indo-africano sería decapitado y su cabeza expuesta para asustar a los suyos por toda la región.

“negros e indios se unieron muchas veces contra el poder español: en 1602 Francisco Chichima, indio de Vilcabamba (Cuzco) se enfrenta a las tropas cañarí que el capitán Diego de Aguilar habíaenviado contra él. Su banda estaba compuesta por negros e indios y son sus primeras victorias las que alientan la revuelta de 20 negros en Quillabamba. Poco después, toda el área ardía en una rebelión que pudo ser aislada pero no sofocada por completo […] El hecho que negros e indios compartiesen esfuerzos en su lucha contra los españoles indica que al igual compartían los sufrimientos”
Millones (1973; pp. 32-33)

### Proyecto de coronación a Inca Pedro Bohorques
Según Pedro de Garay, corregidor de Jauja, los rebeldes de la rebelión indígena de Lima de 1666 habían proyectado restablecer la antigua monarquía inca en los Andes con el apoyo de los curacas del centro y del sur del Perú, provenientes de Huarochirí, Jauja, Huancavelica, Cuzco y Puno. Entre estos rebeldes estaban los líderes el cacique Gabriel Manco Cápac, el Apu Salvador Cusichaqui, etc que no habían sido considerados grandes señores durante el Incario (y no tenían tampoco mucha relevancia en la nobleza alta indígena del Virreinato). Se destacaría por su radicalismo, ya que no era un proyecto contra los españoles del mal gobierno, sino que en general sería una rebelión total contra todo elemento no-indígena (ello incluía atacar no solo a corregidores y criollos corruptos, sino también a los mestizos, nobles indios hispanizados, indios ordinarios cristianizados y los sacerdotes), su carácter anticristiano resaltó cuando el plan buscaba darse durante la Cuaresma y dar un golpe duro a los creyentes de la nueva religión en medio de sus fiestas del Carnestolendas, que a su vez que reforzaba su carga simbólica pagana de invocar el «tiempo del Inga» (puesto que muchas fiestas católicas se hacían superpuestas a fiestas de las antiguas divinidades). El Cacique de Tarma, que era integrante del Ejército Real del Perú, los denunciaría y la rebelión quedaría aplastada. Su objetivo no era simplemente un cambio de gobierno por otro dentro del sistema señorial de la Monarquía Hispánica (como era lo usual con las arengas de Viva el rey, muera el mal gobierno), si no en la distinción entre señores legítimos y señores ilegítimos. Sin embargo, el proyecto sería de los últimos que buscaron restaurar una Monarquía Pagana, con la estrategia de unificar la rebelión limeña y centro-andina con la rebelión más al sur de Pedro Bohórquez (explorador Morisco-Mudéjar que se proclamó Inca de los calchaquíes en el actual Noroeste argentino), puesto que el territorio de esta última rebelión provenía de uno de los últimos reductos de indios no cristianizados, y hacía propicio que se corone al Inca de los Calchaquíes como protector de las tradiciones indias más puras y ancestrales «en su ley antigua» (Derecho consuetudinario de los Ayllus). Como diría Salvador Cusichaqui: «que el Rey de todo el peru auia de ser Bojorquez Y que assi estaua Hecho el consierto».

### Proyecto de Francisco Congo
Francisco Congo, un esclavo negro (de ascendencia congoleña) traído desde Centroamérica para trabajar en una hacienda de Ica, lideraría con su banda la Palenque de Huachipa en 1710, un asentamiento humano fortificado de Afroperuanos en medio de bosques por Santa María de Huachipa. Ahí se proclamó rey del Palenque al darle fin a las rivalidades que había entre linajes Congos y Terranovos (a favor de los primeros) tras salir victorioso de un Duelo de honor contra Martín Terranovo y otro con Salvador Terranovo. En la palenque, compuesta de Cimarrones que huían de sus haciendas, se encargaban de delinquir contra los blancos y personas ricas del virreinato para obtener financiación a través del pandillaje, mientras a su vez ayudaban a los indios, mestizos y hasta criollos pobres. Sin embargo, el 25° virrey Obispo, don Diego Ladrón de Guevara, decreto una orden de atacar y desaparecer los palenques y quilombos en Lima debido al aumento de los actos delictivos, por lo que el corregidor de Huarochirí, don Martín Zamudio de Infantas, se encargo de atacar la palenque del rey negro en junio de 1713 en una batalla de 12 horas, donde murieron 200 cimarrones (entre los que se incluían Francisco Congo "Chavelilla"). Su esposa Chavela pudo escapar junto sus hijos, y no se sabría más de lo que pasó con está familia real que amenazó a la capital del Virreinato (aunque se rumoreaba que en Cieneguilla la capturaron y degollaron, mientras los hijos mayores habrían sido ajusticiados y los hijos menores separados y vendidos). Sería de los últimos proyectos de monarquía africana.

### Proyecto de Ignacio Toroté
En 1724-1737, se daría una sublevación amazónica dirigida por los Pinkatsari o líderes caciques, Fernando Toroté e Ignacio Toroté (padre e hijo ashanincas), y que sería el primer intento de desarrollar una confederación nativa entre ciertos pueblos diferentes de la Amazonia peruana. Esto involucró que los Asháninkas se aliaran con los Amueshas y los Piros y planearan fundar una monarquía en la selva central para interrumpir su colonización. Esta rebelión fue producto de desesperación entre los indígenas amazónicos por la aparición de Epidemias entre sus pueblos por haber permitido el ingreso de los cristianos, así como profecías de los Chamanes de un futuro incierto u oscuro si permitían la entrada de la institucionalidad española en sus tierras (como el pago del Tributo indígena). El ejército realista reaccionó con militarizar las Reducciones de indios, nombrando de capitán de guerra a los curacas que afirmaran lealtad al Rey de España, hasta aplastar la rebelión con ayuda de la industria de herrería y metalurgia.

### Proyecto de Juan Vélez de Córdova
Juan Vélez de Córdova fue un criollo moqueguano que fingió ser un descendiente de los incas, a su vez que intento organizar la primera conspiración importante de la Villa de Oruro contra el dominio español. Su proyecto reivindicaba tanto a los indios como a los criollos y mestizos, pero excluía a los peninsulares. Fue producto del descontento generado por la Mita y un aumento en los impuestos sobre la botija de aguardiente, y se quería exigir que los criollos y mestizos de la República de españoles paguen tributo. Fue de los primeros proponentes de una Monarquía Independiente de carácter mestizo y declarándola como nación cristiana, a diferencia de los anteriores proyectos que buscaban instaurar un Reino con una elite indígena pagana (como los movimientos incaístas previos) o una elite española (como los movimientos de encomenderos y conquistadores renegados). Su rebelión fue de las pocas con una tendencia radical separatista, pues lo usual eran las rebeliones con la arenga Viva el rey, muera el mal gobierno.
Desarrollo en 1737 el Manifiesto de Agravios (que llegó a ser influyente durante las Protestas y rebeliones del siglo XVIII en el Virreinato del Perú), el cual, además de quejarse de la corrupción política y una mala administración financiera por parte de los españoles, hablaba de restaurar la Monarquía Incaica con el apoyo de los caciques y nobles peruanos para que sean parte del Sistema señorial, donde se destacaba por incluir tibiamente a los descendientes de españoles en el proyecto, pues prometía indulgencia y premios a los criollos que dieran sus servicios al nuevo reino (aunque los que se rebelaran, serían asesinados en una Guerra de Castas). A su vez se incluía apoderarse de los Repartimiento de indios de los Corregidores y declararle la guerra a España mientras estuviera ocupada en la Guerra hispano-portuguesa. Sin embargo, el proyecto también era Clericalista, pues exigía el respeto de la Iglesia católica y que se mantendría como religión del Estado confesional neo-inca.

"Primera. Hallándose en lo presente y entre nosotros uno de la real sangre de nuestros incas del gran Cuzco en quinto grado de parentesco y con deseo de restaurar lo propio y volver a establecer la monarquía le suplica a los criollos ya los caciques y a todos los naturales le den la mano para esta tan heroica acción de restaurar lo propio y libertar la patria purgando la tiranía de los guampos que nos consumen y cada día va a mas nuestra ruina (...) Y así señores criollos, hermanos y queridos caciques y mis amados naturales, manos a la obra que de parte tenemos la justicia y el favor de Dios nuestro Señor que nos ha de amparar en tan justa demanda protestando a todos y cada uno que nunca es ni será mi intención oponerme a la santísima ley de nuestro señor Jesucristo, ni apartarme ni permitir se aparte ninguno del Gremio de la Santa Iglesia, antes sí, procurar cuando fuere de mi parte el aumento de ella, no permitiendo se profanen los templos de Dios y las cosas sagrados, antes si venerarlas como ellas merecen y los cristianos tenemos la obligación siendo mi única intención restablecer el Gran Imperio y monarquía de nuestros reyes antiguos reservando para la vista de cada uno de nuestros otras muchas razones que no se pueden fiar a la pluma, previniendo a nuestros hermanos que serán todos bien tratados y pagados anticipadamente que yo lo quedaré con la gloria de haberlos librado a todos de tanta tiranía. No se afirma este papel, por excusar riesgos, podrán nuestros criollos darle asenso y creer a quien lo lleve, que es de los nuestros. Dios los guarde y les de el esfuerzo que deseo con todos los aciertos"
Manifiesto de Agravios

### Proyecto de Juan Santos Atahualpa

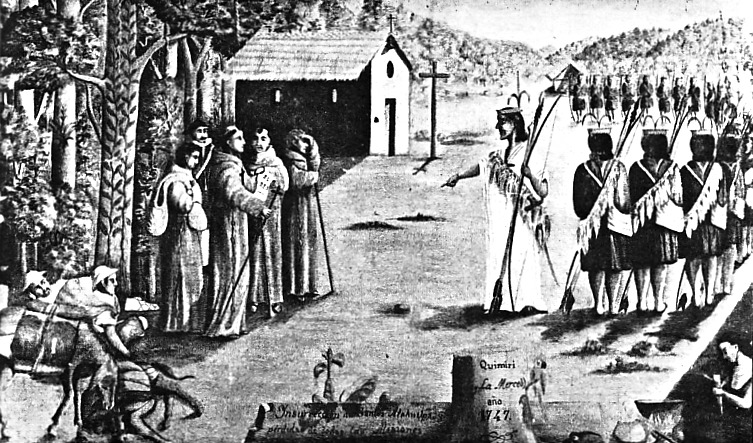
Juan Santos Atahualpa, coronado como Apu Inca, encarando con sus súbditos a misioneros franciscanos que consideraba cómplices del abuso y explotación de los nativos.

Juan Santos Atahualpa (Noble inca educado por los jesuitas del Perú en España) se volvería el dirigente quechua políglota de una importante rebelión indígena (mayormente ashaninka, yanesha y shipibo) que estalló en 1742 por la Amazonia peruana, cuyo propósito era la restauración del Imperio de los incas y la expulsión de los españoles, en tanto que él se proclamaba el Inkarri de las profecías. Su rebelión se dio en la selva central del Virreinato del Perú, amenazando la sierra central desde el Gran Pajonal y desconectando al Oriente Peruano de la autoridad realista. Nunca fue derrotado, pero desaparecería misteriosamente en 1756. Sin embargo, sus acciones fueron parte de la Crisis de 1750 al enlazarse con la Rebelión de Huarochirí de 1750.
En junio de 1742. Juan Santos se proclamó como Apu Inca, mientras afirmaba descender de Atahualpa y que tendría el apoyo de la Marina Real británica para un ataque por mar contra el Virreinato del Perú. Llegó a reunir una coalición de asháninkas, ashéninka, nomatsigenga, yines, yánesha, shetebo, conibo, shipibos, quechuas, esclavos africanos y hasta españoles pobres con el fin de amenazar no solo en la Amazonía, sino también en los Andes. Juan Santos tenía en mente la restauración del Imperio inca y expulsar a los españoles (junto a sus esclavos negros), con énfasis en el Clero Franciscano (acusados de hacer trabajos forzosos a los indios de la zona) en un plan que requería conquistar los Andes desde la Selva y así amenazar a Lima (donde planeaba coronarse de manera definitiva como Rey del Perú). Pese a sus tendencias Anticlericales, de hecho buscaba que la religión de la sociedad siguiera siendo la católica, en tanto que promovía que se ordenaran sacerdotes indígenas en detrimento de los sacerdotes blancos. Su rebelión se destacaría por ser la primera vez que se vislumbraba como aparente realidad la profecía del retorno del Inca.

### Proyecto de Francisco Inca
Francisco Ximénez Inga (líder), Antonio Cabo y Pedro de los Santos Sucuten intentaron realizar una rebelión en Huarochirí, que tenía dos alas políticas, una facción moderada que en realidad era fidelista y se basaba en el lema Viva el rey, muera el mal gobierno, buscando derrocar a los Corregidores corruptos y llamar la atención del Rey de España para que se cumpla la Cédula de Equiparación. Otra más radical y mas conocida, que estuvo más presente en la Conspiración de Lima de 1750, que tenía el objetivo de erradicar el poder español, matar al Virrey del Perú (Manso de Velasco), y restaurar el Incanato, donde únicamente se hubiera mantenido el legado de la Iglesia católica. Fue parte de la Crisis de 1750.

### Proyecto monárquico de la Gran Rebelión de los Andes
Inicialmente la Gran rebelión empezó en un tono reformista con el imperio español, con la arenga de "Viva el rey, muera el mal gobierno", mientras que solo era una queja contra abusos que hacían funcionarios españoles (mayormente los corregidores) contra los indios tributarios y sus representantes (alcaldes de indios, varayocs y caciques-gobernadores). Sin embargo, posteriormente tomo una postura más radical de desear la independencia con variopintos modos proyectados para realizarlo. El objetivo principal era lograr el cumplimiento del Corporativismo entre las distintas clases sociales de la sociedad colonial, pero con el liderazgo de la república de indios y no la de los españoles.

“Anhela desde nuestras diversidades una sociedad política americana tanto por medio de la reforma de la monarquía española y luego de la independencia colonial”
Jaime Ríos Burga

#### Proyecto imperial mestizo de José Gabriel Condorcanqui "Túpac Amaru II"

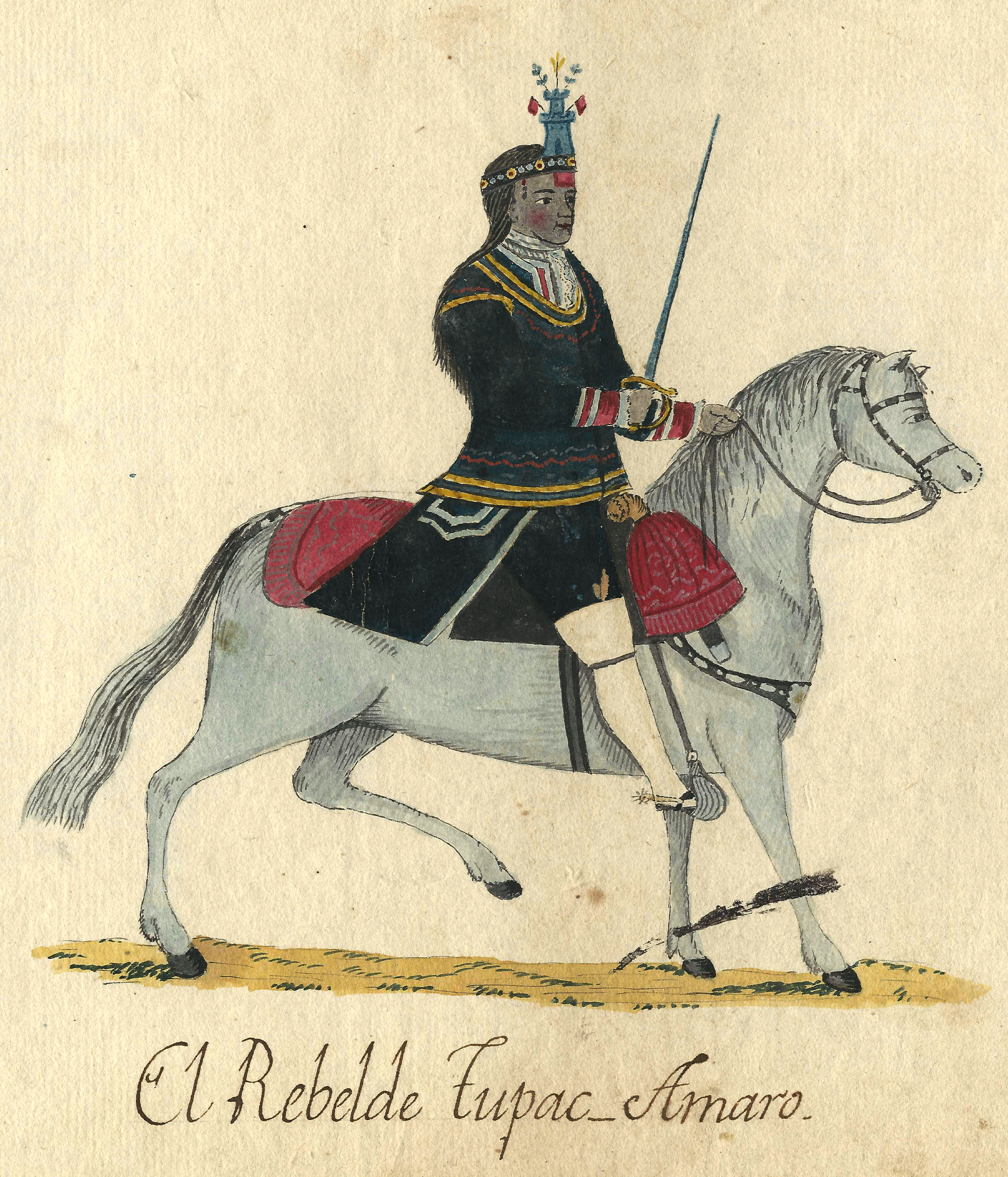
José Gabriel Túpac Amaru, se proclamó como "José I Túpac Amaru, Inca Rey del Perú"

El 26 de noviembre de 1780, en Tungasuca, José Gabriel Túpac Amaru, fue proclamado y coronado como Inca-Rey del Perú, adoptando así el nombre dinástico de "Don José I". Usaba una bandera de color carmesí en la puerta de su vivienda, y en levantamientos desde 1780 hasta 1783. Dicha bandera representaba un nuevo gobierno que debía instaurarse el territorio del Virreinato del Perú bajo el reinado de Don José I Túpac Amaru.

Yo, Don José Primero, por la gracia de Dios, Inca Rey del Perú, Santa Fe, Quito, Chile, Buenos Aires y Continentes de los Mares del Sur, Duque de la Superlativa, Señor de los Césares y Amazonas con dominio en el Gran Paititi, Comisario Distribuidor de la Piedad Divina, por el Erario sin par.

Por cuanto es acordado por mi Consejo en Junta prolija por repetidas ocasiones, ya secreta y ya pública, que los Reyes de Castilla me han tenido usurpada la corona y dominio de mis gentes cerca de tres siglos, pensionándose los vasallos con insoportables gabelas, tributos, sisas, lanzas, aduanas, alcabalas, estancos, catastros, diezmos y quintos.
Virreyes, audiencias, corregidores y demás ministros, todos iguales en la tiranía, vendiendo la Justicia en almoneda con los escribanos de esa fe a quien más puja, y quien más da, entrando en esto los empleos eclesiásticos y seculares sin temor de Dios, estropeando como a bestias a los naturales de este reyno, quitando las vidas a solo los que no supieren robar; todo digno del más severo reparo.

Por eso, y porque los justos clamores con generalidad han llegado al cielo: En el nombre de Dios Todopoderoso ordenamos y mandamos que a ninguna de las personas dichas se pague; ni se obedezca en cosa alguna a los ministros europeos intrusos y de mala fe; Y solo se deberá todo respeto al Sacerdocio, pagándoles el dinero, diezmos y primicias, como se le da a Dios; Y el tributo, y el quinto a su Rey y Señor Natural, y esto con las moderación que se hará saber con las demás leyes que se han de observar y guardar; Y para el más pronto remedio de todo lo suso expresado, mandamose reitere y publique la jura hecha de mi Real Coronación en todas las ciudades, villas, lugares de mis dominios, dándonos parte con toda brevedad de los vasallos prontos y fieles para el premio igual; y de los que se rebelaren para la pena que les competa, remitiéndonos la jura hecha con la razón de cuanto conduzca.
Hecho en Tungasuca, noviembre de 1780. Don José Primero Thopa Amaro Inca, Cabeza de estos Reynos

Su edicto de coronación fue redactado por su secretario, Francisco Cisneros, y posteriormente republicado numerosas veces en pasquines y boletines a lo largo y ancho de los Virreinatos del Perú, Río de la Plata y Nueva Granada. Copias de estos edictos se encuentran actualmente en el Archivo General de la Nación en Caracas (Venezuela), Archivo General de la Nación en Lima, A.G. del Cuzco y en la Biblioteca Nacional del Perú. 
En cuanto a la forma de gobierno, el autoproclamado Inca, Tupac Amarú II, habría tenido un carácter inconsistente, mezclando ideales contrapuestos como el monarquismo Inca (sobre todo el nacionalismo neo-inca), la práctica colonial tradicional (sobre todo el ideario austracista) y las filosofías de la Ilustración. Habiendo intentos de sincretismo político entre la Tradición política indo-mestiza y la Modernidad.
Tras la caída de la Gran Rebelión, Felipe Velasco Túpac Inca Yupanqui y Ciriaco Flores en 1783 continuarían con un proyecto monárquico similar.

#### Proyecto monárquico indígena Aymara de Tupac Katari

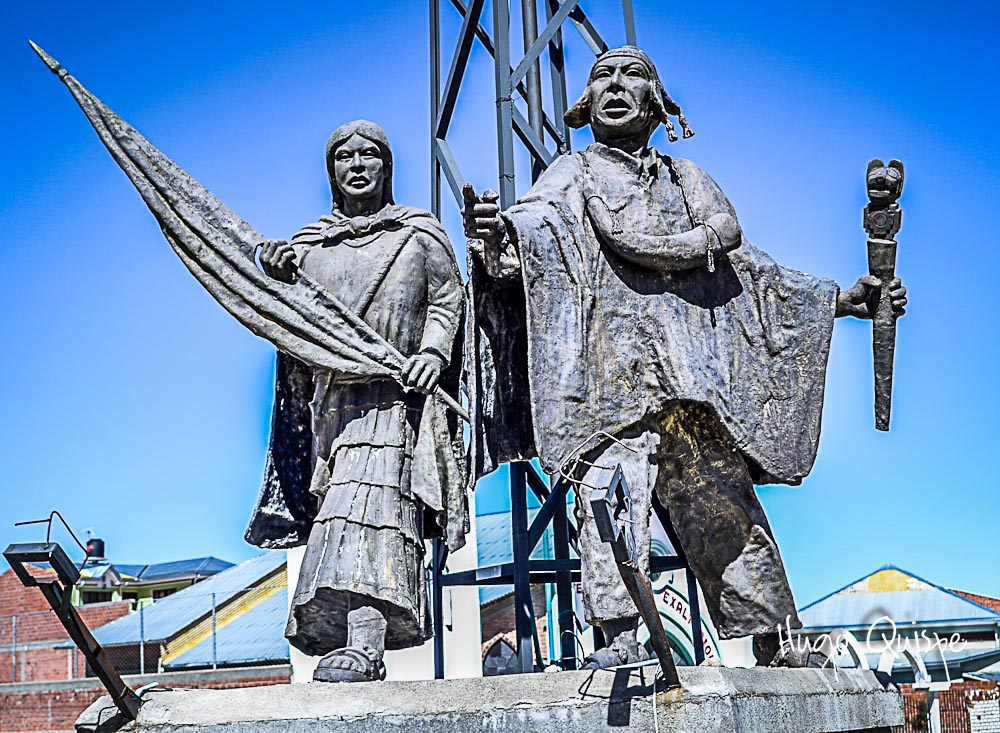
Tupac Katari, "Inca Rey de los Aymaras", y su esposa Bartolina Sisa.

En 1781, Julián Apaza formó un ejército de cuarenta mil hombres e inició su levantamiento bajo el nombre de "Túpac Katari", proclamándose Virrey al servicio del monarca Don José I Túpac Amaru Inca. Inició el cercó a la ciudad de La Paz, en dos ocasiones en 1781, pero las tropas enviadas para sofocar la rebelión consiguieron romper el primer cerco. Tras la muerte de su monarca, Túpac Katari se proclama “Inca-Rey de los Aymaras”, adoptando así el nombre dinástico de "Carlos III Túpac Katari". En resumidas cuentas, el proyecto era fundar un Reino Aymara que abarcara la región histórica del Alto Perú (prominentemente el actual Sur del Perú y el Occidente de Bolivia), sea como un Reino autónomo y constituyente al Imperio del Perú de Tupac Amarú II, o como un Reino independiente gobernado por la dinastía katarista. 

“Yo, Dn. Julián Túpac Katari, Soberano Inca Rey, mando que se pase por armas a todos los chapetones, criollos, mujeres y sus niños, sin excepción de sexos ni..” “Por la presente tengo noticia que el señor comandante quiere dar muerte a mi amada esposa Da. Bartolina Sisa; pues lo que pretendo y esta batalla por mi dicha esposa a quien podrán V.V. sacármela y ser perdonados, así chapetones con criollos, como aconteció ayer 16 del presente mes, y año con el capital de artillería don Bernardo Callo, quien está perdonado por mí, D. Julián Apaza, y por sobre nombre tengo, por Dn. Carlos III Túpac Katari, Inca, deseendiente y trono principal de los reales ejércitos que gobernaron éstos reinos del Perú. Y así suplico a S.S. se sirvan permitirme a mi amada esposa y así cesará la batalla y cada uno se irá a su lugar; en caso de no hacerlo así se quemará la ciudad de Nuestra Sra. de La Paz”.

“Por la presente tengo noticia que el señor comandante quiere dar muerte a mi amada esposa Da. Bartolina Sisa; pues lo que pretendo y esta batalla por mi dicha esposa a quien podrán V.V. sacármela y ser perdonados, así chapetones con criollos, como aconteció ayer 16 del presente mes, y año con el capital de artillería don Bernardo Callo, quien está perdonado por mí, D. Julián Apaza, y por sobre nombre tengo, por Dn. Carlos III Túpac Katari, Inca, deseendiente y trono principal de los reales ejércitos que gobernaron éstos reinos del Perú. Y así suplico a S.S. se sirvan permitirme a mi amada esposa y así cesará la batalla y cada uno se irá a su lugar; en caso de no hacerlo así se quemará la ciudad de Nuestra Sra. de La Paz”.
Tupac Katari, 1781

Los tupackataristas no necesariamente mantuvieron amistad con los tupacamaristas (de hecho su primer encuentro formal, durante marzo de 1781 en Puno, fue uno hostil), pues tenían las siguientes discrepancias: Tenían un carácter anti-criollo y anti-español (siendo racistas con elementos no indígenas en sus instituciones como la militar), deseaban que Túpac Katari tuviera el mismo nivel que Túpac Amaru en la escala de mando (mientras los tupacamaristas no querían obedecer a los tupackaristas), representaban los intereses de las clases bajas mayormente iletradas (mientras resentían de los indios nobles y los letrados de clase media, incluso asesinando a nobles incas del lado tupacamarista como el coronel Titu Atauchi), tenían ideas más radicales con su proyecto de Reino Aymara autónomo en el sur-peruano (mientras Tupac Amarú II deseaba un Reino del Perú mestizo y sudamericano), tenían una visión política más autoritaria (desobedeciendo disposiciones acordadas en consejo, actuando por su cuenta), solían ser más despiadados contra los blancos (mientras los tupacamaristas eran moderados y trataban de evitar los crímenes de guerra e incluso llegar a un acuerdo con el gobierno español, siendo elogiados por el Virrey Agustín de Jáuregui y el mariscal José del Valle), solían defender más la Religiosidad popular al defender una concepción del cristianismo poco ortodoxa (mientras los tupacamaristas, pese a sus contradicciones y condenas de la iglesia, trataban de defender la Doctrina católica enseñada por el Magisterio de la Iglesia) e incluso los sectores más radicales volvieron a practicar viejos ritos de la Religión incaica. Pese a dichas diferencias, aceptaron unirse con Diego Cristóbal Túpac Amaru (por cuestión de pragmatismo) al tener el mismo objetivo de colaborar en la expulsión de las fuerzas españolas y sus instituciones presentes en los pueblos y villas del sur del Perú, e incluso se pusieron a divinizar la figura del ya fallecido José Gabriel Túpac Amaru alrededor de 1781. Pero cuando Diego Cristóbal acordó la paz con los realistas el 27 de enero de 1782, sería declarado por estos como un traidor (incluso enviaron agentes para que lo asesinen), y así se propusieron a continuar la lucha en el Alto Perú para establecer su Reino Aymara (ya no necesariamente como un Reino dentro de un hipotético Imperio Peruano). El historiador Steve Stern consideró que estas diferencias y pugnas entre los rebeldes indios contra el Virreinato del Perú solo fueron la ruina de su proyecto y la causa del fracaso de sus campañas militares por su falta de acuerdo y co-ordinación. Incluso surgiría otro grupo más radical en los círculos kataristas, que desconocieron la autoridad de Túpac Amaru y también la del propio Túpac Katari hacia 1782, buscando la venida del verdadero Inkarri de las profecías paganas (realizando sacrificios rituales de blancos españoles y criollos).

#### Otros proyectos
Pese a la creencia popular, la Gran Rebelión de los Andes no fue una lucha indígena con un mismo proyecto común, sino que surgirían varios fraccionamientos internos entre los rebeldes. Inmediatamente después que Tupac Amaru II intentara organizar alguna institucionalidad en el territorio bajo su control, empezarían a surgir conflictos de poder en su pseudo-estado (donde fue determinante los intereses regionales conflictivos de distintas comunidades, así como las dinámicas ideológicas discordantes). Las divisiones más destacadas fueron las de kataristas (más etnocéntrico y conservador) con tupamaristas (más mestizo y liberal). Sin embargo, surgirían otros caudillos que se distanciaban de ambos anteriormente mencionados, queriendo una ruptura más radical con el orden colonial (como no solo una ruptura política-económica, también una cultural-religiosa).
Un ejemplo fue la facción del indio Castillo, quien este era un caudillo radical que lideró junto a sus capitanes Yuqra, Bernabé y Hurtado. Castillo había desarrollado una postura cuádruple, más compleja que la del mismo Catari, pues por un lado decía a nivel público que su rebelión era contra los abusos de los españoles en el nombre del rey Carlos III (bajo el modus operandi de Viva el rey, muera el mal gobierno), pero a nivel local proclamaba reconocer como Rey Inca a Túpac Catari y a Túpac Amaru, y a nivel interno entre sus indios decía que el era el único "Señor". Esto último se debía a que tenía un desprecio profundo y racista contra los blancos y mestizos acriollados (y en menor medida los negros), teniendo una Hispanofobia tan radical que también se traducía en Anticatolicismo y en el desarrollo de una serie de destrozos y crímenes calificados de "abominables" que se cobraron la muerte de más de 1000-5000 personas (mayormente Gachupínes, pero también criollos, mestizos, indios realistas y negros) y el ataque a las iglesias católicas, donde se destruía la imagen de vírgenes, cristos, santos y todo elemento católico, mientras se buscaba sacrificar de forma ritual a los sacerdotes, españoles, criollos y mestizos (incluido mujeres y niños) en los descampados. Además, su facción consideraba que Tupac Amarú II era un "farsante y mentiroso, que engaña a la gente, haciéndose pasar por Rey y Mesías", por sus ideas conciliadoras con la Civilización occidental, la unidad entre todos los sectores (indios, mestizos, negros, criollos, españoles) y el respeto a los sacerdotes con el pago de los diezmos; no siendo realmente el Inkarri de las profecías que debía expulsar a los españoles y sobre todo al Cristianismo (mientras Tupac Amarú solo quería expulsar únicamente a los malos funcionarios públicos), y así restaurar totalmente las prácticas culturales indígenas (sin el legado del mestizaje, y restaurando el Paganismo), pues la profecía exigía que los Apus y Huacas derrotarían al Dios cristiano. Así, el proyecto monárquico de este grupo pregonaba que el verdadero “Inca Rey” o "Rey Inca" tenía que ser invocado a través de sacrificios humanos y una guerra de castas en la que los blancos serían el enemigo jurado de los indios, forzando la venida de un Pachacuti para que consecuentemente el verdadero Rey Inca retornase del otro mundo sobrenatural para liderar a los indios. Finalmente las acciones de está facción serían catalogadas de Satánicas y se ganarían el odio de los locales, por lo que los mismos indios tupacamaristas y los afines al gobierno se levantarán contra él y lo persiguieran, hasta capturarlo en abril de 1781 cerca a Chayanta, y el 7 de mayo de 1781 el indio Castillo fue torturado y ejecutado en La Plata, siendo posteriormente descuartizado y su cabeza puesta en una pica.

"Hisose mandon Castillo y decía que solo él era nuestro legítimo señor y dueño, diciendo muchas amenasas contra Tupa Amaro a quien si havia de tenerle lo mataría por haberle sido traydor y engañoso"
P. Condori, 1781

"El ynsurgente que ha hecho estos destrosos es un yndio llamado Castillo, quien tuvo aliento para haser pasar a cuchillo a más de 1000 almas dentro de la yglesia con mas 6 sacerdotes con su cura el Dr. Don Ysidoro Herrera, quien crió a este sacrílego"
Loza, 1781

“En general, los nativos se veían a sí mismos como canales del inevitable y divino  cataclismo que anunciaría la llegada del Inkarri, para inaugurar un nuevo ciclo histórico, y provocar el ansiado ascenso de los dioses nativos sobre los cristianos. En efecto, la matanza y mutilación de sacerdotes españoles y sus feligreses en iglesias y altares demostraron la debilidad del Dios cristiano y el poder resurgente de los nativos”
N. Robins, 2002

"y les condeno a que sean arrastrados vivos por la plasa de esta ciudad, y despues de ahorcados, y que naturalmente haian muerto, se dibidirán en cuartos sus cuerpos en un tablado público, y se les cortarán sus cabesas para que puestas en los caminos, sirvan de escarmiento y terror. Mandando asimismo se anote en los libros de la provincia por infame y vil el nombre de Cataris y Castillos, y que sus casas sean quemadas enteramente con confiscaciones de bienes"
I. Flores, 1781

### Proyecto de José Abalos
José Abalos presentaría el 24 de septiembre de 1781 de independizar Hispanoamérica a través de un proyecto conformado por la formación de 4 Reinos formalmente independientes, aunque vinculados a España a través de una Unión dinástica, pero sin Unión política ni Unión personal. Se esperaba que los territorios de los 4 Virreinatos indianos formaran 4 entidades políticas con la jefatura de alguno de los Infantes de España desprendidas de la soberanía de Carlos IV de España, lo cual hubiera acabado la Unión real entre los Reinos de Indias con la Monarquía Española. Se aducía que España estaba perdiendo más que ganando con el mantenimiento económico de tierras tan despobladas, y que sería mejor que simplemente solo sea un tributario de sus riquezas, mientras cada territorio se administrase por sí mismo; a su vez, mencionó la existencia de un descontento general que haría inevitable la independencia del territorio, y que ello necesitaría que se haga de manera pacífica dentro de los mecanismos judiciales del sistema institucional español (a su vez que así se evitaba que los territorios americanos caigan en la influencia de países extranjeros que depredasen su economía).

"..el único remedio es desprenderse de las provincias comprendidas en los distritos a que se extienden las audiencias de Lima, Quito, Chile y La Plata, como así mismos de las Islas Filipinas y sus adyacencias, exigiendo y creando de sus extendidos países tres o cuatro diferentes monarquías a que se destinen sus respectivos príncipes de la augusta casa de V. M. y que esto se ejecute con la brevedad que exige el riesgo que corre y el conocimiento del actual sistema (...) Este es señor el preciso medio para estorbar a los enemigos forasteros cualquier irrupción a que los incline su avaricia. Este es también el de evitar a los domésticos todo resentimiento de un gobierno venal y corrompido que los precipite a una infiel y violenta resolución o de que el mismo desafecto que tienen a la Metrópoli, apoyado de ajenos auxilios, les facilite, como sin duda se verificará, la independencia que ya ven cerca de su perfección en los colonos del norte de este mismo continente"

### Proyecto del Conde de Aranda

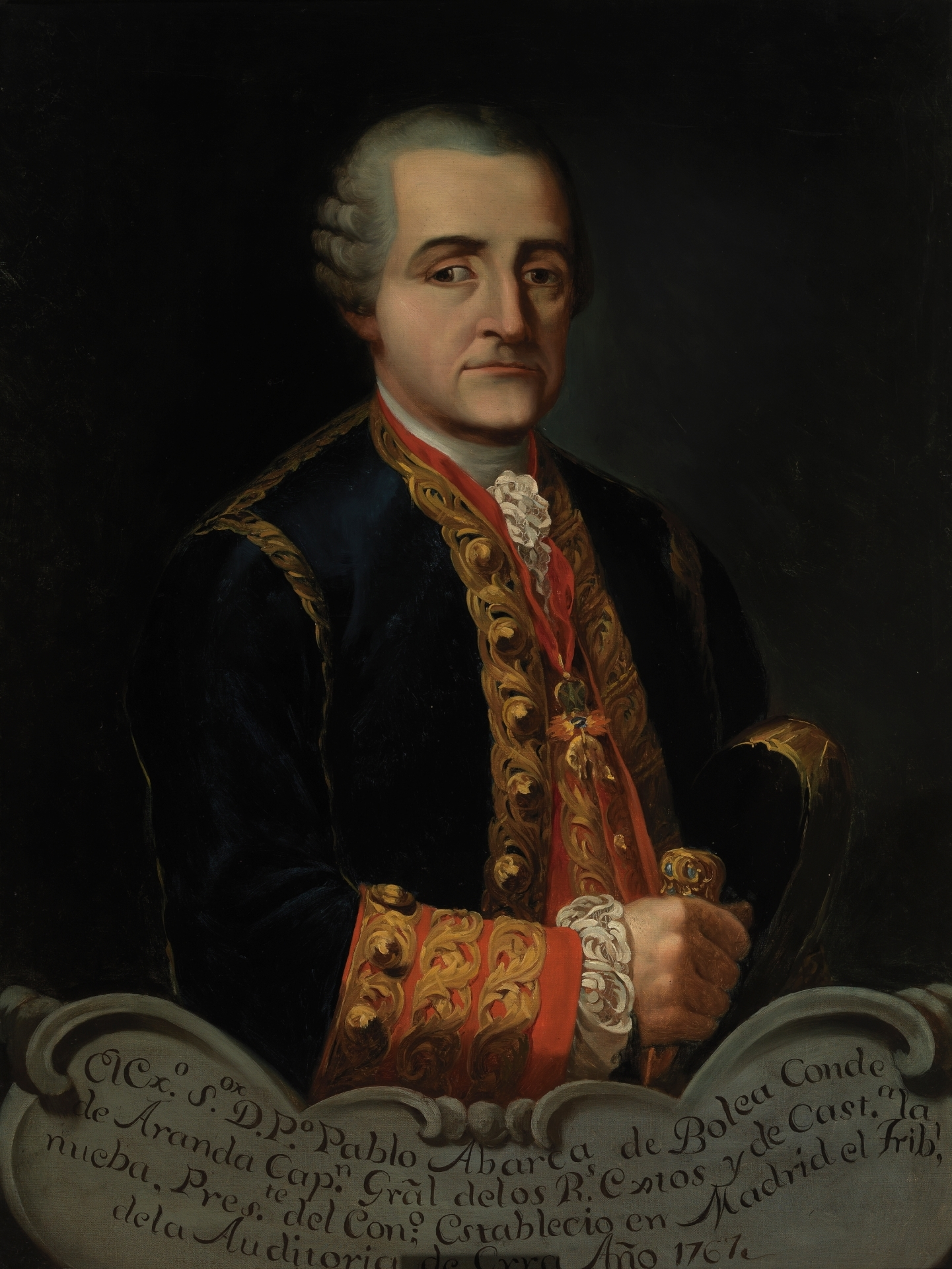
Pedro Pablo Abarca de Bolea, conde de Aranda.

En 1783, el conde Pedro Pablo Abarca de Bolea propuso al rey español Carlos III de Borbón crear cuatro reinos hispanos autónomos pero unidos bajo el gobierno de un Emperador en Unión personal (acabando la Unión real y la Unión política, pero no la Unión dinástica). El monarca del Reino de España asumiría el título imperial y los monarcas de los tres Reinos de Las Indias (Perú, México y Tierra Firme) el título de Rey, todo bajo la fórmula en que los tres soberanos y sus sucesores reconocerán a VM y a los príncipes que en adelante ocupen el trono español por suprema cabeza de familia.
Tal propuesta nació tras la Independencia de las Trece Colonias, dado que el Conde de Aranda había predicho que aquel naciente Estado (los EEUU) se volvería en pocos siglos muy poderosa en las Indias Occidentales (América) y en el mundo, y que su afán imperial no tendría límites, la mejor forma de contrarrestar tal acontecimiento era darle una independencia a los Reinos de Indias y liberalizar la Monarquía Hispánica.

"Que V. M., se desprenda de todas las posesiones del continente de América, quedándose únicamente con las islas de Cuba y Puerto Rico en la parte septentrional y algunas que más convengan en la meridional, con el fin de que aquellas sirvan de escala o depósito para el comercio español. Para verificarse este vasto pensamiento de un modo conveniente a la España se deben colocar tres infantes en América: el uno rey de México, el otro del Perú y el otro de lo restante de Tierra Firme, tomado V. M. el título de Emperador (...)  establecidos y unidos estrechamente estos tres reinos, bajo las bases que he indicado, no habrá fuerzas en Europa que puedan contrarrestar su poder en aquellas regiones, ni tampoco el de España.. que además, se hallaran en disposición de contener el engrandecimiento de las colonias americanas, o de cualquier nueva potencia que quiera erigirse en aquella parte del mundo.. que con las islas que he dicho no necesitamos de más posesiones."

### Proyecto de Carlos IV y Manuel Godoy

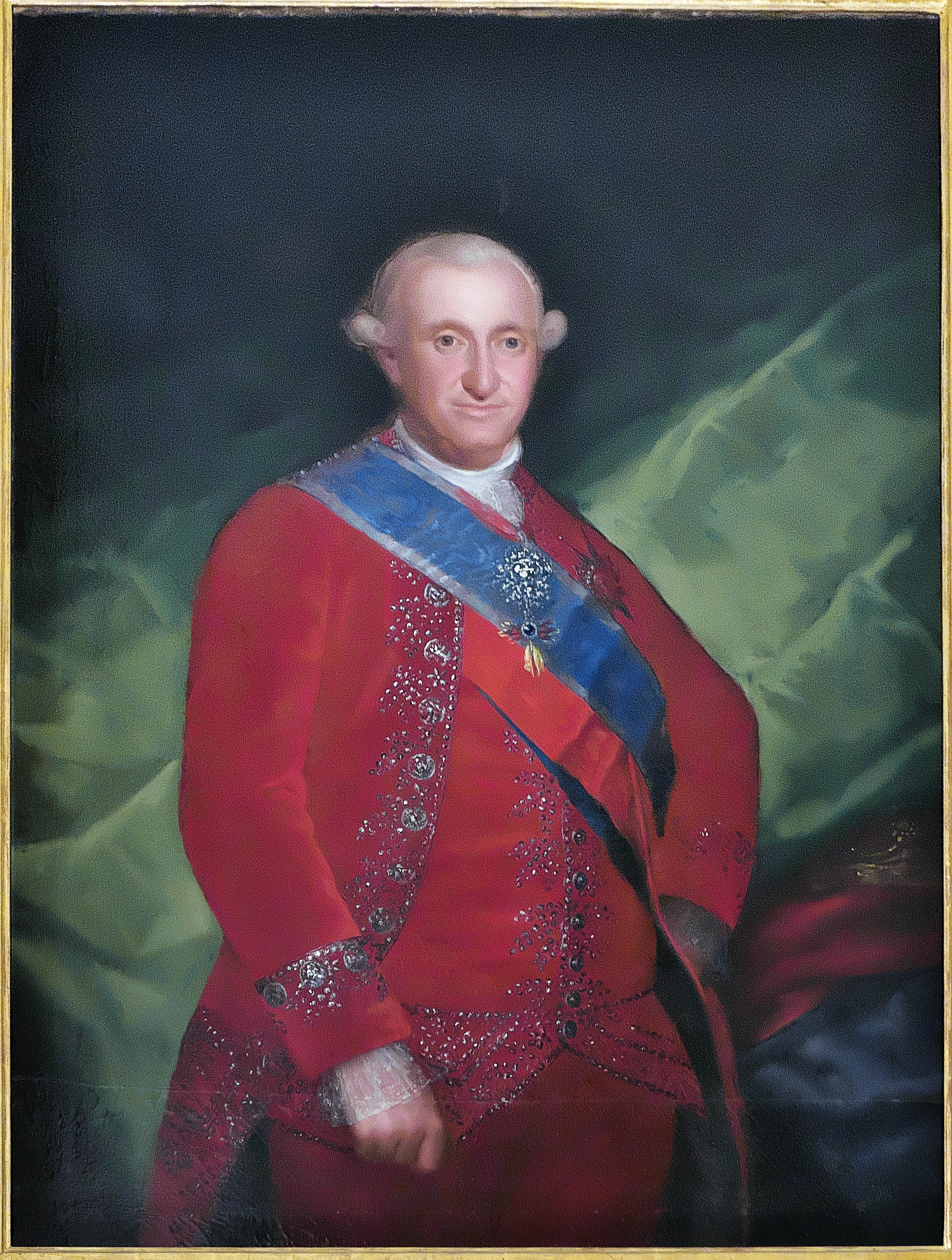
Carlos IV de España, consideró crear 5 reinos hispanoamericanos, incluyendo uno del Perú.

Durante el reinado de Carlos IV de España, se consideró en 1804 y 1806 la posibilidad de que los Reinos de Indias pasen a ser gobernados por Infantes de España y no por Virreyes (aunque la versión de 1806 alteró ligeramente la idea para que los infantes de España sean «virreyes perpetuos y hereditaria en su línea directa, en caso de faltar ésta, reversiva a la corona»), tratando de establecer una institucionalidad sólidamente organizada entre los americanos, que trate de atender sus demandas sociales y luche contra la corrupción. Se proyectaba también que Chile sea un 5° reino, además del de Nueva España, Nueva Granada, Perú y La Plata. Sin embargo, debido a la hostilidad de la Marina Real británica en la Guerra anglo-española (1804-1809), durante las Guerras napoleónicas, se pospuso el proyecto, y quedó cancelado definitivamente con la llegada de Fernando VII de España.

"Mi pensamiento fue que en lugar de virreyes fuesen infantes a la América, que tomasen el título de príncipes regentes, que se hiciesen amar allí, que llenasen con su presencia la ambición y orgullo de aquellos naturales, que les acompañasen un buen consejo con ministros responsables, que gobernase allí con ellos un Senado, mitad americanos y mitad españoles, que se mejorasen y acomodasen a los tiempos las leyes de las Indias, y que los negocios del país se terminasen y fuesen fenecidos en tribunales propios de cada cual de estas regencias. Pero su proyecto no pudo llevarse adelante por un nuevo conflicto con Gran Bretaña: «Vino el tiempo que yo temía; la Inglaterra rompió la paz traidoramente con nosotros y en tales circunstancias no osó el rey exponer a sus hijos y parientes a ser cogidos en los mares."
Carlos Godoy

### Proyecto de Aguilar Narvarte
Fue una conspiración de 1805 por criollos y mestizos de provincia, quienes tenían por objetivo iniciar un alzamiento en los Andes contra el gobierno virreinal de Gabriel de Avilés y del Fierro. Debía concluir con la instauración de una Monarquía Incaica. El candidato al trono era el capitán Manuel Valverde Ampuero, un aristócrata emparentado con el Marqués de San Juan de Buenavista y el Conde de las Lagunas.
Dicha conspiración fue liderada por el minero huanuqueño José Gabriel Aguilar Narvarte y el abogado arequipeño Manuel Ubalde Zeballos, además de contar con la participación de Diego Cusihuamán (alguien que había sido elegido alférez real de naturales durante el año de 1789), fray Diego Barranco, el teniente Mariano Lechuga y Marcos Dongo. Sin embargo, poco antes de iniciar el levantamiento, serían delatados por el teniente Mariano Lechuga. Tanto Gabriel Aguilar y Manuel Ubalde serían capturados, procesados y condenados a muerte. Ambos fallecerían ahorcados en la Plaza Mayor del Cuzco el 5 de diciembre de 1805. Por otra parte, Diego Cusihuamán fue condenado a la inhabilitación del cargo de cacique y al destierro (perdiendo su condición de indio noble). Se presentó en la Real Cárcel de Corte de Lima en mayo de 1806, y tal vez permaneció en dicha ciudad los siguientes diez años.
Aunque se les consideró precursores de la Independencia por parte del Congreso Constituyente del Perú de 1823 (en un intento por dar una propaganda mestiza a la Independencia), su proyecto en realidad desentonaba mucho con la visión política de la elite criolla, al no desear establecer un régimen republicano ni un liberalismo progresista. En realidad, no había señales de cortar radicalmente con el Antiguo Régimen e incluso Aguilar Narvarte creía que estaba justificado místicamente ante Dios por Revelaciones privada (siendo más parecido al mesianismo durante la rebelión de Tupac Amaru II con las profecías del Inkarri).

«querían restaurar un orden anterior. Eranmonárquicos y por las calles del Cusco buscaban afanosamente a uninca como rey. La vuelta al pasado inspiraba una revolución»
Alberto Flores Galindo, 1988

## Proyectos durante las guerras napoleónicas y la emancipación del Perú

### Proyecto de Napoleón Bonaparte

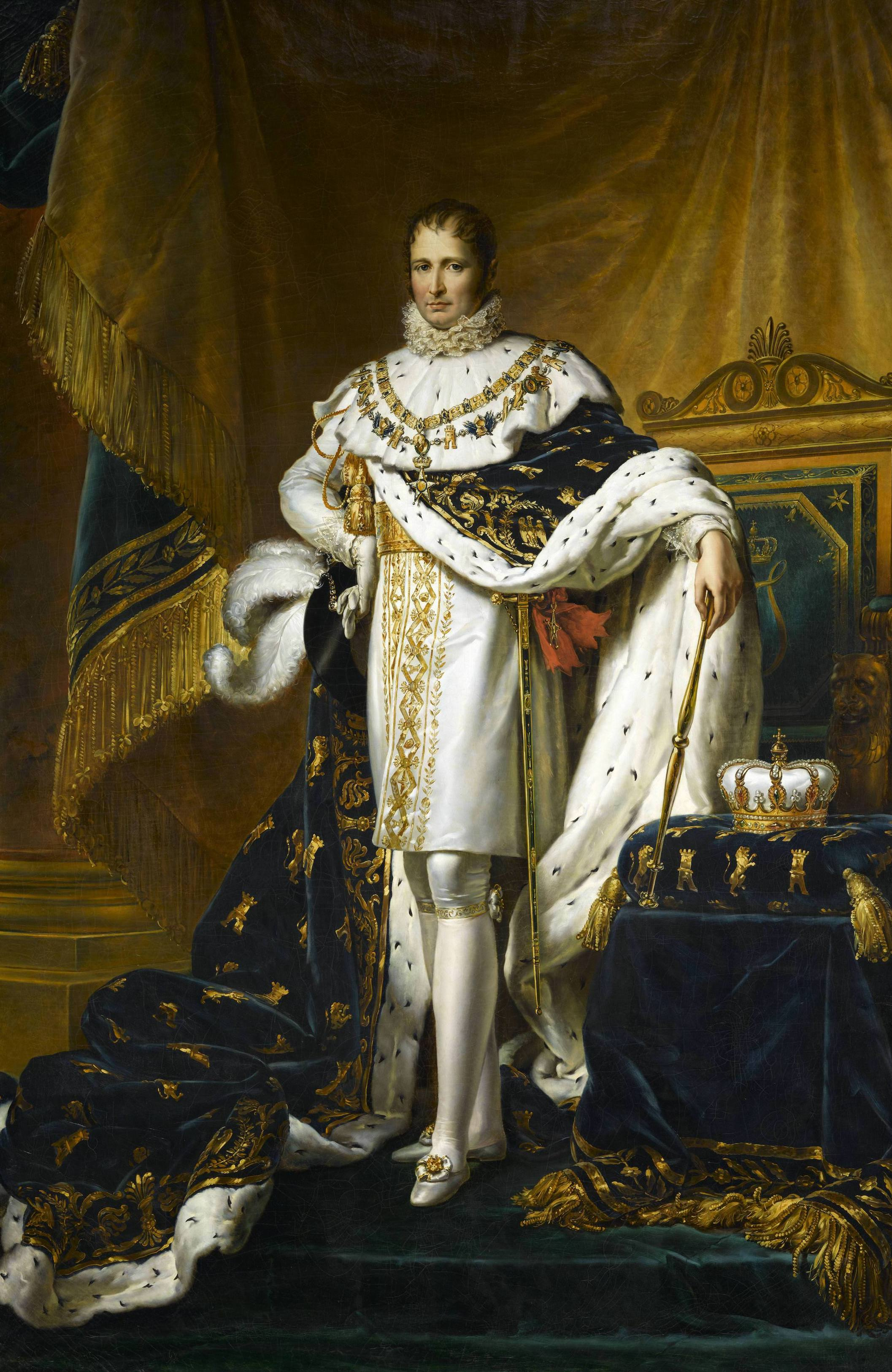
José I Bonaparte, quien pretendió ser Rey del Perú como Rey de España e Indias. Al no lograrlo, incito a los peruanos a sublevarse para que establezcan un Reino del Perú independiente de la Dinastía Borbón.

#### 1° Proyecto Bonapartista: José Bonaparte como Rey del Perú
El Emperador de los franceses, Napoleón I Bonaparte, incluso antes de 1808, llegó a considerar que la independencia de los territorios de la América española podría ser algo conveniente en el sistema imperial, dado que establecer el libre comercio con aquellas tierras hubiera sido de gran beneficio para el sistema económico continental que proyectaba para Europa. Y de hecho, durante los planes de la Invasión francesa de España, el gran corso consideró desmembrar al Imperio español y que los virreinatos americanos sean controlados por el o demás integrantes de la Casa de Bonaparte. El mayor inconveniente era el dominio naval británico, pese al Bloqueo Continental, y el peligro de que tales territorios españoles en América pudieran caer bajo control británico. Frente a ello, para el 4 de junio de 1808, el emperador declaró estar a favor de mantener la integridad territorial de España y sus Indias, pues garantizaba «al rey de las Españas la independencia y la integridad de sus Estados, sea de Europa, sea de África, sea de América», lo cual fue proclamado también en la Constitución de Bayona. El plan trazado asumía que los americanos iban a aceptar el Reinado de José I de España tras las Abdicaciones de Bayona (pues se esperaba la colaboración de todos los súbditos de la Monarquía Española en ambos hemisferios al proyecto Bonapartista, aprovechando el descontento contra los Borbones), siendo así que se embarco con destino a las Indias a varios agentes Afrancesados con todo tipo de proclamas e instrucciones. Se deseaba que los hispanoamericanos mandasen fuerzas navales más numerosas para hacer frente al enemigo inglés. Posteriormente, el 25 de mayo de 1808, Napoleón en su “proclama a los españoles”, anunció públicamente el nombramiento de un nuevo rey para España, el cual debía gobernar sometido al imperio legal de una Constitución, que se desarrollaría en la Asamblea de Bayona:

"Españoles se ha hecho convocar una asamblea general de diputaciones de provincias y ciudades. Quiero asegurarme por mi mismo de vuestros deseos y necesidades. Depositaré entonces mis derechos y colocaré vuestra gloriosa Corona sobre la cabeza de otro yo, garantizandoos una Constitución que concilie la santa autoridad del Soberano con las libertades y privilegios del pueblo"

Escudo de España durante la España napoleónica del Reinado de José I Bonaparte. Es de notar que se incluyó simbología de las Indias “según la antigua costumbre” de 2 globos terráqueos sobre el océano, entre las Columnas de Hércules.

Más adelante, la Junta de Gobierno de Madrid consideró conveniente que las Indias tengan representación durante la Asamblea, por lo que en la Gaceta de Madrid del 24 de mayo de 1808 se anunció a los siguientes americanos designados para acudir a Bayona: Para La Habana, el marqués de San Felipe y Santiago; para Nueva España, José Joaquín del Moral (canónigo de la catedral de México); para Perú, Tadeo Bravo y Rivera; para Buenos Aires, León Altolaguirre; para Guatemala, Francisco Antonio Zea; para Santa Fe de Bogotá, Ignacio Sánchez Tejada. Sin embargo, José Ramón Milá de la Roca y Nicolás Herrera reemplazarían al diputado de Buenos Aires, mientras que José Hipólito Odoardo y Grandpré se agregaría como representante de Caracas, a su vez que Agustín Leocadio de Landáburu reemplazaría al diputado de Perú. Pese a ello, los representantes de Perú y de La Habana no lograrían acudir, y algunos terminarían sumándose a las filas de las Cortes de Cádiz posteriormente. Por otra parte, ni uno de ellos fue democráticamente elegido ni se presentó algún procedimiento para su elección, solo que fueran americanos residentes en la Penínsulas (pues no hubo tiempo de espera para hacer algo más adecuado). Además, casi todos habían sido reformistas ilustrados durante la regencia de Carlos III (por lo que no eran creyentes de la monarquía absoluta por derecho divino, pero tampoco fanáticos de la Revolución francesa que era percibida como una barbarie anárquica y violenta). Por otra parte, el Consejo de Indias (bajo representación nominal de Francisco Amorós), propuso que se agregaran dos diputados más en Asamblea para que se represente a la Capitanía General de Yucatán y la Real Audiencia del Cuzco. Mientras que José del Moral sugirió que los diputados americanos sean personas naturales de la región y se realizara una representación Corporativa por Estamento a grandes metrópolis americanas como Ciudad de México y Lima (donde las corporaciones coloniales estaban muy empoderadas y no se veía conveniente representarles con Igualdad ante la ley), José Odoardo Grandpre sugería que se de la separación de poderes en los gobernadores y virreyes de sus funciones judiciales y municipales, Herrera y Milá de la Roca sugerían establecer Juntas subdelegadas del Senado (que aseguren la práctica de las libertades individuales, sobre todo la libertad de prensa) junto a nuevos tribunales que pudieran decidir cuestiones de competencia (para superar los problemas de distancia), en específico Ettenhard y Angulo proponían tribunales de reposición para la Ciudad de México y Lima. Ya redactada la Constitución, el diputado Milá de la Roca y Herrera sugirió que se agregara el artículo “Queda abolido el nombre de Colonias. Las posesiones de España en América y Asia se titularán provincias de España en América”, pero no se aceptó la necesidad de tal aclaratoria (probablemente porque España nunca consideró a sus Virreinatos Americanos como colonias al estilo de las factorías comerciales de otros imperios), sin embargo, se estableció que a los territorios americanos solo se les debía llamar con el nombre de “reinos y provincias”, en el título X dedicado exclusivamente a los territorios de ultramar. Entre algunas reformas logradas, fue la de que en el Consejo de Estado debían existir al menos 6 diputados a Cortes americanas en la sección de Indias (de las 6 secciones), los cuales debían poseer voz consultiva “en todos los negocios tocantes a los reinos y provincias españolas de América y Asia”. También se creó un Ministerio de Indias (de 9 ministerios), pero su funcionamiento nunca fue efectivo.

“Las colonias españolas de América y Asia gozarán de los mismos derechos que la Metrópoli”
Constitución de Bayona (1808)

Hasta mediados de 1809, tras re-ocupar Madrid, aún Napoleón y José I tenían la ilusión de poder incluir a las Indias Españolas al proyecto de Estado unitario de la España Bonapartista (puesto que habían perdido influencia en América tras la Batalla de Bailén en julio de 1808) y de ese modo servir a los objetivos imperiales franceses. Sin embargo, debido a que la resistencia española se volvió generalizada (y recibía financiación por parte de la América Española con sus donativos), se hizo un cambio de planes a fines de 1809, con un carácter menos hispanista. Esto coincidía también con su desilusión por el sistema familiar (dado que las responsabilidades de Luis con Holanda, Jerónimo con Westfalia, Eugenio con Italia, Murat con Nápoles, o José con España, etc de protectorados franceses llegaban a contradecir los intereses de Francia y su geopolítica imperial) y su nuevo objetivo por lograr un dominio directo sin tantas concesiones a los locales.

“Apresurad los armamentos en Bayona [ordena a Dècres] a fin de que este verano pueda enviar faluchos y bricks a mis colonias. Haced que se hagan paquetes de gacetas conteniendo las nuevas de los acontecimientos de España y las proclamas del rey. Escribid además al señor La Forest, que está en Madrid, para que pida a los ministros del rey los paquetes que hubiesen hecho pasar a las colonias. Muchas de las cartas que llegan a España dicen que estas colonias están indecisas y que las gentes de buen sentido prevén el cariz que tomarán los asuntos de España”.
Napoleón, marzo de 1809

“Al Coronel de Caballería ligera Dn. Francisco Cabello; Excmo. Sr.: Dentro de dos o tres días saldrán de aquí el Coronel dn. Francisco Cabello, dn. Manuel Rodríguez Alemán [llegó a Cuba donde fue ahorcado el 30 de julio de 1810] y dn. Santiago Antonino con orden de presentarse a V.E. a su llegada a la Coruña. Cabello debe dirigirse al Perú, Alemán a N. España y Antonino a Buenos-aires, según las respectivas instrucciones que igualmente presentaron a V.E. El Coronel Cabello lleva seis paquetes que contienen [pr Pral.] la correspondencia de oficio para México, el Perú, Nuevo Reyno de Granada, Buenos Aires, Filipinas, Cuba y Puerto Rico, y cien ejemplares sueltos de la Constitución con treinta y seis juegos de Gazetas que entregará a V.E. En el paquete para México van abiertos los Pliegos rotulados al Virrey, Audiencia, Arr y Cabildo Secular, para que V.E. pueda enterarse de las [órdenes] y avisos que contienen en el concepto de que iguales se comunican a todos y dispone se cierren y sellen después. A cada uno de dichos tres comisionados se servirá V.E. mandar entregar el paquete que corresponde a su destino y debiendo ir por separado al del Nuevo Reino de Granada y Caracas de que hablaré después V.E. dispondrá lo conveniente para dar dirección al paquete de Filipinas que podrá encaminarse para México y al de Cuba y Puerto Rico que tal vez pudiera llevar alguno de los tres comisionados haciendo escala en una de dichas islas: bienes que en este punto V.E. con mayores conocimientos hará lo que mejor le parezca. No habiendo hallado aquí por ahora sugeto de mi confianza para el Nuevo Reino de Granada o Costa de Caracas, espero se sirva V.E. solicitarlo ahí en donde no faltará alguno que sea natural de aquellas Provincias o haya estado en ella (...)"
José Bonaparte, Sevilla, 22 de julio de 1809

#### 2° Proyecto Bonapartista: Monarquía Peruana independiente y afrancesada
En este nuevo plan, se encomendó a Murat de que enviase comisionados, barcos y armas a la América española para que no caigan en la esfera de influencia británica a través del Consejo de Regencia de Cadiz, así como que las corporaciones comerciales peninsulares hicieran propaganda a favor de la nueva Dinastía Napoleónica. Con ello fueron enviados 6 agentes a América: Luis Azcárraga, comisionado para el Virreinato del Perú; Cristóbal de Espinosa, comisionado para la Provincia de Quito; Juan Vizcarolasa, comisionado para la Real Audiencia de Panamá; Remigio Aparicio, comisionado para la Capitanía general de Chile; Roque Frías, comisionado para el interior del Virreinato del Río de la Plata; Benigno Alfaro, comisionado para Buenos Aires y Montevideo. Todos ellos tenían la misión de “fomentar el odio entre europeos y americanos”, lo cual debía ser a través de ganarse la aprobación popular, o al menos de las autoridades (aconsejándose no atacar al Santo Oficio de la Inquisición, sino que más bien debían mostrarse favorable al Fuero eclesiástico), y de ser posible, que se propague una versión de los hechos de que el Rey de España no existía ya y que de hecho Napoleón estaba siendo el “restaurador de la libertad” y el “legislador universal". Entonces, ahora se había dado un giro de objetivos en cuanto a las operaciones secretas de los agentes españoles al servicio del Imperio Francés, puesto que si no se sometían los Virreinatos americanos a los Bonaparte, se debía incitar una revolución independentista que tenga la finalidad de que sus ingresos no caigan en los británicos a través de la alianza con la Junta de Cádiz (la cual debía ser castigada con el desmembramiento de España, que ya estaba empezando con la anexión del norte del país a Francia). Finalmente, se ordeno el decreto del 18 de agosto de 1809, el cual abolía el Consejo de Indias, junto a los restantes Consejos que aún sobrevivían del Antiguo Regimén, lo cual provocaría el final de la administración indiana josefista por causa de que los americanos nunca lograron reconocerle como su monarca ni a la Constitución de Bayona como norma jurídica fundamental.

art. 1.º: “Tratarán los emisarios de persuadir a los criollos que S.M.I. y R. no desea otra cosa que dar libertad a un pueblo esclavo; sin más recompensa por tan alto beneficio, que la amistad de los naturales y el comercio de sus puertos.”
Instrucciones a los emisarios afrancesados

"El emperador no se opondrá nunca a la independencia de las naciones continentales de la América. Esa independencia está en el orden necesario de los acontecimientos, está es la justicia, está en el interés bien entendido de las potencias… Nada de lo que pueda contribuir a la felicidad de América se opone a la prosperidad de Francia, que siempre será bastante rica cuando se vea tratada con igualdad por todas las naciones y en todos los mercados. Sea que los pueblos de México y del Perú quieran permanecer unidos a la metrópoli, sea que quieran elevarse a la altura de una noble independencia, Francia no se opondrá a ello siempre que esos pueblos no formen ningún vínculo con Gran Bretaña. Francia no necesita para su prosperidad y su comercio vejar a sus vecinos ni imponerles leyes tiránicas."
Discurso al Cuerpo Legislativo del 12 de diciembre de 1809 (atribuído al conde de Montalivet)

"…, en consecuencia, [Napoleón] abandonaba su anterior política americana y se decidía a propiciar la independencia de aquellos reinos… Si no podían ser parte de la España napoleónica, había que preservarlos de caer en manos británicas y para ello nada mejor que fomentar su espíritu independentista, condicionando el auxilio de Francia a la desvinculación de los nuevos Estados americanos del enemigo inglés."
Eduardo Martiré

En este espíritu más revolucionario y menos conciliador, el duque de Bassano encomendaría a Juan María Ledrezenech con la misión de fomentar la independencia de los territorios españoles limítrofes a los Estados Unidos (es decir, la Nueva España), y de ser posible también provocar la separación de territorios tan lejanos como Perú, Chile y Paraguay. También se incluía la provocación a los estadounidenses con incidentes fronterizos que incitaran a los Estados Unidos a que declare la guerra a la España de Cádiz y se ponga del lado de Napoleón a cambio de beneficios.
Para el Perú, se envió al agente Mr. Desmolard en Baltimore (quien decía tener el apoyo de los Estados Unidos, así como de nobles de Lima e incluso caciques indios) con el objetivo de proclamar una Monarquía Peruana independiente amiga de los Bonaparte. Pero tales esfuerzos Afrancesados serían reprimidos por el Virrey José Fernando de Abascal (aunque luego de titubear por 2 años).

### Proyecto de Carlota Joaquina de Borbón

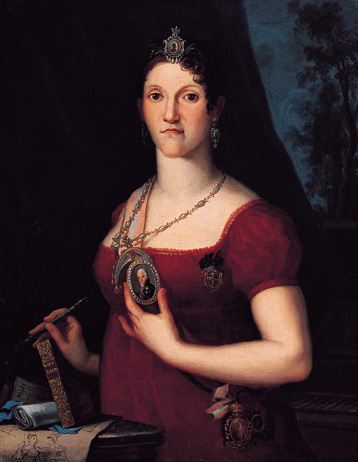
Carlota Joaquina de Borbón, Infanta de España y pretendiente a Reina del Imperio español (incluyendo El Perú) vía Río de la Plata y el Virreinato del Brasil.

Durante la Crisis imperial de 1808-1810, la Monarquía Española estuvo sin una cabeza de legitimidad incontestable. Aquello quiso ser aprovechado por la infanta Carlota Joaquina de Borbón (hermana del rey Fernando VII de España, que a su vez era integrante de la Familia real portuguesa como esposa de Juan VI de Portugal), puesto que, durante las Guerras napoleónicas, el ejército francés, dirigidos por el general Junot, invadió Portugal con dirección hacia Lisboa, mientras que, con ayuda de Lord Strangford, los reyes de Portugal realizaron la Transferencia de la Corte portuguesa a Brasil, embarcando toda la corte, los ministros y la familia real de la monarquía con destino a Río de Janeiro. Así, la hermana de Fernando VII, la Princesa Carlota Joaquina del Brasil, se ofreció para que su persona sea Regente de todo el imperio español, argumentando ser la única de la casa de Borbón que estaba libre de cautiverio, pero además, que lo hacía no en nombre de Fernando VII, sino que a través de reclamar los derechos de su padre, Carlos IV, desautorizando así tanto las abdicaciones de Bayona como las previas del Motín de Aranjuez. Este proyecto (hecho por iniciativa personal de Carlota, independientemente de su esposo, el príncipe heredero) hubiera implicado la re-unión de la Corona de Portugal con la Corona de España, pero a diferencia de la Unión Ibérica de 1580-1640, estaría liderada por las Cortes de Portugal. Aquello provocó que grandes figuras políticas portuguesas, como Rodrigo de Sousa Coutinho (ministro de Negocios Exteriores y Guerra), apoyaran con entusiasmo la idea (deseándose anexar al Brasil no solo toda la Banda Oriental, sino el Río de la Plata en sí). También hubo apoyo de figuras británicas, como lord William Sidney Smith (admirador de la princesa), quien reviso el documento de Carlota de la "Justa Reclamación" (firmado por ella y Pedro Carlos de Borbón), por el cual solicitaban a Portugal su protección ante la usurpación napoleónica, con el fin de conservar los derechos de su familia en las Indias. Por tanto, se proyectaba en este plan que el Reino del Perú sería parte de la Monarquía Portuguesa y gobernado por la Casa de Braganza.

«Tras sus proposiciones de aceptar la regencia de aquellos territorios mientras durase la ausencia de Fernando VII, podían esconderse los proyectos de la Corte de Portugal, nunca disimulados, de engrandecer su imperio colonial americano a expensas de España»
DÍAZ VENTEO (1948): 21

Aspiraciones de Carlota Joaquina de Borbón en la "Justa Reclamación".

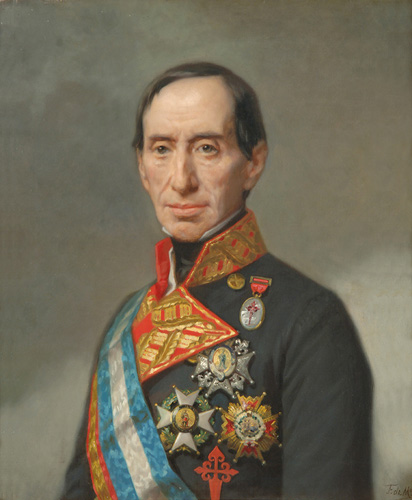
José Manuel de Goyeneche, partidario del Carlotismo en el Perú.

En el Virreinato Perú, Carlota no desarrollo algún apoyo, excepto unos cuantos partidarios en Arequipa, ciudad de origen de José Manuel Goyeneche, produciendo que se desarrollaran ahí muchos corresponsales con Carlota. De ese modo, Goyeneche partió a Chuquisaca como agente de Carlota para desarrollar un partido hacia su favor, pero recibió la oposición general de las instituciones de la Real Audiencia de Charcas (pues el 11 de noviembre fue rechazado por todas las autoridades), y solo provocó que se de la Revolución de Chuquisaca ante los malentendidos de una posible anexión del Alto Perú al Reino del Brasil.

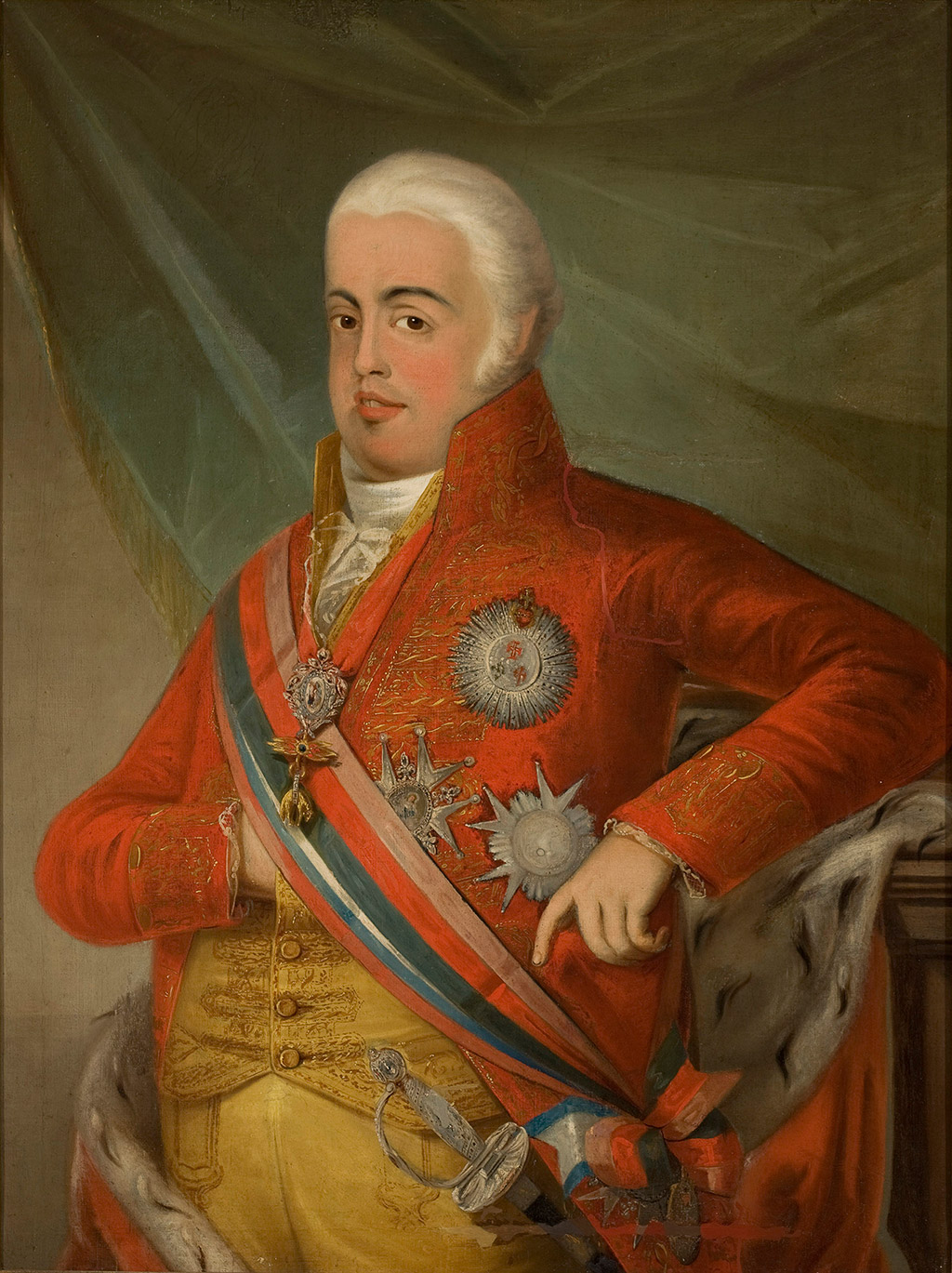
Juan VI de Portugal, príncipe regente que se opuso a las pretensiones de Carlota.

El virrey del Perú, José Fernando de Abascal, gran estadista experto en la Geopolítica americana, tuvo sospechas no solo de la supremacía política luso-brasileña, sino especialmente del elemento escondido de los británicos y sus intereses económicos. Así, dedujo que el proyecto era de que se persuada al Virrey del Río de la Plata (Santiago de Liniers) a aceptar un protectorado del Brasil a través del Príncipe Regente (Juan VI de Portugal, esposo de Carlota) con el Gobierno de Montevideo como intermediario, y finalmente proclamar el Libre comercio con los aliados de Portugal (favoreciéndose al Imperio británico). Su desconfianza aumentaría cuando un total de 4.000 a 6.000 tropas brasileñas fueron mandadas a la provincia de Río Grande do Sul, siendo evidente que se buscaba invadir la Banda Oriental (Cisplatina). Incluso, cuando posteriormente se formalizo una alianza anglo-española-portuguesa contra los franceses, Abascal siguió siendo desconfiado de los ingleses, a los que acusaba de conspirar por las sombras contra el Imperio español, lo cual luego se demostraría con el activismo del único agente del gobierno inglés en Iberoamérica durante la época, Lord Strangford (ministro plenipotenciario ingles a la corte de Brasil), en patrocinar a los revolucionarios porteños. Finalmente, el Virrey del Perú rechazaría el proyecto ante lo que consideraba perfidia del gobierno brasileño (dado que dio refugio a 2 rebeldes argentinos, que para el Virreinato eran criminales de estado).

«suspendiendo [los ingleses] por entonces las miras que podían haberse concebido contra la América española, nunca dejó de trabajarse aunque de diversa manera sobre su aniquilación y su ruina»
ABASCAL, tomo I (1944): 477-81

«Por un error político parece también que los portugueses trataba de resarcir enAmérica las inevitables pérdidas que hacían en Europa…Ygualmente inmoralespero con menos delicadeza se conducían los ingleses para conseguir la perpetuidadde su comercio, sin conocer otros principios que los de su conveniencia particular…» [A pesar de la nueva alianza, ellos] «pasaban de amigos a aquella parte a seragresores en esta»
ABASCAL, tomo I (1944): 486-87

### Proyecto de coronar al Virrey Abascal
"Su actuación [de Abascal], por contraste, es la de un verdadero virrey de los antiguos tiempos de los Austrias, pues poseía innato sello directivo y conciencia de una autoridad que le iban recortando (...) Fue un hombre con energía decisión e iniciativas propias; lo contrario del tipo de virrey creado por las reformas borbónicas, recortado en sus atribuciones, sólo ejecutor, casi autómata."
Armando Nieto Vélez

Para la Nobleza en el Perú, sobre todo la elite de Lima y sus tendencias Tradicionalistas y Reaccionarias, las revoluciones liberales representaban no solo una amenaza de disolución total de la antigua Monarquía Católica que amenazaba el Pactismo y sus privilegios señoriales, sino que también se presentó como oportunidad para restaurar las autonomías del Pluralismo jurídico del virreinato anterior a las reformas borbónicas y su Absolutismo español (e incluso reconquistar territorios de los otros 2 virreinatos vecinos). A su vez, el Virrey del Perú, José Fernando de Abascal (alguien profundamente fidelista, como también crítico de las ideas nuevas), estaba alineado tácticamente con dichos sectores de los nobles peruanos, nostálgicos a la Casa de Austria, puesto que tenían quejas por los cambios administrativos borbónicos influenciados por la Ilustración (y Abascal personalmente sentía incomodidad por la función del Virrey en la época borbónica, que pese a aumentar su poder real con los Borbones, tenía poca libertad de actuación en contraste con los Austrias y solo era obediente al Centralismo peninsular del Regalismo en España). Todo ello haría que no fuese sorprendente que los grupos de poder peruanos tomaran partido por el Ejército realista en América, abanderándose en una política contrarrevolucionaria que no le fue impuesta por el gobierno metropolitano del Consejo de Regencia ni por el virrey del Perú, puesto que el Perú se encontraba (tras la Crisis imperial de 1808-1810) prácticamente autónomo, siendo decisión propia mantener su Vasallaje dentro de la Monarquía Española y seguir como súbditos de la Casa de Borbón. De hecho, la decisión de formar el Ejército Real del Perú, con el fin de reprimir las juntas americanas, no había provenido de Madrid, sino que de la propia Lima bajo el liderazgo de Abascal y el consentimiento de la población a nivel nacional. Por ejemplo, la gran mayoría de la Nobleza indígena y sus vasallos se sumaron a la defensa de los derechos de su Rey cautivo en Bayona, a cambio de que mantengan sus Derechos señoriales y los indios ordinarios sean protegidos (en la institucionalidad de la República de indios, bajo el espíritu de las Leyes de Indias) de los criollos y su concepto de ciudadanía igual ante la ley que no consideraba sus particularidades (ni pretendía incluirles en los proyectos de nación). Todo indicaría que en gran medida el Virrey Abascal era un vicesoberano extremadamente popular entre los peruanos, por ser un estadista eficiente que supo satisfacer todos los intereses de las distintas corporaciones coloniales, y que debido a ello logró asegurarse el fidelismo entre los peruanos a través de ganarse a sus nobles, a quienes obedecían los plebeyos en una alianza contra el mal gobierno (representado por las Juntas vecinas y la amenaza del liberalismo a sus tradiciones, pues intentaban igualarlos a todas las naciones del Reino del Perú como República de españoles, junto a un respeto incierto y utilitarista a la Iglesia católica, a los Estamentos y sus deberes de Servicio a la comunidad, o a las propiedades comunitarias de los Ayllus), como a la oportunidad de obtener más beneficios de la Corona por sus servicios al aumentar la influencia de los nobles peruanos en Sudamérica (o recibir premios por parte de los realistas del Común, atendiéndose a sus demandas sociales o deseos personales de gloria).

En enero de 1809, Abascal se enorgullece de encontrarse frente a “vasallos modelos de lealtad y de patriotismo al servicio de la monarquía”. Cuando en 1810 llegan a Lima las noticias de las diferentes perturbaciones, reacciona violentamente contra aquellos que acusa de ser “los propagadores de ideas sediciosas”. Ciertos disturbios y complots son derrotados por los milicianos del virrey, y en adelante los criollos deben proceder con prudencia.
Joëlle Chassin

"¿Cuánta parte no deberá tener vuestro Virrey (Abascal) en ella, que la ha conducido con tanta vigilancia y acierto? Dotado este buen vasallo de Vuestra Majestad de pericia militar para prevenir los acontecimientos de la guerra, de prudencia para templar las riendas del gobierno, de popularidad para hacerse obedecer con agrado, de energía y entereza para conciliarse el respeto de los pueblos, ha logrado llenar de gloria al reino del Perú en medio de la adversidad, manteniendo la quietud y unión en su vasto territorio y llevando fuera de él los auxilios a las provincias fieles y el terror de las armas de Vuestra Majestad a las que se han dejado seducir de la negra ambición y de la espantosa anarquía."
Arzobispo de Lima, Bartolomé de las Heras, en carta fechada el 9 de noviembre de 1809, dirigida a su Majestad

En este contexto, donde no había Rey en España, Abascal lo era de América del Sur. Sin embargo, fue tan extremo la popularidad del Virrey, que llegó a proponerse por algunas autoridades limeñas que él fuese coronado como Rey del Perú. Esto se dio durante la Crisis imperial de 1808-1810, cuando empezaron a arribar en Lima las noticias de las Abdicaciones de Bayona por Napoleón, junto al ingreso de tropas de ocupación francesas en la Península. En tales fechas surgieron 3 pretendientes a ser soberanos de los territorios americanos, los cuales mandaba emisarios a Lima con el fin de lograr la adhesión del Virrey del Perú:
- El Rey José I, que ocupaba entonces el trono del Reino de España e Indias, aunque se le acuso de ilegal por Usurpador.
- Las Juntas organizadas en las provincias españolas (incluida las americanas rebeldes), que declaraban a Fernando VII como el único y legítimo Rey de España.
- La Infanta Carlota Joaquina y la Corte del Brasil, quien declaraba ilegítima la sucesión de Fernando VII a Carlos IV de España, lo cual engendró al Carlotismo.

Los primeros 2 exigían un reconocimiento total de sus derechos y el consiguiente sometimiento permanente, mientras que la tercera exigía una regencia temporal de las colonias americanas hasta que regresase Fernando a España y se convocara nuevas cortes para resolver el pleito dinástico. En tales circunstancias extremada gravedad, la decisión que resolviese dicho problema depararía el futuro político del Reino del Perú (pues también había conflictos ideológicos entre el sincretismo bonapartista, el absolutismo fernandino, el liberalismo moderado gaditano, el tradicionalismo carlotista, etc). A su vez Abascal, de enorme prestigio (ante un pueblo que contribuía con él a falta de deseo revolucionario), llegaría a tener varias tentaciones: Carlos IV enviaría órdenes secretas para que no obedeciera a su hijo (y reconociese por regente al príncipe Murat), la infanta Carlota le confirió poderes plenos (dignas de un Rey De facto), José Bonaparte le dispensaría honores (por medio de su agente en Buenos Aires, conde de Sassenag). Incluso una fragata británica, dirigida por Sidney Smith, aparecería junto a noticias de que pronto arribaría el infante Pedro Carlos de Borbón a gobernar el Perú en nombre de Carlos IV. Sin embargo, Abascal era una persona de intensas convicciones monárquicas con un profundo amor por su Soberano, incluso fue posible que en algún momento pudiese haber estado dispuesto a subordinarse a José como Rey de España de haberse comprobado que fue un Translatio imperii legitimo por voluntad del Rey Carlos IV (sin las amenazas y manipulaciones de los franceses), pero las noticias recibidas de los sucesos en la España peninsular por el Levantamiento del 2 de Mayo 1808, sobre como el pueblo español, en rebeldía a Napoleón, organizó Juntas de gobierno con base en los Cabildos, y que por tanto la autoridad vuelve al pueblo según el pactum translationis (teoría política de la Escolástica española que consiste en que la autoridad de los reyes otorgado por Dios emana en su origen del pueblo organizado en Sociedad política, y que revierte la enajenación del poder al pueblo cuando el trono queda vacante) y se reconoció el statu quo hasta el Motín de Aranjuez, siendo legal únicamente el reinado de Fernando VII “el Deseado”. Con ello, Abascal adelantó la fecha de la proclamación de Fernando VII, que se traspasó del 1 de diciembre al 13 de octubre de 1808 (donde se hizo efectivamente). Los territorios de ultramar no serían ajenos a los acontecimientos en España, formándose en América las Juntas de Gobierno, donde tales juntas en Hispanoamérica se constituyeron sin Unión política con el pretexto de defender los derechos de Fernando.

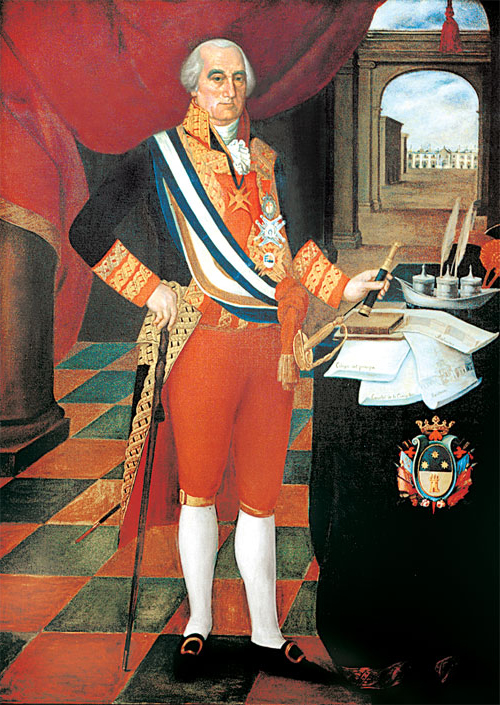
José Fernando de Abascal, Marqués de la Concordia y 38° Virrey del Perú. Hubo sugerencias para coronarle como Rey del Perú.

Pese a todo, durante el desarrollo de la crisis, miembros de la elite peruana (incluido sus amigos personales como Martínez de Terón) llegaron a proponer una fórmula de "La Independencia con Abascal como soberano" aprovechando la popularidad que había recibido Abascal (algo ya notado desde el discurso hecho al iniciar su vice-reinado) y percibiendo que él sería mejor garante de los intereses de las Clases sociales y el Corporativismo en el Perú que la propia Monarquía Española en Decadencia junto a la amenazada de las consideradas ideas nuevas, que habían llegado a introducirse en el gobierno con el Despotismo ilustrado y estaban llegando a su clímax con los liberales en las Cortes de Cádiz (ambos vistos como Centralistas por sus deseos de consolidar un Estado moderno que amenazase la libertad del Estamento y los Fueros del Sistema señorial en el Pactismo). Así, el anciano Virrey pasó por un momento de duda tras recibir las noticias de España, donde pasó en su mente la última y máxima tentación que se le ofreció en la crisis, la idea de ser Rey del Perú y estar libre de los burócratas ilustrados y corruptos en el estado español. Pese a todo, el marqués de Rozalejo (biógrafo del hijo del virrey Pezuela) afirmaría que "Abascal patrióticamente rechaza la corona brindada en agitados momentos", dado que Abascal durante el día 13 de octubre de 1808 (señalado para proclamar a Fernando VII) haría decisivo su fidelidad a la Corona. De haberse realizado este proyecto, muchos historiadores, como José Antonio de Lavalle, Jorge Basadre, Pedro Dávalos y Lissón, Gabriel René Moreno, Vicente Rodríguez Casado, Luis Alayza y Paz Soldán, etc han especulado que hubiera tenido éxito, pues Abascal se había logrado hacer querer no sólo por los limeños o los nobles, sino que también de todos los peruanos de manera general, incluido los Siervos, y también habría sido lógico especular que a su reino peruano se le hubiesen anexado todos los territorios americanos que se sublevaron años más tarde (sea por las buenas o por las malas), obteniendo el dominio geopolítico de Sudamérica.

"La desgracia para el Perú fué que Abascal no diera el paso lógico dentro de la realidad creada, de proclamar, si no la independencia, por lo menos la autonomía de ese imperio, dentro de la gran monarquía española. Aquel paso habría facilitado la independencia de toda la América del Sur, no habría dejado aislado el movimiento de Iturbide en México, que representó después una orientación semejante y habría dado al Perú, en el Pacífico, la situación que Brasil ha ocupado en el Atlántico (...) Noche trágica y decisiva para los destinos de la peruanidad aquella en que Abascal, dueño de los destinos del antiguo virreinato y verdadero amo y señor de su vasto territorio, se decidió por la absoluta e incondicional lealtad a Fernando VII en lugar de realizar la idea que se atribuye al conde de Aranda"
Víctor Andrés Belaunde, Peruanidad, Contorno Y Confín. Textos Esenciales
 (Lima. 1942). p. 59-60.

Se puede inducir su fidelismo de Abascal, no solo por sus ideales monárquicos altamente reaccionarios y de carácter fielmente legitimista, sino también ante la falta de deseos independentistas en el Perú (razón por la que el proyecto no salió de meras sugerencias orales y nunca como una propuesta formal, al no existir documento alguno y formal del proyecto). Según la documentación en la correspondencia del Ejército patriota, nunca se presentó un gran entusiasmo emancipador entre la sociedad peruana.

"Los de la clase alta, aunque deseen la Independencia, no darán sin embargo ni un peso para lograrla o secundarla; pues como tienen a sus padres empleados o son mayorazgos o hacendados, etc., no se afanan mucho por mudar de existencia política, respecto a que viven con desahogo bajo el actual gobierno. Los de la clase media, que son muchos, no harán tampoco nada activamente hasta que no vengan los libertadores y les pongan las armas en la mano; su patriotismo sólo sirve para regar noticias, copiar papeles de los independientes, formar proclamas, etc., levantar muchas mentiras que incomodan al gobierno y nada más. Los de la clase baja que comprende este pueblo, para nada sirven ni son capaces de ninguna revolución. En una palabra: no hay que esperar ningún movimiento que favorezca los del ejército protector, de esta capital pues en ella reina una indolencia, una miseria, una flojedad, una insustancialidad, una falta absoluta de heroísmo, de virtudes republicanas tan general, que nadie resollará aunque vean subir al cadalso un centenar o dos de patriotas".
"Aristipo Emero" (pseudonimo de un corresponsal limeño) a José de San Martín en 1820

Finalmente, el virrey Abascal obtendría el apoyo de todas las elites peruanas (junto a sus súbditos bajo su protección) en su proyecto reaccionario, y desde el Perú se sofocó todo intento de sedición, mientras que se incrementó la influencia de Lima sobre la Provincia de Quito y la Provincia de Charcas. Mientras tanto, Abascal era fiel a la monarquía tradicional, pero, muy a su pesar, tuvo la obligación de reconocer la autoridad del Consejo de Regencia y las Cortes de Cádiz en España, en un ejercicio de Pragmatismo que entendía el peligro presente en el imperio si se producía más inestabilidad de pelearse con los Liberales españoles en vez de mantenerse unidos contra un enemigo común. Frente a ello, se vio forzado a aceptar el cambio de la Monarquía absoluta hacia una Monarquía constitucional, para no debilitar más a la metrópoli. Sin embargo, cuando se daba la oportunidad, mostraba fuertes críticas a la Ilustración en España, con sus frases sobre las "desgracias acaecidas a nuestra Corte" por causa de "las opiniones y providencias peregrinas de los que ocuparon el Gobierno en ausencia del Soberano". Su ideal monárquico habría estado más en linea con las Partidas realistas y con una doctrina proto-Carlista, más cercana al ideal Austracista que a un Absolutismo.

"[Abascal fue] caudillo de la Contrarrevolución, que tiene en la América española del siglo XIX el mismo gesto medieval de Felipe II encarnando en la Europa luterana del siglo XVI el espíritu ascético y jerárquico de la Contrarreforma"
Raúl Porras Barrenechea

"Puedo asegurar haber tenido la dicha de estar al frente de unos vasallos que nada han dado que hacer, antes bien puede servir de modelo y ejemplo su acendrada lealtad y patriotismo que han manifestado desde los principios con el más noble entusiasmo, habiendo yo procurado por los medios que mi razón y celo me lo han sugerido, hacerles conocer lo mucho que importa el que sus sentimientos sean conformes a los que ha demostrado la afligida España en defensa de los derechos de Nuestro Soberano, Santa Religión y Libertad amenazada por la más atroz perfidia"
Virrey Abascal a la Junta Central en 1809

### Proyecto monárquico constitucional de las Cortes de Cádiz
La Constitución española de 1812 o Constitución de Cádiz sería el primer intento formal de instaurar un orden político de corte liberal en el Perú, como territorio integrante del Imperio español, antecediendo a las Repúblicas, y proviniendo irónicamente de la iniciativa reformista del estado español y no de una revolución como los intentos de Tupac Amaru II o los Libertadores. A su vez, sería la única vez que se gobernó el Reino del Perú bajo una Monarquía constitucional.
Entre los partícipes de las Cortes de Cádiz, que ayudaron o influyeron en su redacción, estuvieron diputados del Perú (muy relevantes para atender la cuestión americana), que fueron elegidos por Sufragio indirecto en agosto de 1809 (donde los municipios escogían a 3 candidatos intachables, y luego se escogería a uno por sorteo, para que el Virrey confirmará dicho sorteo con otro), como Dionisio Inca Yupanqui (Cuzco), Blas Ostolaza (Trujillo), Vicente Morales Duárez (Lima), Ramón Feliú (Lima), Antonio Zuazo (en Orinoco), Domingo Alcaraz y Aguado (Huánuco), Juan Antonio de Andueza (Chachapoyas), José Lorenzo Bermúdez (Tarma), Tadeo Gárate (Puno), Pedro García Coronel (Trujillo), José Antonio Navarrete (Lima), José Joaquín de Olmedo (Guayaquil), Mariano Rivero y Besogai (Arequipa), Francisco Salazar y Carrillo (Lima). Entre algunas acciones de la delegación peruana fue apoyar la propuesta del quiteño José Mejía Lequerica para aumentar la representatividad de los americanos (argumentando que los españoles peninsulares tenían casi el triple de diputados, pese a estar menos poblados que las Indias; siendo respondidos con el argumento de que los americanos necesitaban más formación política para suplir la demanda), la de Dionisio Inca en defender los derechos de los Indígenas de América y de los negros con el acceso a la ciudadanía española, o la de Feilú con proponer abolir el Tributo indígena, la Mita y el Repartimiento de mercancías (junto a darle ciudadanía a los negros). Aunque también hubo controversias con que delegados peruanos como Vicente Morales Duárez (quien llegó a ser presidente de las Cortes por un corto tiempo) influyeran en no reconocer la ciudadanía española a los Pardos (ósea, los Negros, Mulatos, Zambos y toda clase de Afrodescendientes, sean esclavos o libertos) con argumentos de que habría problemas sociales. Por otra parte, destacarían en la formulación de las Once proposiciones, en la que había reformas para los americanos como igualdad de derechos (en específico, que americanos y peninsulares tengan una distribución equitativa de los cargos públicos y otros empleos), que haya Libertad de comercio y de cultivo que suprima los monopolios comerciales, la restauración de la Orden jesuita, etc. Por otra parte, el clérigo Blas de Ostolaza se unió a los sectores reaccionarios partidarios del Antiguo Régimen, oponiéndose a las propuestas de abolición de la Inquisición española o de los privilegios de la Nobleza (sobre todo en el ámbito educativo) y siendo futuro firmante del Manifiesto de los Persas. También hubo diputados propietarios de las 7 circunscripciones electorales del Perú (es decir, representantes provinciales de las Intendencias), aunque la mayoría no pudo costearse el viaje, estuvieron presentes Torre Tagle, José Antonio Navarrete, Tadeo Gárate y José Joaquín de Olmedo. Así, hubo pretensión de que las demandas de Lima, Piura, Chachapoyas, Tarma, Trujillo, Arequipa, Huamanga y Puno sean representadas. Francisco Salazar y Carrillo (representante de Lima) hizo propuestas para desarrollar una moneda provincial, liberalizar el comercio de mulas y abolir algunos monopolios, así como la existencia de alcaldes y regidores limeños que sean de carácter perpetuo y apartes de los ayuntamientos constitucionales (y que de abolirse dichos cargos hereditarios, debían ser recompensados económicamente) o que los pardos pudiesen al menos elegir pero no poder ser elegibles en cargos; mientras que Mariano Rivero y Bezoaín (representante de Arequipa) propuso destituir al virrey José Fernando de Abascal, aduciendo que no cumplía con la constitución (pues reprimía periódicos liberales y trato de influenciar en la elección de cargos) y que ya había superado su límite de tiempo, pero no tuvo éxito por intervención de la Real Audiencia de Lima, y posteriormente fue procesado por ser acusado de conspirador por la independencia del Perú.

Artículo 1° de la Constitución de Cádiz, otorgando ciudadanía española a todos los habitantes del Imperio.

Destacarían las Cortes de Cádiz por establecer una Monarquía que practicará los principios como la Separación de poderes (entre Poder ejecutivo, Poder legislativo y Poder judicial) para ponerle fin al Absolutismo español (que concentraba el poder político en la figura institucional del rey), como también evitar la restauración de la Monarquía tradicional (donde el poder absoluto del rey era compartido por los Cuerpos intermedios y las corporaciones coloniales). A su vez, sería la primera vez que se establecería una Constitución política en el Perú (antes de ello, había una serie de Leyes Fundamentales implícitas en el Pactismo y el Derecho indiano para asegurar los deberes políticos de los súbditos) por la que se consagró el principio de la ciudadanía y se otorgó amplios Derechos civiles y políticos a los habitantes del imperio que sean mayores de 25 años (siendo iguales para todos, sean blancos o indios, peninsulares o americanos), como eran el derecho al Sufragio (incluido analfabetas con ciertos requisitos), la Libertad de pensamiento, Libertad de comercio, Libertad de prensa, derecho a la propiedad, a la educación, a la petición e inviolabilidad del domicilio, etc. Otras reformas eran las nuevas bases democráticas de los Municipios por elección popular inspirada en el municipalismo medieval (en contraste con el régimen edilicio patrimonial de los Cabildos coloniales, generando una experiencia representativa de gran impacto en una población acostumbrada a la Autocracia), la abolición de los señoríos jurisdiccionales (manteniendo solo el señorío territorial, pero perjudicando la autonomía de las comunidades indígenas y sus Cacicazgos), la abolición de la Mita, el Tributo indígena y la Santa Inquisicion (aunque el Catolicismo aún era la religión del Estado en teoría). Pero la reforma más importante fue establecer la Soberanía popular por sobre el origen divino del poder político, por lo que el Rey de España sería considerado jefe de Estado y nominalmente Jefe de Gobierno, pero no se instituyó un órgano colegiado de gobierno o gabinete para el ejercicio del poder del Rey (como eran sus Consejos de Ministros), estando ausente de una Secretaría de Estado o Ministro para que la Corona exprese tal poder político; sin embargo, siguió existiendo la institución de Secretarios del Despacho (con una amplia autonomía en comparación con el Siglo XVIII), que aunque no eran nombrados por el Rey (sino por las Cortes, que decían representar al pueblo), no eran declarados titulares del poder ejecutivo, sino que se declaraba que eran ministros del Rey. Con ello, mantuvieron un Vacío legal en la que limitaban al Rey las prerrogativas del ejercicio práctico de su soberanía real, pero aún declaraban que seguía existiendo y que la función de gobierno no era autónoma de la Corona (como sucede en la actual Constitución española). Esto último se mantuvo para evitar generar descontentos ante un gran sector popular en el reino que tenía aversión a las ideas nuevas, pero sería aprovechado para explotar las discordias entre sectores liberales españoles y conservadores.

Diputaciones provinciales en el Imperio Español tras las Constitución de Cádiz.

Este código tuvo vigencia en Perú entre 1812 a 1814 y luego de 1820 a 1823. Esto tuvo mucho que ver con que Fernando VII de España se sintió ofendido por la Discriminación que recibió para hacer alguna acción política por culpa de una Constitución de la que no tuvo participación alguna en su elaboración y que consideró un atentado contra su libertad real, haciendo comprensible que la derogara con la Restauración absolutista. Sin embargo, no tuvo reparo en jurar fidelidad al código en 1820 durante el Trienio Liberal por amor a sus vasallos y súbditos ante un peligro de crisis con el Pronunciamiento de Riego, como también fundamento su derogación del código en el Golpe de Estado de mayo de 1814 cuando se publicó el Manifiesto de los Persas por iniciativa de sus súbditos (los Apostólicos) en un momento donde el liberalismo no era una iniciativa popular, lo cual volvió a manifestarse con derogar por 2da vez la Constitución tras presión de las Partidas realistas durante la Guerra Realista y los Cien Mil Hijos de San Luis. Aquello mostraría que Fernando VII hizo esfuerzos por mantener la estabilidad política del pueblo español con el que sentía que tenía una responsabilidad y deber, como también hacer todo lo posible por conservar su poder en la Constitución de Cádiz ante la amenaza de los Exaltados (liberales radicales) y sacar provecho de las circunstancias políticas para restaurar sus "libertades del rey" con apoyo de sectores populares reaccionarios. Sin embargo, también evidenciaría que está constitución fue muy inestable para el Imperio español, no solo por su carácter moderado que no satisfizo las demandas liberales (o fue aprovechado sus lagunas legales por los sectores conservadores para atacarla), sino que también porque su mera existencia fue inoportuna en una sociedad altamente tradicionalista como la española y americana de ese entonces, lo cual desemboco el conflicto entre la Revolución y la Contrarrevolución, auténticas guerras civiles en ambos hemisferios (como la Guerras de independencia hispanoamericanas o las futuras Guerras carlistas) pues existieron grandes sectores populares defensores del Antiguo Régimen de España.

“Esta Constitución tendrá el triste destino de no satisfacer plenamente a los extremistas, no calmar el problema americano y ganar, en cambio, la odiosidad de los tradicionales”
José A. de la Puente Candamo, 1970

En el Virreinato del Perú, sería jurada en Lima el 2 y 6 de octubre de 1812 por todas las corporaciones coloniales, siendo recibida inicialmente con gran júbilo popular (haciéndose celebraciones en las que se erigieron monumentos, como la Plaza de la Constitución en Huancayo, o discursos como el de José Ignacio Moreno) y poniéndose en marcha disposiciones, como: la elección de los ayuntamientos constitucionales con Sufragio universal, la Libertad de imprenta para difundir las ideas de los ciudadanos, tanto liberales como reaccionarias. Entre los reaccionarios, tuvo participación el Virrey José Fernando de Abascal en el combate a las ideas nuevas, encargándose de retrasar la libertad de prensa hasta poder desarrollar una junta de censura el 11 de noviembre de 1810, y tratando de evitar la difusión de las reformas liberales en el Alto Perú por ser zona de conflicto (argumento que el liberalismo “conspira[ba] a la ilustración de los pueblos” al atentar con el Derecho natural católico, y también porque como estadista, consideraba que los liberales gaditanos y su constitución no entendían como funcionaba realmente la organización de la sociedad política virreinal). Sin embargo, se empezarían a dar fricciones en la sociedad peruana entre los partidarios de los cambios políticos para una Modernización política del imperio español (que en los más exaltados iniciarían algunos levantamientos por influencia del constitucionalismo gaditano) y los opositores de estas reformas de carácter liberal para así defender el Antiguo Régimen (como el propio Virrey, la Nobleza en el Perú y posteriormente sectores populares perjudicados que se organizaron en la Gaceta del Gobierno de Lima). También surgió un minoritario tercer grupo, en el que destacaron figuras como José de la Riva-Agüero, oponiéndose a la legalidad de las acciones políticas de las Cortes de Cádiz porque interpretaban que el pacto subjetionis entre la sociedad política peruana y la Monarquía Española aparentemente habría sido roto con las Abdicaciones de Bayona, por lo que América había quedado libre para su independencia y hacer un régimen liberal con soberanía propia (aunque también hubo divisiones en este 3er grupo con la aparición de otra facción interna conservadora que, más bien, defendía la legalidad de cortar los vínculos con España para mantener el Antiguo Régimen en América, sin el riesgo de una traición del gobierno español con una constitución ilegítima, destacando en la Independencia de México).
Con el paso del tiempo, se verían los descontentos que produjeron reformas como la Igualdad ante la ley (que desprotegió a los indígenas al igualarlos con los españoles y desaparecer instituciones como la Protectoría de indios, Cabildo de indios, la República de indios o el Señorío jurisdiccional de los Caciques) o la abolición del Tributo indígena (que casi provocó una Quiebra en la Real Hacienda, lo que perjudico a las propias comunidades indígenas al no poder financiarse sus Infraestructuras urbanas ni servicio públicos, como el sostenimiento de hospitales o rutas comerciales), haciendo que el júbilo inicial se transforme en desprecio por la constitución al hacer que los indios ya no tengan privilegios impositivos de su Fuero (pues, por su condición de menores de edad, en el Antiguo Régimen no pagaban impuestos más grandes que los que tenían los españoles), se pierda el sustento del subdelegado y recaudador fiscal (generando que estos tendieran a apropiarse de las tierras de los caciques o arrendar las mismas con tal de obtener sustento económico) y pierdan su representatividad política diferenciada (pues ya no existían ayuntamientos para indios separados al de los españoles, sino un solo ayuntamiento para todos) como sus tradiciones estamentales (pues la Nobleza indígena e incaica fue igualada al resto de indios del común, enojando gravemente al Consejo de los 24 nobles electores Incas del Cusco al amenazarse el privilegio del Alférez Real de los Incas como alcalde de indios en Cusco). Todo ello reforzo la autoridad del Virrey José Fernando de Abascal y la popularidad del Ejército Real del Perú (que en esas épocas tenía una hegemonía anti-liberal), mientras sectores populares, mayormente indígenas y mestizos, terminaron exigiendo la derogación de la constitución (sobre todo restaurar los fueros del Derecho indiano, pues querían que la monarquía sea un conjunto de naciones unidas en un pacto pluralista según el Antiguo Régimen, y no que el estado sea un conjunto de ciudadanos de una misma Nación política homogénea como anhelaban los modernizadores), cosa que el Virrey haría con gusto en 1814, pero el impacto de las reformas demorarían en irse.

“antes de qe el congreso de cortes nos hubiese exonerado del tributo, una tasa fija reglaba el pago de los dros parroquiales qe con aquella ocasión o tomándose ese por motivo quedo arvitraria, y nosotros expuestos a exivir sien pesos en lugar de seis. Esta perjudicial ciudadanía (española) se acabó ya con el arrivo de nuestro soberano al trono, nosotros estamos reducidos a la antigua clase de tributarios; pues cesando la causa del acresentamiento de dros deben sesar estos y volver a la señalda quota qe antes tenían”
I. Catacaos, 1819

Para cuando se llegó al Trienio Liberal en 1820, la jura de la Constitución se hizo con indiferencia por parte de la sociedad peruana (sean nobles o gente del común), según atestiguo el Virrey Pezuela, muy probablemente porque ya se habían vivido los perjuicios de dichas reformas mal planeadas, y ya no se tenía el mismo idealismo que al inicio por ser promesas incumplidas (para los liberales) o con un precio muy alto (para los reaccionarios que no querían renunciar a su tradición de vida). Sin embargo, generaría inestabilidad interna entre el Ejército Real del Perú, al exportar al Perú (y todo el imperio español) el conflicto interno en la península entre Liberales y las Partidas realistas, pues había oficiales americanos solidarios con la revolución y otros con la contrarrevolución; lo cual solo perjudico la débil popularidad de Pezuela, quien había hecho acciones impopulares como el incremento de impuestos para la guerra o declarar el libre comercio en perjuicio de los  comerciantes nacionales (pues las arcas del virreinato estaban cerca a un colapso financiero). Además, hubo voces que empezaron a denunciar que la constitución solo empodero la infiltración de la Masonería española en el gobierno y que intentaban conspirar contra la estabilidad política de la Monarquía.

“No se oyó un ¡Viva! ni la menor demostración de alegría […], pues ni esta gente ni los más principales ni de otras clases manifestaron ni regocijo ni repugnancia en el acto; parecía, y lo creí así, que todo les era indiferente”
Joaquín de la Pezuela, 1820

Todo esto, junto al acoso marítimo argentino-chileno perjudicando a los comerciantes peruanos (que influyó en que muchos nobles y burgueses apoyen a San Martín para no ser perjudicados por la actividad corsaria), generaría que posteriormente se de la caída de Pezuela y su reemplazo por José de la Serna, un realista liberal y masón que era favorable a la Constitución, aunque también alguien muy pragmático que trato de mantener conciliación con los sectores tradicionalistas y absolutistas en la defensa de la causa del Reino de España. Durante su gestión, como Virrey en el Cuzco, existió una propuesta de monarquía indígena. Sin embargo, para ese punto, ya no había una hegemonía reaccionaria en el Ejército Real del Perú, sino dos alas políticas internas en pugna con la capacidad de desarrollar una guerra civil interna entre realistas a favor y en contra de la Constitución a través de los Caudillos y las elites locales, lo cual se daría en la Rebelión de Olañeta. A su vez, muchos ex-realistas, imbuidos en el legado constitucional y sus principios de Soberanía popular, se sumaron al Ejército patriota para así cumplir proyectos ideológicos liberales radicales o liberal-conservadores, sin trabas de la burocracia española (pues hasta 1820, la mayoría de liberales peruanos aún eran fidelistas). En gran medida, la constitución de 1812 habría sido el verdadero causante de la caída del virreinato peruano, pues, pese a sus buenas intenciones, generó una inestabilidad política de la que no se recuperaría desde 1820, e influyo en los grupos armados que la hicieron caer al difundir principios liberales, mientras a la sociedad peruana en general la dejó carente de un consenso mínimo o algún pacto social funcional (continuando aquello luego de la Independencia).

“La  aplicación de la Constitución había difundido determinadas prácticas y atribuido derechos, otorgando a las comunidades locales un grado de libertad que no sería neutralizado o reabsorbido por el Estado colonial en el corto período de la restauración fernandina”
Babriella  Chiaramonti

"El legado constitucional se había convertido en una ideología liberal que llevó a hacer caso omiso a los llamados virreinales al orden colonial tradicional, promoviendo en la práctica el respeto a la igualdad de derechos, la soberanía popular y la elección popular de sus autoridades, entre otras instituciones. Proceso en el cual no estarían ajenos los criollos conservadores –comerciantes  de  Lima–, pero buscando una fórmula monárquica local para la administración de los intereses -sus interés- nacionales."
César Landa Arroyo

"[San Martín] procedió a poner en vigor las reivindicaciones que habían sido incluidas en la Constitución liberal de Cádiz de 1812 y luego derogadas con el retorno de Fernando VII al trono español, en 1814. Eran, además, medidas que favorecían fundamentalmente a los sectores populares indígenas y negros. La referencia alude concretamente a la eliminación del tributo y la mita indígena, decretadas por las Cortes y al postergado tema de la abolición de la esclavitud, sobre el cual en Cádiz evitaron pronunciarse. No obstante, esta segunda medida tendría que ser renegociada con los hacendados costeños, debido a que la mano de obra esclava era en gran medida propiedad de los aristócratas  limeños a quienes San Martín intentaba ganar para sus planes monárquicos y  con quienes, por tanto, no le convenía propiciar enfrentamientos ni distenciones.”
Scarlett O'Phelan

#### Proyecto de José Angulo y Mateo Pumacahua

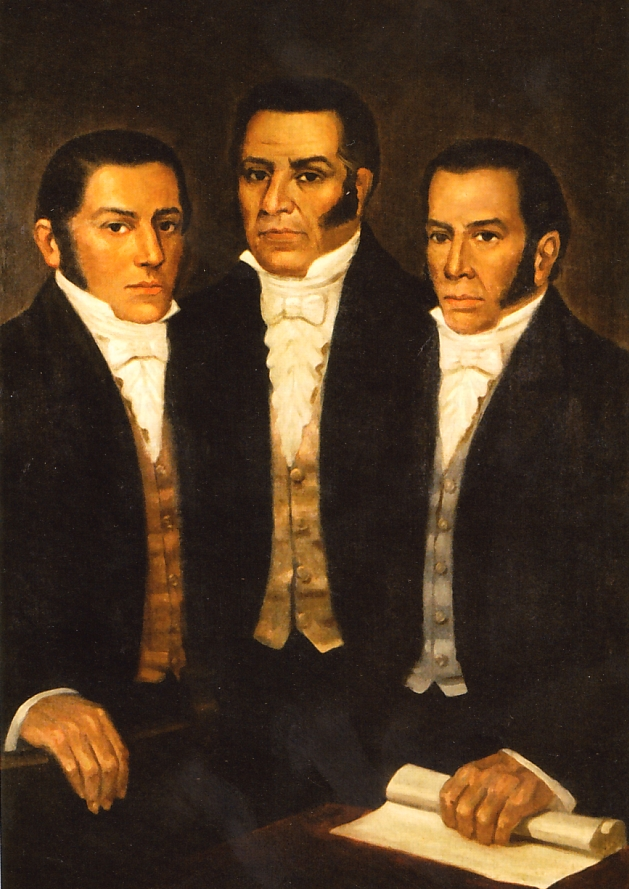
Los hermanos José, Vicente y Mariano Angulo, líderes de la revolución del Cuzco de 1814.

En 1814 un grupo de cuzqueños promovieron una rebelión para que se reconociera la Constitución española de 1812 y, posteriormente (según la facción radical), lograr la independencia (con auxilio de los rioplatenses). 
Crearon una bandera blanquiazul con la letra "A" entre dos soles. Su significado era, según François-Xavier Guerra, el siguiente: “De sol a sol es nuestro Imperio peruano”. Esta hacía alusión al nuevo Estado monárquico que se extendería desde el Río de la Plata en el Atlántico hasta el puerto del Callao en el Pacífico, cuya capital probablemente se ubicaría en Cuzco y cuyo monarca sería el principal instigador de la rebelión, José Angulo, de allí la "A". A diferencia de otros levantamientos de la época, está estuvo liderada y constituida por una mayoría de mestizos e indígenas, sin embargo hubo voces realistas que criticaron su falta de legitimidad de este proyecto, con frases como “Mayormente los Angulos querían coronarse usurpando los sagrados derechos de nuestro monarca”.

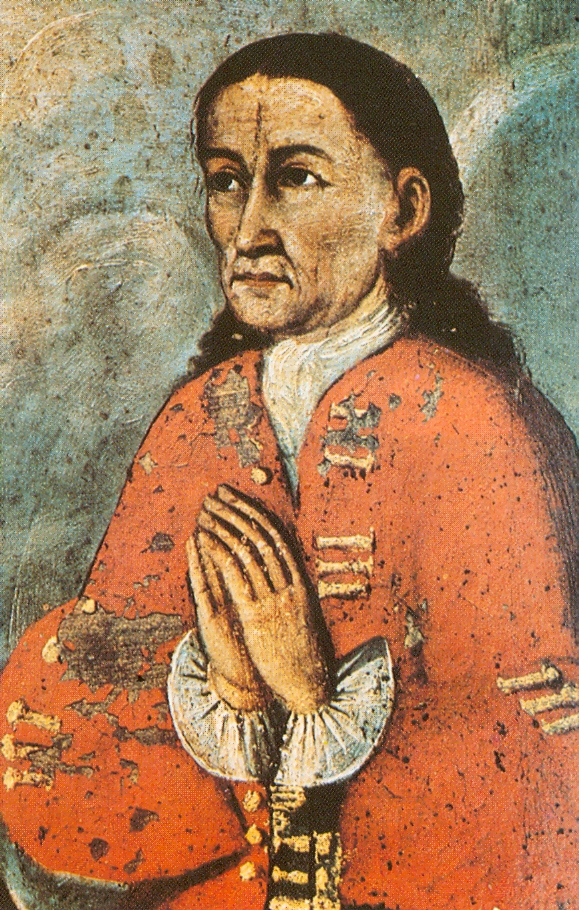
Mateo García Pumacahua, cacique de Chinchero y jefe militar realista (con tendencias liberales).

José Angulo convenció al viejo cacique Mateo Pumacahua, de la Nobleza incaica, para que fuera partícipe de la rebelión, algunos postulan que con argucias, ya que esto mismo lo señaló el propio cacique antes de ser ejecutado por alta traición a la Corona, ya que afirmó haber sido engañado. Algo que se puede probar en cierta modo, ya que Pumacahua durante toda su carrera había sido partidario leal de la Monarquía Española, habiendo sido un caudillo importante en la derrota de la Rebelión de Tupac Amarú II y la Primera invasión argentina al Alto Perú (misma en la que aprobó la anexión del Alto Perú al Virreinato del Perú); habiendo proclamado su rebelión en favor de la vigencia de la Constitución liberal española de 1812, siendo su junta de gobierno según dicha Constitución, sostenida por miembros del ayuntamiento del Cusco para instalar la diputación provincial cusqueña, y autónoma del gobierno virreinal de Lima según la nueva ley (recientemente derogada en Madrid), llamó al pueblo a ponerla en vigencia por las armas frente a la reacción del Ejército Real del Perú (defensora de la Restauración absolutista), sin embargo reconociendo la autoridad de las Cortes Españolas y del monarca Fernando VII.
Sin embargo, otros partidarios suyos lo acusaron de querer la "independencia del Reino" y además señalaron que el cacique Mateo Pumacahua buscaba coronarse con el título de "Rey del Perú". Los rumores de estas versiones fueron muy difundidas por las autoridades españoles (como Pascual Bernardo, Manuel Ponferrada, Mariano de Sierra) para justificar la muerte del noble inca más poderoso y con más prestigio de la época, pues hacia 1812 ya logró ratificarse como descendiente del soberano Huayna Cápac ante las autoridades del Perú, y por lo tanto podía tener el respaldo de los Incas Electores del Cuzco. Según el Dr. Lopez Foronda, en el Cuzco se lograron elaborar varios retratos de Pumacahua como Rey Inca del Perú en la primera mitad del siglo XIX (1814-1840), mostrando de ese modo la simpatía que tenían súbditos suyos radicales por la causa monárquica nacional. Y fue aquellas simpatías lo que hizo que Simón Bolívar no reconociera el papel de los Pumacahua y tampoco el de los Túpac Amaru cuando entró al Cuzco, pues se sabe que el caudillo venezolano si homenajeó a los familiares de otros rebeldes con tendencias republicanas, pero ignoró totalmente a todos aquellos que antaño habían planteado ya la creación de una Monarquía peruana o hispanoamericana.

#### Proyecto de Lucas Alamán

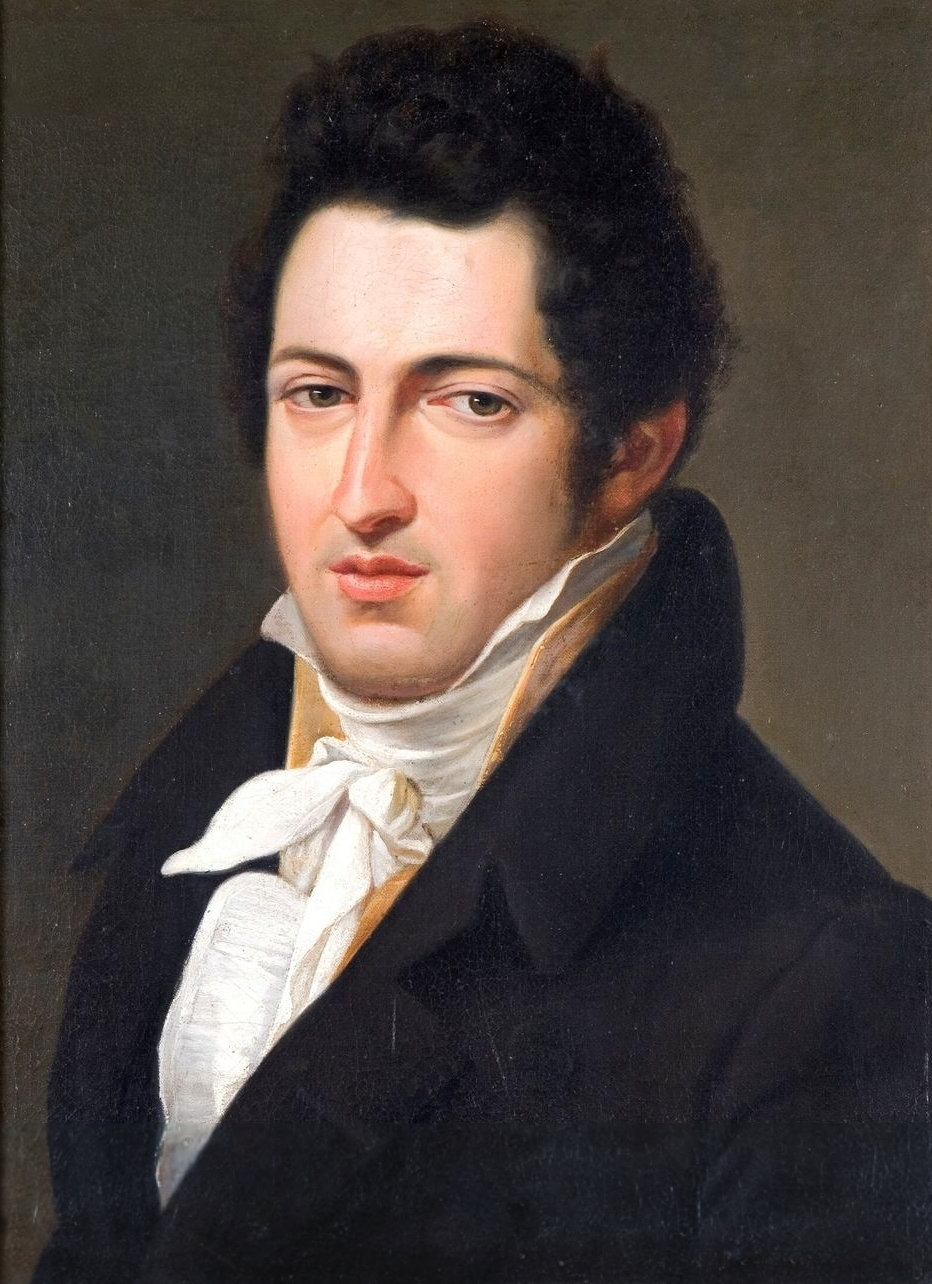
El diputado mexicano en las Cortes del Trienio Liberal, Lucas Alamán, que propuso un proyecto de cuatro monarquías (México, Tierra Firme, Perú y España) dentro del imperio español, o que por lo menos los 4 virreinatos tengan amplia libertad legislativa en la Monarquía Española.

El político mexicano, Lucas Alamán (un liberal-conservador), durante el Trienio Liberal, llegaría a proponer, primero el 25 de junio de 1820, un proyecto para que las Cortes de Cádiz modificaran las instituciones de la monarquía y existan 3 secciones diferentes de las Cortes españolas en América (el primero para México-Centroamérica, el segundo para Nueva Granada-Costa Firme, y el tercero para Perú-Río de la Plata), aquello hubiera otorgada más facultades legislativas a los americanos frente a la dependencia al Consejo de Indias, mientras que el poder ejecutivo seguiría en un delegado del Rey. Luego en 1821 (junto a la representación del Reino de Nueva Galicia del Virreinato de Nueva España) trato de amplificar dicha propuesta ante las Cortes al proponer un proyecto de independencia similar al del Conde de Aranda, y que llegaría a recibir a fines de marzo la aprobación inicial de una Comisión Mixta bajo la presidencia del ministro interino de Gobernación de Ultramar, Ramón Feliú (en la que estaba fusionada la Comisión de Ultramar creada por el ministro de Estado Eusebio de Bardají). Este proyecto era que Infantes de España de la Familia real española recibieran los tronos del Reino de México, el Reino del Perú y el Reino de Nueva Granada, mientras el Rey de España recibiría el título de Emperador. Luego los diputados novohispanos, para el 25 de junio, empezaron a concebir el proyecto como el de una confederación hispanoamericana.

«4ª. Habrá en cada una de estas divisiones una delegación, que ejercerá a nombre del rey el poder ejecutivo. 

5ª. Estas delegaciones se depositarán cada una de ellas en un sugeto nombrado libremente por S.M. entre los más distinguidos por sus relevantes cualidades, sin que se excluyan las personas de la familia real: este delegado será removido a voluntad de S.M.; será inviolable respecto de las secciones de Cortes de aquellos países y solo responderá de su conducta a S.M. y a las Cortes generales...»
Exposición presentada a las Cortes por los diputados de ultramar en la sesión de 25 de junio de 1821

El objetivo era lograr que se termine “ligando entre sí estos estados independientes por relaciones tales, que se ayudasen y sostuviesen mutuamente, sacando la España mayores ventajas que las que hasta entonces había percibido de sus posesiones ultramarinas". Finalmente la propuesta sería rechazada porque las cortes la consideraron inconvenientes (ante el miedo a que eso empodere el republicanismo), y luego porque Fernando VII restauro el absolutismo. El propio Alamán se lamentaría que el proyecto no haya sido aprobado, pues estaba convencido de que los beneficios hubieran sido mutuos entre españoles peninsulares y americanos, evitando la decadencia económica española y las constantes crisis políticas hispanoamericanas durante el resto del siglo XIX.

“para todos [hubiera sido mejor], y muy especialmente para los pueblos de América, que hubieran obtenido su independencia sin trastornos y la hubieran disfrutado sin anarquía”
Lucas Alamán

El rechazo influiría enormemente en que varios diputados americanos en las cortes se terminaran retirando y prefirieran confiar en los gobiernos americanos recientemente independizados. En el caso mexicano, a que suscriban el Plan de Iguala y los Tratados de Córdoba (actuando por un tiempo como el partido borbonista).

### Proyectos monárquicos liberales de la Corriente Libertadora del Sur

#### Proyectos rioplatenses
En el Virreinato de Río de la Plata, el virrey Santiago de Liniers se quedó a la espera del desarrollo de las situaciones antes de tomar partido (temiendo la reacción de Napoleón). Hostigado por el alcalde Martín de Álzaga, quien acusaba a Liniers de estar aliado a los franceses (no ayudaba que el propio Liniers fuese un francés naturalizado español), terminó realizando el juramento de Fernando VII el 21 de agosto (tras muchos atrasos). Sin embargo, mientras surgieron sucesivas juntas de gobierno en el territorio de las ciudades libres de los franceses (gobernándose a sí mismas en nombre de Fernando VII), y se decidió una Junta Suprema Central que aglutine a los representantes de todas las juntas locales españolas (incluyendo las posesiones españolas en América) para reconstituir el estado español unificado, se desarrolló una Junta de Buenos Aires que quiso mantener el autogobierno y solo tener un vasallaje nominal a Fernando VII, mientras realizó múltiples estrategias para mantener tal soberanía autónoma de la Junta a cualquier costo (en donde se consideró desde el principio declarar la independencia cuando fuera oportuno).

"La destitución del virrey y creación consiguiente de un nuevo gobierno americano, fue a todas luces el golpe que derribó el dominio de los reyes de España, habían ejercido en cerca de 300 años en esta parte del mundo, por el injusto derecho de conquista y sin justicia (...) Tuve al fin que rendir mi obediencia y fui recibido de Presidente y Vocal de la Excelentísima Junta (…) Por política fue preciso cubrirla con el manto del señor Fernando VII, a cuyo nombre estableció y bajo de él excedía sus providencias y mandatos"
Memoria autógrafa. Cornelio Saavedra

Así, se declaró la guerra al Virreinato del Perú con las Expediciones Auxiliadoras al Alto Perú, generando que varios proyectos políticos de la junta considerase involucrar a los peruanos en su órbita de influencia (algunas veces por motivos Hispanoamericanistas, otros por ambicionar la conquista del Perú). Entre los siguientes proyectos monárquicos argentinos, se destacarían los siguientes:
- Monarquía Semi-Constitucional con Carlota Joaquina
- Monarquía Constitucional bajo una dinastía española
- Monarquía moderada en la dinastía de los Incas
- Proyecto monárquico francés en el Río de la Plata.

##### Proyecto Carlotista

Escudo de Carlota de España, Reina de Portugal, desde Brasil, y pretendiente de las Indias españolas.

Sería un proyecto político que deseaba instaurar en el Río de la Plata un Reino independiente bajo la jefatura de la infanta Carlota Joaquina de Borbón, la cual debía gobernar los dominios españoles del Río de la Plata en contra de la metrópoli (gobernada por un Bonaparte y buscando desconocerse a su rival de la Junta Suprema Central, que ya se había abanderado en la causa de Fernando VII y podía hacer poco efectiva la estrategia de la máscara), aunque con modificaciones ideológicas introducidas por sus partidarios argentinos y sus ideas liberales, ajenas al auténtico proyecto de la infanta. Esta propuesta tendría oposición del rey João VI de Portugal, los virreyes y autoridades españolas (como Abascal en Perú), los criollos republicanos de la Junta de Buenos Aires, y el gobierno británico.
Entre los argentinos (futuros patriotas secesionistas) del Cabildo de Buenos Aires que recibieron la Justa Reclamación de Carlota, por comerciante Carlos José Guezzi el 11 de septiembre de 1808, se encontraban: Manuel Belgrano (secretario del Consulado de Comercio de Buenos Aires), Martín de Álzaga (comandante del Regimiento de Patricios), Cornelio Saavedra, Juan de Almagro (asesor), Anzoátegui (juez), Guerra y Sebastiani (sacerdotes), Calderón (contador), los militares Gerardo Esteve y Llach, Martín Rodríguez, Pedro Cerviño, Núñez y Vivas, etc de futuros partícipes de la Revolución de Mayo. Por otra parte, muchos líderes realistas rioplatenses también recibieron el manifiesto, y el virrey del Río de la Plata dejó claro la imposibilidad de aceptar sumisión a Carlota:

"Después de haber jurado la majestad del Señor Don Fernando VII, y reconociendo la Junta Suprema de Sevilla quien lo representa, nada se puede innovar a nuestra presente constitución sin su acuerdo."
Santiago de Liniers

También el Cabildo de Buenos Aires rechazo la oferta, y fueron más agresivos al acusar a la Corte Portuguesa de intervenir en los asuntos de España (tal rechazo pudo ser influencia por la rivalidad entre España-Rio de la Plata y Portugal-Brasil por el control de la cuenca del Río de la Plata). Sin embargo, el 20 de septiembre de 1808, un ala política del Cabildo respondería a la llamada, siendo declarada en una carta conjunta por Manuel Belgrano, Juan José Castelli, Hipólito Vieytes, Antonio Luis Beruti, Miguel Mariano de Villegas, y Nicolás Rodríguez Peña, quienes le anunciaron a Carlota su aceptación de sus aspiraciones, junto a su condena de la recién jurada Junta Suprema de Sevilla, aunque implícitamente dejaron unas condiciones ideológicas sobre la hipotética Monarquía de Carlota en el Río de la Plata (una basada en las ideas de la Ilustración hispanoamericana):

"…cesaría la calidad de colonia, sucedería la ilustración, el mejoramiento y perfeccionamiento de las costumbres; se daría energía a la industria y al comercio, se extinguirían aquellas odiosas distinciones entre europeos y americanos, se acabarían las injusticias, las opresiones, la usurpación y dilapidaciones de la renta (…) no se puede ver el medio de inducir un acto de necesaria dependencia de la América Española a la Junta de Sevilla; pues la constitución no precisa a que unos Reinos se sometan a otros, como un individuo que no adquirió derechos sobre otro libre, no le somete."

En enero de 1809, Manuel Belgrano haría un manifiesto para incluir a los súbditos del Reino del Perú en este proyecto de monarquía constitucional (con dominio criollo por sobre el peninsular):

"...Si por desgracia nuestra metrópoli es subyugada, se celebren inmediatamente Cortes, para que, establecida la Regencia al cargo de la Sra. Infanta, Dña. Carlota Joaquina, haya un gobierno que sirva de exemplo a la decadente Europa, y vivamos en tranquilidad y seguridad... sin prestar oídos a los silbidos de la serpiente que quiere induciros a la democracia."
Manifiesto de Belgrano a los habitantes del Perú, enero de 1809

Sin embargo, este proyecto de los partidarios argentinos de Carlota mostró las siguientes debilidades: Que la monarquía de Carlota involucraba una anexión al Reino del Brasil a través someterse el Río de la Plata a la corte portuguesa ubicada en Río de Janeiro, y que Carlota en sí misma era una absolutista convencida de que no estaba dispuesta a conceder algún límite a su poder real (de hecho despreciaba la idea de democracia, por relacionarla con la anarquía de la Revolución francesa). 
Finalmente, tras la Revolución de Mayo, el carlotismo quedó abandonado por completo, en tanto que sus partidarios liberales se sumaron a la idea de independencia del gobierno de los españoles en Cádiz y formular sus propios proyectos en la Primera Junta (donde serían muy influyentes).

##### Proyectos monárquico-liberales de Manuel Belgrano
"Los revolucionarios argentinos eran monarquistas; ellos enviaron a Europa a don Juan José Sarratea, a don Miguel Belgrano y a don Bernardino Rivadavia, a buscar un príncipe para coronarlo aquí. Otros buscaban algún indio de las familias de los Incas para hacerlo rey. Estos grandes liberales, libertadores de los dos mundos, no declararon siquiera la libertad de los esclavos; y las cosas quedaron en ese estado hasta 1840, en que Rosas, para engrosar su ejército, abolió la esclavitud."
Diego Barros Arana

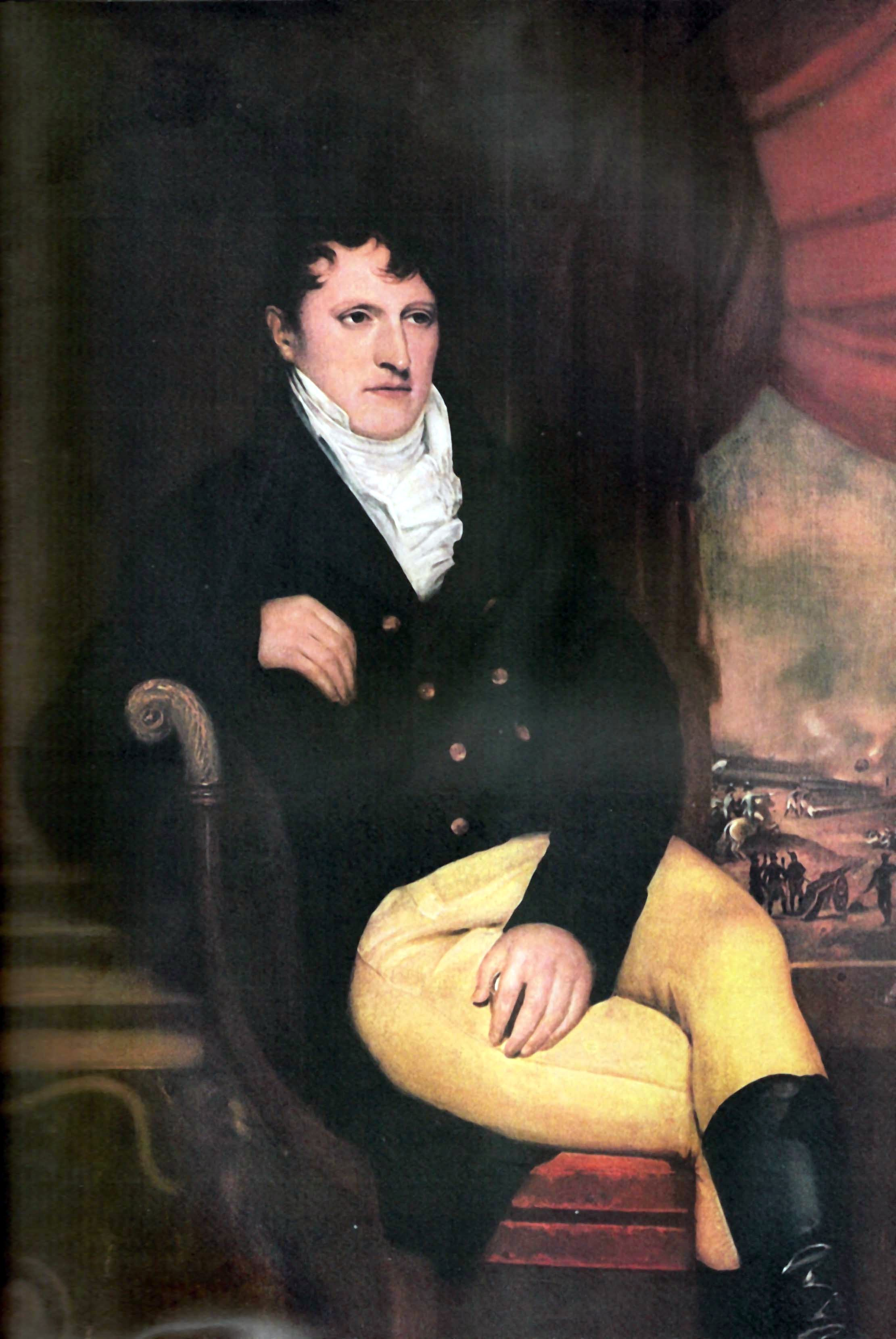
Manuel Belgrano, político argentino, ex carlotista, que propuso planes para establecer una Monarquía Liberal independiente en Sudamérica, en los que se incluyó al Perú.

Si bien el político argentino, Manuel Belgrano, fue de hecho un cabal liberal demócrata, las coyunturas históricas le hicieron tomar partido por las ideas regalistas o monárquicas contra los realistas pro-peninsulares y de tendencias más Reaccionarias. Tuvo gran relevancia en la Revolución de Mayo en el Río de la Plata, donde integró el cabildo abierto de Buenos Aires del 22 de mayo y votó a favor de reemplazar al Virreinato por una Junta, la propuesta que terminó venciendo en el Cabildo. Frente a ello, sería escogido como vocal de la Primera Junta de Gobierno el 25 de Mayo, siendo el integrante con mayor experiencia política y de más influencia, dado que la mayoría de funcionarios fueron escogidos por consejo suyo. Pese a dirigir inicialmente a la ex-facción carlotista (en la que se encontraban también Castelli y Paso), su facción con el tiempo empezó a ser dominada por Mariano Moreno. Durante los primeros meses del Directorio Argentino, se aprovechó la estrategia de la Máscara de Fernando VII para ganarse a la opinión pública y las naciones extranjeras, pero el lenguaje diplomático tuvo que cambiar radicalmente de metodología con la restauración absolutista en España cuando regreso Fernando VII de España a Madrid, aunado al anuncio de que el Imperio español estaba formando un gran ejército, comandado por Pablo Morillo, que tenía que ser mandado al Río de la Plata.
Frente a esa nueva situación que ponía en jaque la dudosa legitimidad legal de la Junta Argentina, se hizo una estrategia para ganar tiempo con el viaje de Manuel de Sarratea (representante del Segundo Triunvirato en Europa) para felicitar a Fernando VII por su regreso al trono y mostrar gestos de aparente sumisión, condicionadas en cuanto a solo reconocerle como monarca constitucional (si no fuera el caso, se declararía la independencia). Mientras tanto, el Director Supremo de las Provincias Unidas del Río de la Plata, Gervasio Antonio de Posadas, mandó en 1814-1815 a Belgrano y a Bernardino Rivadavia para que sean agentes diplomáticos en Europa para entablar negociaciones con el gobierno británico, buscando que reconozcan la Independencia Argentina o que persuadan a sus aliados, los luso-brasileños, de mantenerse neutral. Por otra parte, Rivadavia tenía instrucciones secretas de las que Belgrano ignoraba, esto era negociar (preferentemente con Reino Unido) y ofrecer el trono de un hipotético Reino del Río de la Plata a un príncipe europeo (preferentemente británico o español) para poder negociar el reconocimiento de la independencia argentina ante las potencias europeas. En el camino, se entrevistaron con lord Strangford (embajador británico en Brasil) en Río de Janeiro, en donde se encontraron con Manuel José García (enviado por el director Supremo, Carlos María de Alvear) quien tenía otra misión de negociar más opciones, entre las que se incluían la anexión del Río de la Plata al Imperio británico como colonia y volver al Río de la Plata en un protectorado británico bajo su soberanía de Londres, que hubiera obligado a los ingleses a intervenir de manera directa a favor de las Provincias Unidas del Río de la Plata en su guerra contra España.
Por otro lado, Belgrano se entero de la misión secreta de Rivadavia y ambos colaboraron. El primer plan era negociar con la Monarquía Española el desarrollo de una monarquía del Río de la Plata, gobernada por un Infante de España, que debiera gobernar bajo las formas constitucionales que estableciesen las provincias bajo las formas constitucionales que estableciesen las provincias, en donde los cargos político-administrativos serían con alta autonomía, dado que quedarían en manos de los americanos. El proyecto de una monarquía constitucional bajo una dinastía español evidentemente era una estrategia para ganar tiempo en caso fracasaran las demás negociaciones. Por otra parte, la misión de Belgrano Y Rivadavia descubrió la hostilidad presente en casi todos los gobiernos europeos de la época hacia las repúblicas y las democracias, en gran medida porque la restauración absolutista liderada por la Santa Alianza estaba imponiéndose en el concierto diplomático de Europa. Así, no hubo éxito de Rivadavia y Belgrano en la misión con los ingleses, por lo que aceptaron aceptaron un plan propuesto por Manuel de Sarratea.

Escudo del propuesto Reino Unido del Río de la Plata, Perú y Chile con base en la descripción del artículo 1 de la Constitución de Belgrano.

###### Proyecto del Reino Unido del Río de la Plata, Perú y Chile
Sarratea había entablado negociaciones con el ex-rey de España, Carlos IV (quien se encontraba en el exilio en Roma) para instaurar en el Río de la Plata un reino constitucional bajo la jefatura del Infante Francisco de Paula (infante que era menor de Carlos IV), dicho plan contaba con el apoyo de Napoleón durante los Cien Días. el conde de Cabarrús, aventurero francés con quien Manuel de Sarratea había trabado amistad en Londres. El plan se aceptó dadas las circunstancias desfavorables en las que atravesaba Europa, ya que era prácticamente imposible lograr que reconocieran al Río de la Plata como país independiente bajo un sistema republicano. Sólo podría ser bien recibido por medio de una monarquía independiente basada en el principio de la legitimidad. Los agentes confirmaron el proyecto de constitución monárquica y estuvieron organizando secuestrar al príncipe para su traslado al Río de la Plata
Cabarrús partió de Londres con documentos a finales de julio, ahí se encontraba un proyecto de Constitución (escrito por Belgrano) para su posterior uso en el proyectado «Reino Unido de la Plata, Perú y Chile». Cuando arribó a Italia, se acababa de dar la Batalla de Waterloo y la caída de Napoleón, lo cual provocó de colateral el fracaso de este plan de un Reino Unido de la Plata, Perú y Chile, dado que Carlos IV se opuso a proseguir los acuerdos, puesto que su conciencia le ordenaba no realizar algo que no beneficiará al legítimo rey de España (Fernando VII de España) a quien consideraba imperativo consultar para recibir una legitimidad plena. Finalmente, estas negociaciones quedarían en el fracaso por causa de que Fernando VII de España juzgó al proyecto como algo negativo que iba a afectar la estabilidad del resto de territorios españoles en América, negándole entonces la legitimidad política.

###### Proyecto de Monarquía Parlamentaria Inca en el Río de la Plata
Tras regresar de la misión diplomática en Europa, a mediados de 1815, Manuel Belgrano volvió a proponer (contando con el apoyo del general José de San Martín en esta ocasión) un proyecto de gobierno regalista, aunque (a diferencia del absolutismo hegemónico) abogaría por una monarquía constitucional, y que dicha forma monárquica de gobierno estaría bajo la tutela de un descendiente de la Casa real incaica. Este consideraba que la restauración del absolutismo por la Santa Alianza sería un hecho consumado y que la única alternativa que quedaba era preservar a la región del Plata bajo su control a través de declarar la independencia (renunciando totalmente a cualquier reconciliación con España), y que esta se dé en una monarquía moderada que lograse obtener el reconocimiento de la mayoría de las potencias europeas que estaban perturbadas con la idea de un renacimiento del liberalismo. Esta posición política, denominada Plan del Inca, tuvo un rechazo muy intenso por los partidarios independentistas, donde influyeron no solo las tendencias republicanas de la mayoría, sino también cierto racismo criollo de corte Antiperuano y antiindígena.

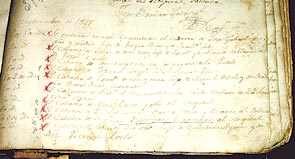
Registros del Cementerio de la Recoleta sobre el entierro de Juan Bautista Túpac Amaru, Inca que Belgrano intentó coronar como rey de las independizadas "Provincias Unidas de Sudamérica".

Finalmente, el 6 de julio de 1816, Belgrano propuso (en dos sesiones frente a los diputados del Congreso de Tucumán) un proyecto para instalar una monarquía casi nominal, la cual debía ofrecer el trono a alguien que fuese manipulable y de poca directiva. Se discutió primero de escoger a algún príncipe europeo, para después proponer a algún soberano de los descendientes de la Nobleza incaica. Entre estas opciones estaban: Juan Bautista Túpac Amaru (único sobreviviente conocido del rebelde Túpac Amaru II, su hermano), Dionisio Inca Yupanqui (jurista y militar indo-mestizo que fue educado en Colegios de Nobles de Europa y que había sido un representante del Perú ante las Cortes de Cádiz), Juan Andrés Jiménez de León Manco Cápac (clérigo y militar mestizo que se ganó su fama por oponerse a los cobros excesivos del tributo indígena y que participó como comandante militar en el levantamiento de Juan José Castelli). Las últimas 2 opciones surgieron debido a que, cuando se consideró coronar a Juan Bautista (el favorito), se presentó el inconveniente de que era alguien viejo y cerca de fallecer. Posteriormente se planeaba casar al Inca con la Casa de Braganza, cuyos miembros vivían en Río de Janeiro.
Posteriormente, luego de 4 días de realizar esta proclama, se daría el anuncio oficial de la Independencia de Argentina el 9 de julio de 1816, en el que la gran mayoría de asambleístas apostaría por la forma monárquica, y se sugirió que su capital del Reino debía ser en el Cuzco (probablemente por la influencia de diputados del Alto Perú). Únicamente Godoy Cruz y sus asociados pidieron que la capital de la Monarquía Constitucional se ubicará en Buenos Aires, aunque igualmente se sumaron al proyecto monárquico americano, en cuyo patrocinio se encontraban figuras como San Martín, Bernardo de Monteagudo o Martín Miguel de Güemes. Más adelante, el informe de la asamblea sería transcrito por Tomás Manuel de Anchorena (agregando sus comentarios del plan) dentro de una carta del 4 de diciembre de 1846 (dirigida a Juan Manuel de Rosas). De dicho escrito se pudo recoger el contenido del proyecto Belgrano, en el que se informaba que el estilo de gobierno sería la Monarquía parlamentaria basada en la Carta Magna inglesa:

"...que había acaecido una mutación completa de ideas en Europa en lo respectivo a la forma de gobierno. Que como el espíritu general de las naciones, en años anteriores, era republicarlo todo, en el día se trataba de monarquizarlo todo. Que la nación inglesa, con el grandor y majestad a que se ha elevado, no por sus armas y riquezas, sino por una constitución de monarquía temperada, había estimulado a las demás a seguir su ejemplo. Que la Francia la había adoptado, que el rey de Prusia, por sí mismo, y estando en el goce de un poder despótico, había hecho una revolución en su reino, y sujetándose a bases constitucionales iguales a las de la nación inglesa; y que esto mismo habían practicado otras naciones. ...en su concepto la forma de gobierno más conveniente para estas provincias sería la de una monarquía temperada; llamando la dinastía de los Incas por la justicia que en sí envuelve la restitución de esta Casa tan inicuamente despojada del trono".

Sin embargo, el intento de buscar un enlace con la Familia Real de Portugal tuvo rechazo por parte de Juan VI de Portugal, y pronto sería ridiculizado el proyecto por los mismos políticos argentinos, lo cual fue ejemplificado con los comentarios de los delegados porteños, quienes acusaron al proyecto de ser una delirante idea que no merecía ser escuchada. Se dice que uno de los diputados de Buenos Aires llegó a gritar: "¡Prefiero estar muerto que servir a un rey con ojotas!". Tomás de Anchorena, un diputado bonaerense, argumentó “que si se pusiese la mira en un monarca de la casta de los chocolates, cuya persona, si existía, probablemente tendríamos que sacarlo borracho y cubierto de andrajos de alguna chichería para colocarlo en el elevado trono de un monarca”. Y también se documentó que los periódicos de Buenos Aires se mofaban de la decisión, con burlas racistas en las que exclamaban que los argentinos iban a buscarse "un rey patas sucias en alguna pulpería o taberna" en el Altiplano. Pese a ello, en realidad esto era un cálculo muy brillante por parte de Belgrano, puesto que la oferta de la corona a Nobles Incas permitía atraer la adhesión parcial o total de las poblaciones incas (de los modernos países andinos de Bolivia, Perú y Ecuador) al proyecto revolucionario e independentista que se desarrollaba desde Buenos Aires. A pesar de todo, el fracaso de Belgrano durante las Expediciones Auxiliadoras al Alto Perú fue un momento clave para que las Provincias Unidas del Río de la Plata perdieran el control del Alto Perú, y con ello también cualquier posibilidad para difundir su proyecto en el Bajo Perú, misma zona donde la Nobleza incaica prefirió dar su apoyo a la Contrarrevolución de Córdoba y al Ejército Real del Perú que a la Revolución de Mayo y al Ejército patriota. Finalmente, el Congreso de Tucumán decidió rechazar el plan del Inca, creando en su lugar un estado republicano y centralista. Habría un último intento en 1819 de realizar una monarquía argentina en donde en el Congreso de Buenos Aires (liderado por Juan Martín de Pueyrredón) se propuso coronar a un noble francés como rey constitucional de las “Provincias Unidas” (entre los que se incluyó al Duque de Orleans, futuro rey Luis Felipe I de Francia, y el Príncipe de Luca), pero las guerras civiles entre federales y unitarios generaron la caída del Directorio el 11 de febrero, y así se acabó está última intentona monárquica.
A pesar de todo, estos idearios monárquicos serviría de inspiración para el Protectorado de San Martín en el Perú.

#### Proyecto de la Patria Nueva (Chile) de O'Higgins
Tras lograrse un compromiso entre las distintas facciones políticas de los lautarinos en Tucumán, se desarrolló una convivencia disfuncional por el control del estado, una "guerra fría" dentro de las logias independentistas (donde resaltaron las tendencias republicanas y monarquistas). Las nociones de coronar un rey en algún momento fueron más fuertes que la inspiración en la causa republicana original que había sido jurada por los miembros de dichas logias (en caso de que haya existido, puesto que autores como Sarmiento llegarían a dudar y cuestionar las afirmaciones referidas a un supuesto juramento republicano de la Logia en Zapiola). Coincidentemente, el 14 de junio de 1816 (aún fresco las propuestas monárquicas de Belgrano), José de San Martín escribió a Tomás Guido desde Mendoza, en el que se presentó el argot masónico secreto tan bien manejado dentro de la Logia, en el que se hacían los preparativos del Cruce de los Andes para la intervención argentina en la Guerra de la Independencia de Chile:

"Sería conveniente llevar desde ésta a Chile ya planteado el establecimiento de la educación pública (la Logia) bajo inmediata dependencia de esa ciudad (Buenos Aires). Esto sería muy conveniente porque el atraso de Chile es más de lo que parece. Hágalo Ud. presente al Gobierno, para si es de su aprobación, empezar a ojear algunos alumnos (iniciados). Yo creo que, aunque no sea más que por conveniencia propia, no dejaría a Pueyrredón de favorecer el establecimiento de pública educación".

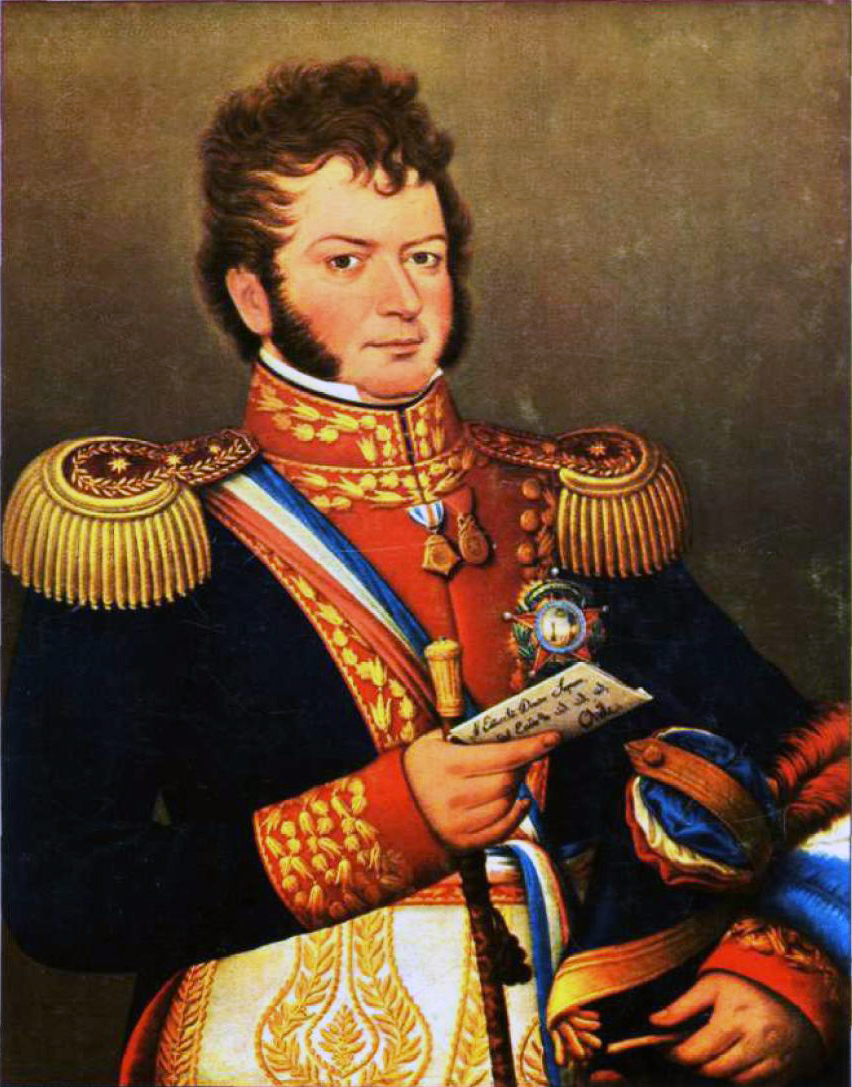
Bernardo O'Higgins, político chileno que se mostró favorable a la causa monárquica argentino-peruana

Así, poco tiempo después, el 17 de enero de 1817, Pueyrredón autorizaba en secreto a San Martín para el nombramiento de O'Higgins "en clase de presidente o director provisional de Chile" tras capturar Santiago de Chile. Aquello mostraba el gran poder de la Logia Lautaro, en tanto que se requería su permiso, desde Buenos Aires, para confirmar las elecciones en Chile, para asegurar un gobierno favorable a los intereses del Río de la Plata y su concepción del liberalismo. Según el historiador Nacionalista, Oscar Espinosa Moraga, la polémica relación entre O'Higgins, San Martín y la Logia da señales de que la Corriente Libertadora del Sur no se proyectó inicialmente como una cruzada liberal para exaltar el espíritu republicano de modo fraterno, sino que el esfuerzo militar sanmartiniano de esta etapa buscaba en realidad unificar Argentina, Chile y Perú en una monarquía constitucional (derivado de la facción monárquica del Congreso de Tucumán, de la que José de San Martín había sido parte). Aquello estaría alejado de la visión política dominante en la Patria Vieja de Chile (según el proyecto republicano previo al golpe de Estado del anti-republicano, José Miguel Carrera, en 1814) o los precursores de la Conspiración de los tres Antonios en 1780. Si bien es cierto que había monarquistas moderados chilenos durante la declaración de la Junta de 1810 y la constitución del Congreso Nacional en el año siguiente, habría sido curiosa la resistencia de Buenos Aires a dar su reconocimiento a la Independencia de Chile entre los meses que siguieron, lo cual serían señales de los deseos lautarinos que anhelaban someter la autonomía de Chile a una administración superior, que en esos momentos consideraba seriamente la idea de una nueva corona.
El Director supremo de Chile, O'Higgins mandó en 1818 al ministro de relaciones exteriores, Antonio José de Irisarri, a Europa para entrevistarse con algunas casas monárquicas europeas, con el objetivo de obtener financiamiento para la Expedición a Perú y lograr el reconocimiento internacional de la Independencia de Chile. Aunque, también tenía una instrucción secreta muy precisa en su artículo 10, que tenía el mismo enfoque Geopolítico de Belgrano sobre el hecho consumado de la Restauración Europea y no intentar encolerizar a los países de la zona con fundar una república liberal, mientras se buscaba a algún Noble europeo para una Monarquía Constitucional:

"En todas las sesiones o entrevistas que tuviere con los Ministros de Gran Bretaña y con los Embajadores de la potencias europeas, dejará traslucir que en las miras ulteriores del Gobierno de Chile entra uniformar al país con el sistema continental de la Europa, y no estaría distante a adoptar una monarquía moderada o constitucional, cuya forma de gobierno, más que otra, es análoga y coincide en la legislación, costumbres, preocupaciones, jerarquías, método de poblaciones, y aun a la topografía del Estado chileno; pero no existiendo en su seno un príncipe a cuya dirección se encargue el país, está pronto a recibir bajo la Constitución que se prepare a un príncipe de cualquiera de las potencias neutrales que bajo la sombra de la dinastía a que pertenecen, y con el influjo de sus relaciones en los gabinetes europeos, fije su imperio en Chile para conservar su independencia de Fernando VII y sus sucesores y metrópoli, y todo otro poder extranjero. El diputado jugará la política de este punto con toda la circunspección y gravedad que merece; y aunque podrá aceptar proposiciones, jamás convencionará en ellas sin previo aviso circunstanciado a este gobierno, y sin las órdenes terminantes para ello. Las casas de Orange, de Brunswick, de Braganza presentan intereses más directos y naturales para la realización del proyecto indicado, en que se guardará el más inviolable sigilo y para cuya dirección se incluye la clave número 1".
Instrucción de Bernardo O'higgins a Antonio José de Irisarri

Aunque en Argentina se había realizado una declaración pública de la intención de desarrollar una Monarquía, en Chile no se había hecho lo propio, lo que indicaría que Santiago estaría totalmente sometida a las prioridades políticas de Buenos Aires. La Historiografía nacionalista-liberal chilena y O'Higgniana varias veces ha querido afirmar que la polémica intención monarquista no habría sido iniciativa del Libertador Chileno (percibido como un republicano convicto según el ideario oficial del estado chileno), sino un invento del ministro Joaquín Echeverría Larraín (sucesor de Irisarri). Sin embargo, el documento monarquista fue el único que sobrevivió a la quema de archivos realizado por el Senado Conservador creado por Ramón Freire en 1823 (como si hubiese sido protegido por ser incriminatorio), además que se sabe que Echeverría no tenía mucha autonomía como para redactar algún documento así a espaldas de O'Higgins, o que Irisarri seguiría en su misión como Ministro de Chile en Londres hasta que cayó el gobierno de O'Higgins en 1823 (época donde la logia Lautaro ya estaba en decadencia de todos modos). Aunado a esto se puede agregar que ni la Constitución de 1818 ni la de 1822 se menciona la palabra "República" en su texto, la cual aparecería recién en la de 1823 que fue escrita por Juan Egaña y promulgada por Freire. Lo que indicaría que O'HIggins por voluntad propia hizo esfuerzos para que resurgiera bajo otros medios el proyecto argentino del Reino Unido del Río de la Plata, Perú y Chile, para después conformarse con considerar fundar un Reino de Chile con administración liberal.
Este proyecto se vería presente con el apoyo chileno al Protectorado de San Martín, pues el diplomático chileno, José Antonio Cienfuegos (con la misión de buscar el reconocimiento del Vaticano de la independencia chilena) atestiguo en 1822 que aún estaba en planeación un Reino Unido de Chile, Perú y Río de la Plata en caso triunfase la opción monárquica en el Perú con un infante de España en el trono preferiblemente (siendo el testimonio de alguien contrario al monarquismo y que deseaba que el gobierno de Chile no se una a dicho plan). Pero paulatinamente O'Higgins se habría ido retirando de la iniciativa monárquica cuando Reino Unido ofreció el reconocimiento independientemente de la forma de gobierno, además de que le desagradaba el cambio del liderazgo argentino por el liderazgo peruano.

"[…] Aquí he sabido con bastante sentimiento que en Lima se aspira a la formación de una monarquía constitucional compuesta de las provincias del Perú, Chile y Buenos para colocar en ella un infante de España, y que con este objeto se manda a aquella península al ministro García con la investidura de plenipotenciario. […] esa misma providencia protegiendo visiblemente nuestra libertad, parece que quiere trasladar a la América las antiguas glorias de aquella nación. Y si llegara el caso, que no lo espero, que poderosas circunstancias nos obligasen a dar semejante paro; lo podríamos hacer con algún virtuoso príncipe de alguna casa poderosa de Europa que sea capaz de sostener nuestra libertad contra los pretendidos derechos de la España, y sin que Chile quede subyugado a alguna otra provincia americana."
José Antonio Cienfuegos

“S. E.  [O´Higgins] contestó que las circunstancias eran las más favorables para obtener un buen reconocimiento, especialmente de Inglaterra, en donde el enviado de este país, don Antonio José de Irisarri, había sido recientemente considerado por el marqués de Londonderry…pero sin embargo, se manifestó S. E. inclinado a creer que los gobiernos americanos debían únicamente estarse a la mira desde sus respectivos países de lo que pasa en Europa, sin incurrir en los gastos que ocasionan los enviados. En cuanto a lo importante de nuestra comisión, que se trató en el consejo de Estado; S. E. indicó que no dudaba, sería nuestro plan ventajoso y adaptable al Perú; pero que en cuanto a Chile, en donde no había opinión formada sobre la forma de gobierno, en donde uno u otro notable estaba por la forma monárquica, lo mejor era dejar continuar las cosas en su estado actual, puesto que siempre les quedaba tiempo para constituirse como mejor les pareciese […].”
San Martín, 19 de marzo de 1822

Sin embargo, la aventura monárquica chilena no habría terminada con la caída de O'Higgins y San Martín, pues en 1824 surgiría otra vez el debate monarquista y surgió una propuesta de lograr un Reino Unido de Perú, Colombia y Chile. Esto se fundamentaba nuevamente en la idea de que la independencia de los países americanos solo podría ser reconocido por la Europa de la Restauración únicamente bajo un régimen monárquico, por lo que se le dio instrucciones a Mariano Egaña (agente chileno en Londres), por parte de su papá (Juan Egaña) de considerar la opción monárquica. Pero la idea central era buscar el reconocimiento de Chile como un país constitucional cuyo poder ejecutivo estuviera bajo el Imperio de la ley, sea el régimen que tuviera. Al final se deshecho el proyecto al ya no haber hostilidad europea a regímenes liberales.

“[…] rémora todavía de las fracasadas gestiones monárquicas en que se había pretendido embarcar a nuestro país, se habían iniciado con los intentos del gobierno de Freire de unir Chile, Perú y Colombia para obtener el reconocimiento de su independencia.”
Di Doménico

#### Proyectos Constitucionalistas del Protectorado de San Martín

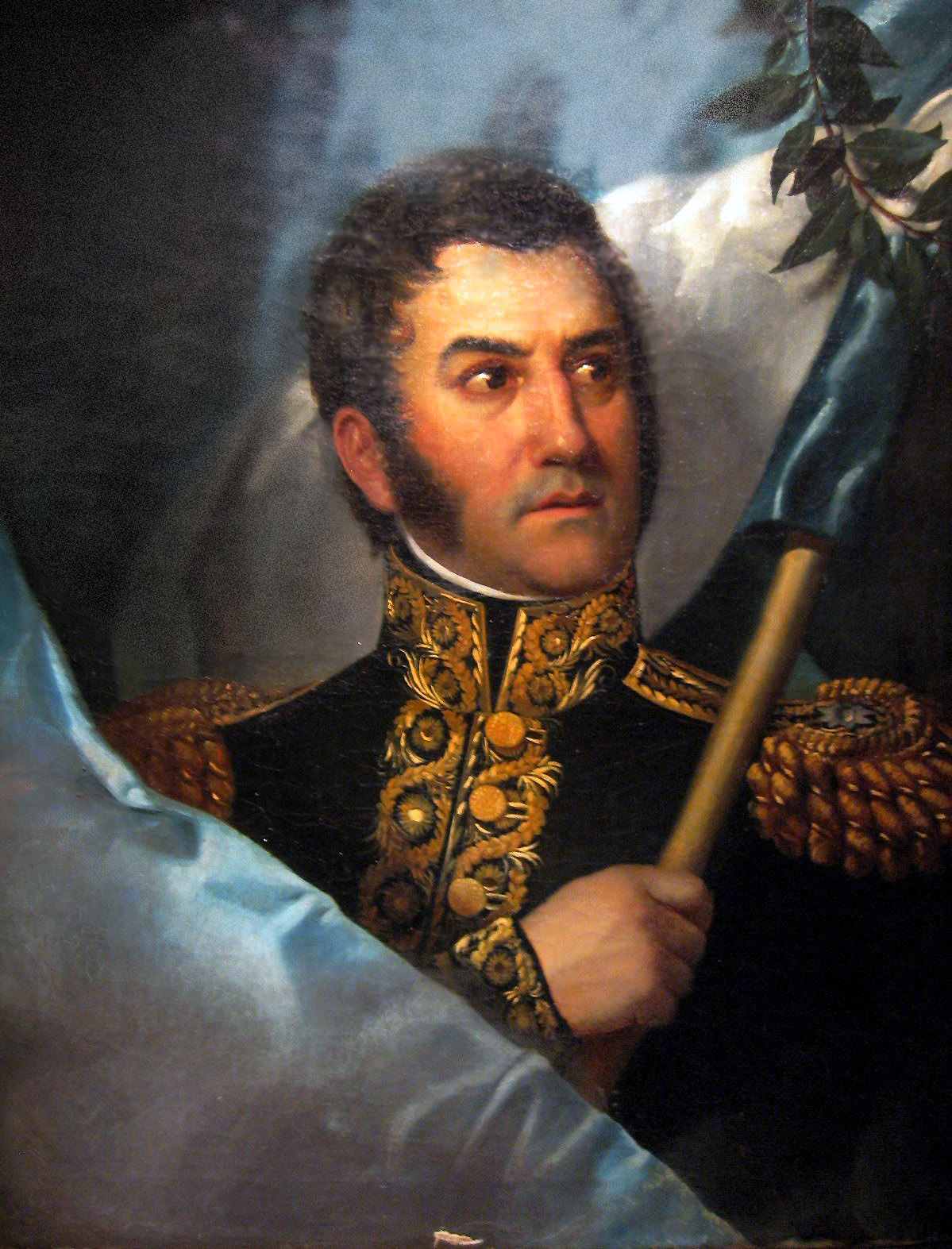
José de San Martín, Protector del Perú (1821) y ferviente defensor del monarquismo constitucionalista.

En 1821, San Martín, tras establecer el Protectorado, y al darse cuenta de que los habitantes del Virreinato del Perú seguían sin sentir simpatía por la causa independentista y por el sistema republicano, propuso convertir la naciente nación en una monarquía independiente. San Martín albergaba sentimientos monárquicos, temía que los peruanos no podrían sentirse contentos con un modelo republicano, y para evitar un estado de desorden y anarquía, pensó que lo mejor era otorgar a los peruanos una monarquía constitucional. Es por eso que se reconocieron todos los títulos y derechos de la nobleza colonial, cambiando los "Títulos nobiliarios de España" por "Títulos nobiliarios del Perú"; asimismo creó la Orden El Sol, una condecoración militar de corte monárquico y hereditaria, fundó la Sociedad Patriótica de Lima (basada en la Sociedad Patriótica de Buenos Aires de 1812), que tenía el objetivo de difundir un sentimiento monárquico a la población peruana a través del diario El Sol del Perú. Varios observadores del Ejército Patriota hicieron entrever las simpatías de San Martín a la monarquía como unas muy sinceras (al grado que ni se consideró digno de ser un Rey por su falta de aptitudes y herencia real, percibiéndose como Súbdito en busca de un Rey liberal) y que pudo influir cierta aversión que obtuvo del republicanismo tras vivir las Guerras civiles argentinas, pues inicialmente era un liberal republicano según el ideario de la Logia Lautaro, hasta que terminó reconociendo que era necesario sacrificar algunos principios y obrar en consonancia con los intereses en juego para poder salir victorioso.

"San Martin abrigaba en su corazón muy sinceramente ideas monárquicas: demasiado grande para haber pretendido nunca ser Rey, su verdadero mérito consiste en haber solicitado establecer un sistema de Gobierno en el cual no se reservaba ninguna parte, á pesar de la elevada situación que se había adquirido por sus cualidades, por su crédito y por sus servicios á la causa de la América. Sus ideas pudieron haber sido erróneas, pero fueron sinceras y patrióticas: la anarquía de que era presa Buenos Ayres y los horrores de la guerra civil que le sucedió, le impresionaron profundamente contra el sistema republicano. Su Ministro, el ilustre D. Bernardo Monteagudo, participaba de sus ideas; por esto es que antes de haber tenido lugar la entrevista entre San Martin y La Serna, deseando preparar la opinión á favor del sistema monárquico, ó mejor dicho, deseando saber cual era la opinion pública, escribió en el Pacificador [num. 6: Memorias para la historia de las armas españolas en el Perú, por el General Camba. 2 v 8°. Madrid - 1829] un artículo sobre la monarquía y sus ventajas; suponiéndolo copiado de un periódico Europeo. No es pues estraño, ni cabe duda en que San Martin propusiera establecer una monarquía, trayendo un Príncipe de Europa, y nunca dejó de confesarlo [Cat. MS. núm. 264: Cartas de Monteagudo a San Martín sobre los sucesos del día. 20 de Junio (1821)]."
Andrés García Camba

##### Proyecto al Virrey José de la Serna de reconciliación con España

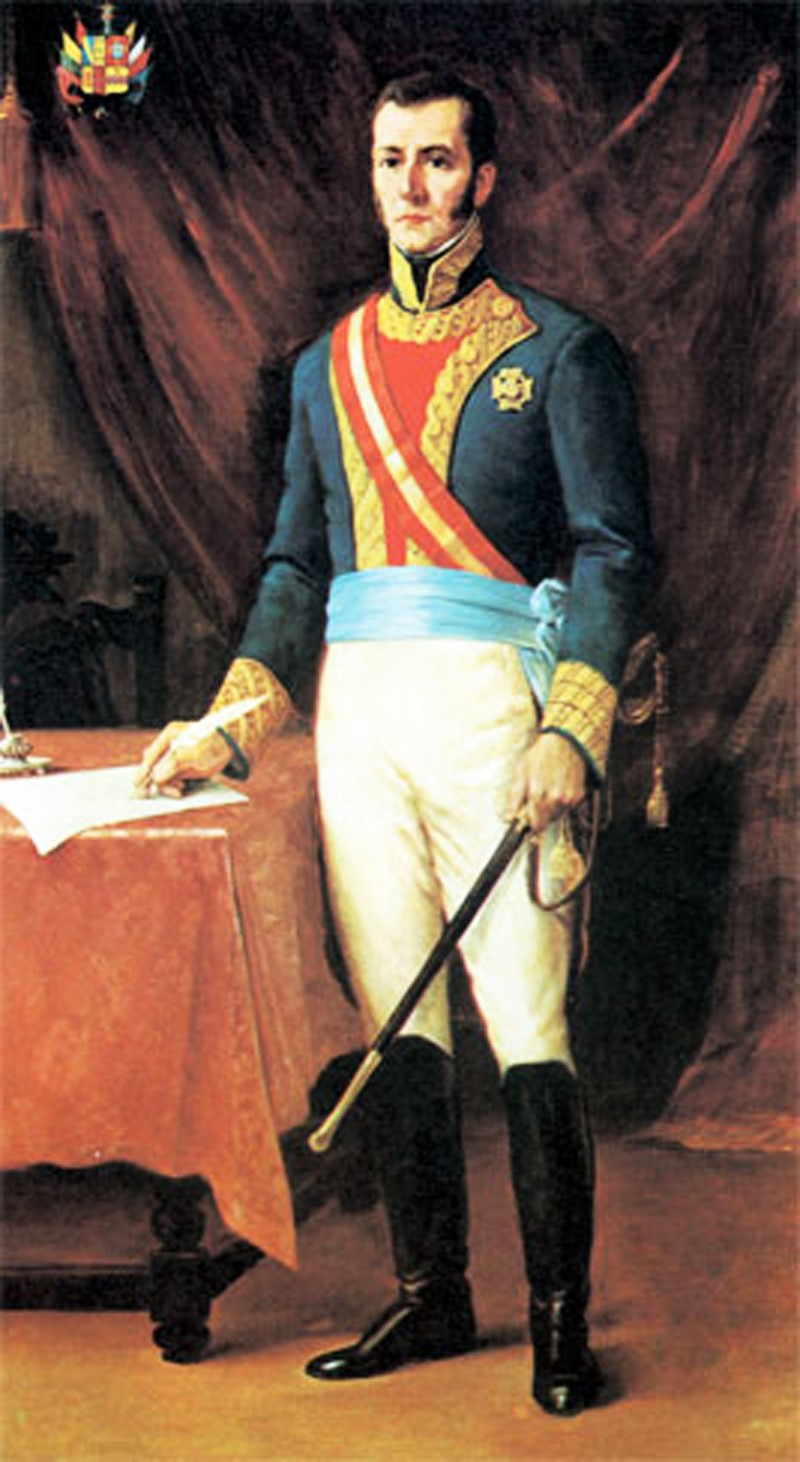
José de la Serna, 40° y último Virrey del Perú, al que se le propuso el último intento de proyecto monárquico hispanista durante la Guerra de Independencia. Sería rechazada por desconfianza al liberalismo excesivo de San Martín junto a sus intenciones verdaderas.

Proclamado como Protector gracias a sus negociaciones, San Martín se mostró convencido en desarrollar una monarquía en Perú, pero él no tuvo agallas para tomar pasos decididos en está dirección durante su confuso mando en Lima (pese a contar con el apoyo de un sector de la nobleza local). Sin embargo, quería evitar traer daños al Perú con la guerra de Independencia, que entendía como una guerra civil (donde no necesariamente los americanos estaban en contra del rey, ni los españoles a favor del rey). 
Entonces, apostaría primero por un camino más cauteloso en las Conferencias de Paz de Punchauca de mayo de 1821, en el que intento presentar sus dotes de negociador al proponer al Virrey José de la Serna un proyecto para coronar en Perú a un príncipe de la Casa Real de España. La regencia sería presidida con La Serna, ambos ejércitos se unificarían para proclamar el Reino del Perú (donde cada uno delegaría un Vocal), y San Martín partiría a España a las Cortes a encontrar un Infante y el reconocimiento de Fernando VII de la Independencia del Perú en términos favorables a la Monarquía Española (queriendo aprovechar el momento del Trienio Liberal) por el que dicho Reino del Perú mantendría una Unión dinástica con un Príncipe Borbón, realizándose una "Mancomunidad Hispánica". Debía ser irreductiblemente una Monarquía constitucional con división de poderes (con énfasis en el poder del Congreso elegido por el pueblo y que teóricamente debería representarlo). Incluso se propuso que en está monarquía se agrupasen en un solo gran reino a todos los países que recién se habían independizado en Hispanoamérica (aunque no recibió el apoyo de los gobiernos vecinos por no querer renunciar a la independencia para volver a la sumisión a un Rey). Se presentaron las firmas de Hipólito Unanue, Justo Figuerola, Manuel Salazar y Baquíjano.

“La experiencia de una revolución que dura ya once años ha demostrado que el gobierno más adecuado a las clases, a las costumbres, aun a los vicios, a las preocupaciones, en general, al carácter y a la educación del Perú, es la monarquía; una monarquía constitucional que asegure a este pueblo su independencia, su libertad, su tranquilidad y su opulencia, eximiéndolo del desorden y de la anarquía...”
San Martín

Sin embargo, en está ocasión sus encantos fallarían: De la Serna se opuso (luego de que inicialmente considerara la propuesta), dado que los generales realistas consideraban que era una estrategia pérfida para ganar tiempo (ya que el Rey de España no iba a tolerar la moción), y la propuesta quedó deshecha. Además, contravenía las instrucciones regias, no pudiendo aceptar junta de gobierno alguna que contradiga la soberanía española (ósea, la Unión política), mientras la condición de San Martín era que se reconozca primero la independencia del Perú para proceder.
Esto fue porque era irrenunciable la postura del Ejército Real del Perú a favor de la indivisibilidad de la corona española en una sociedad de naciones hispánicas bajo un sistema legítimo de derecho (en vez de crear nuevas instituciones sin una aprobación segura de la Corona, como la fundación de un nuevo país); y que La Serna, pese a ser filo-liberal y masón, no podía realizar ni una acción sin el acuerdo de todos sus generales (donde había muchos de ideales reaccionarios).

##### Proyecto de Monarquía Nacional con elite criolla

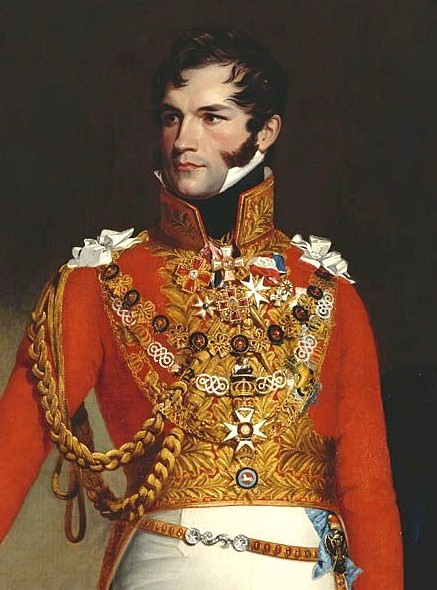
Leopoldo de Sajonia-Coburgo, Principal candidato a Rey del Perú.

Empeñado en no ceder a su monarquismo, el perseverante San Martín intentaría buscar por su propia iniciativa a algún príncipe europeo, por lo que envío a Buenos Aires una comisión diplomática compuesta por el colombiano Juan García del Río (secretario de relaciones exteriores en Perú) y el inglés James Paroissien (médico y comerciante). Está sería la Misión García del Río-Paroissien, que viajó a Europa con el fin de entablar negociaciones con las principales casas reales para que alguno aceptase ser Rey del Perú. Entre los candidatos que se tomaron en cuenta para aceptar el cargo, estuvieron: Leopoldo de Sajonia-Coburgo (futuro Rey de los belgas), Augusto Federico de Hannover (duque de Sussex), Leopoldo de Borbón y María Clementina de Austria. Otros candidato que fueron considerados para ocupar el cargo de Rey del Perú fueron el hermano menor de Tupac Amarú II, y Napoleón Bonaparte, ex emperador de Francia, que se hallaba prisionero en la Isla Santa Elena, sin embargo ya había fallecido meses antes del establecimiento del Protectorado. También hubo voces críticas difundiendo el rumor de que se quería traer algún descendiente de Atahualpa o Manco Cápac, y que se case con algún descendiente de la nobleza española, en una Monarquía Semi-Constitucional que "restringiera las ideas democráticas".

"Para conservar el orden interior del Perú, y a fin de que este Estado adquiera la respetabilidad exterior de que es susceptible, conviene el establecimiento de un gobierno vigoroso, el reconocimiento de la independencia y la alianza o protección de una de las potencias de las de primera orden en Europa, y es de consiguiente indispensable. La Gran Bretaña, por su poder marítimo, su crédito y vastos recursos, como por la bondad de sus instituciones, y la Rusia por su importancia política y poderío, se presentan bajo un carácter más atractivo que todas las demás: están de consiguiente autorizados los comisionados para explorar como corresponde, y a aceptar que el Príncipe de Sussex-Cobourg, o en su defecto, uno de los de la dinastía reinante de la Gran Bretaña pase a coronarse Emperador del Perú."
Gobierno del Protectorado, 1821

El candidato favorito estaba siendo el príncipe Leopoldo de Sajonia-Coburgo-Gotha, siguiéndole algún príncipe de la Casa de Brunswick, Habsburgo, Romanov, Borbón, Braganza y en última instancia, solicitar al Duque de Lucca (todos bajo la condición de su catolicidad). Paz Soldán relata que la misión y sus solicitudes terminarían ignoradas y menospreciadas en Europa, debido a que casi nadie quería venir a gobernar el Perú por su falta de legitimidad del proyecto (además de dudosa seguridad). Del mismo modo que con la misión Irisarri de Chile, los enviados del Perú partieron con la máscara de conseguir el "reconocimiento" de la Independencia de Perú, aunque estaba premeditado que no conseguirían ni lo uno ni lo otro.

"Era dudoso que cualquier Príncipe de la Europa viniese a formar parte del gobierno, despojándose de la riqueza y abundancia del que gozase allá, a riesgo de comprometer la vida y el dinero, en una tierra carente de industria y recursos, donde solo abundaba la miseria, desolación y la anarquía."
Paz Soldán, 1854

La estrategia política sanmartianiana se basaba en el hecho de que la nación peruana no era partidaria de la independencia (afirmándose en varias documentos que la mayoría del país estaba del lado del Ejército Real del Perú, o eran indiferentes al estado de guerra civil) y también por reconocer que, a falta de Lucha de clases, solo podía contar con la nobleza peruana gobernante para poder desarrollar algún proyecto político, pero aún cuando se sabía entre los lautarinos que parte de las élites del Alto Perú y de Perú mismo habían mostrado interés al viejo Plan del Inca del Congreso de Tucumán (razón por la que se propuso en aquella ocasión la instalación de la capital del reino en el Cuzco). Con ello San Martín fundó la Sociedad patriótica, con la misión del debate sobre las cuestiones más trascendentales (donde se incluyó el debate sobre la mejor forma de gobierno, con José Ignacio Moreno defendiendo la monarquía), o promover la Sociedad amantes del país del noble José Baquíjano y Carrillo (inspirada en el Liberalismo español y defendiendo el ideario monárquico de la Constitución de Cadiz, como las del parlamentario limeño Vicente Morales Duárez). Aquel patrocinio a dichas sociedades terminarían siendo una auténtica red de propaganda monarquista.

“no pondero si nuestro ejército estuviera a seis leguas de distancia de esta Capital y el visir hiciera una corrida de toros, los limeños fueran a ella contentos sin pensar en el riesgo que les amenazaba. Ocuparíamos la ciudad y los limeños no interrumpirían el curso de sus placeres”
José Bernaldez Polledo, 18 de diciembre de 1817

Incluso San Martín buscaba la adhesión de las elites chilenas en el proyecto monárquico peruano, primero con su correspondencia personal con O'Higgisn, como a través de su ministro plenipotenciario en Chile, José Cabero y Salazar (quien tenía la misión secreta de intervenir en los asuntos internos de Chile) e incluso incluir a Colombia a través de Joaquín de Olmedo. Sin embargo ello fracasaría por las diferencias con Bernardo O'Higgins sobre el liderazgo (prefiriendo asegurar la soberanía nacional chilena antes de ser absorbido por el Perú), junto la disolución de la Logia Lautaro (perdiendo también el apoyo de Argentina, controlada por la masonería progresista). Así como el férreo republicanismo de la Gran Colombia y el Antiperuanismo de Simón Bolívar.

“Al fin (y por si acaso o bien deje de existir o dejar este empleo) he resuelto mandar a García del Río y Paroissien a negociar no solo el reconocimiento de la independencia de este país, sino dejar puestas las bases del gobierno futuro que debe regir; estos sujetos marcharán a Inglaterra, y desde allí, según el aspecto que tomen los negocios, procederán a la Península; a su paso por esa instruirán a Ud., verbalmente de mis deseos; si ellos convienen con los de Ud. y los intereses de Chile, podían ir dos diputados por ese Estado, que unidos con los de este, harían mucho mayor peso en la balanza política, e influirán mucho más en la felicidad futura de ambos Estados; estoy persuadido de que mis miras serán de la aprobación de Ud., convencido de la imposibilidad de erigir estos países en repúblicas; al fin yo no deseo otra cosa que el establecimiento del gobierno que se forme sea análogo a las circunstancias del día, cortando por este medio los horrores de la anarquía.”
Carta de San Martín a O'Higgins

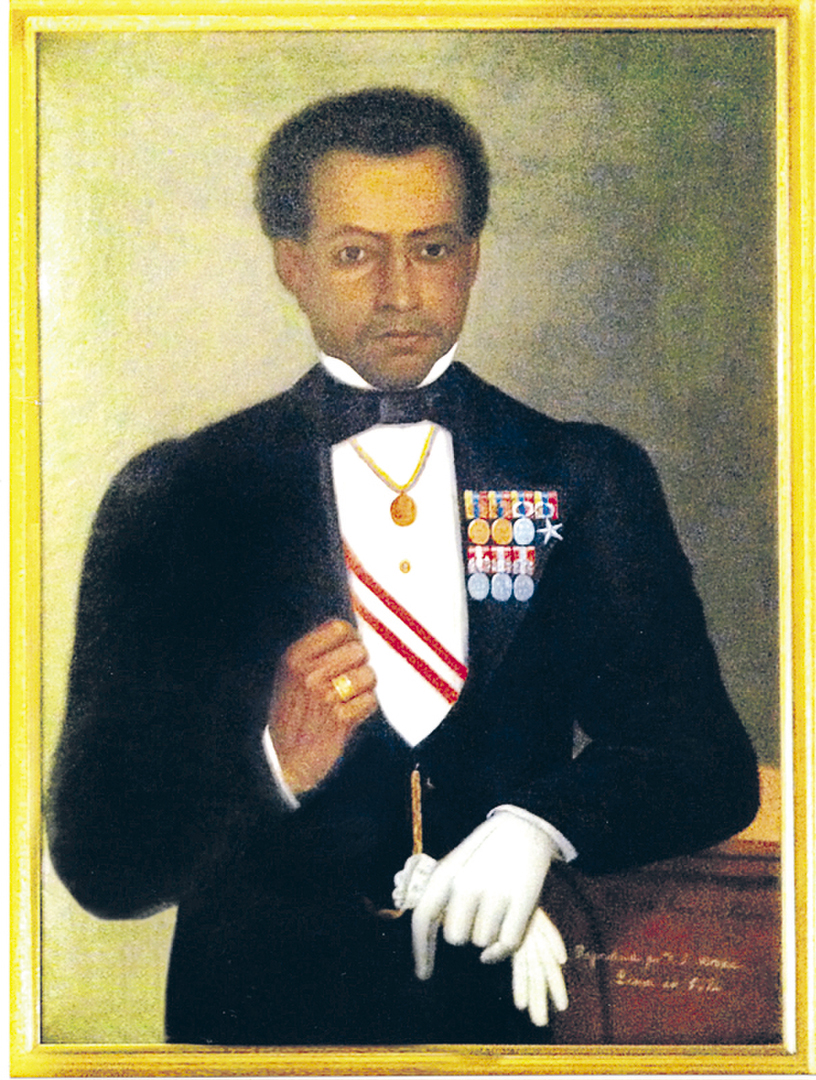
Bernardo de Monteagudo, político argentino con ideas anticlericales jacobinas y simpatizante a la causa monárquica nacionalista-liberal en Perú.

Según historiadores como José Agustín de la Puente Candamo o Jorge Basadre, él principal ideólogo del proyecto era el controvertido Bernardo de Monteagudo, el cual creía que la sociedad peruana no estaba preparada para vivir en Democracia representativa debido a las costumbres e idiosincrasia presente en la población y su larga tradición de Servidumbre y Vasallaje (deduciendo que en la nueva sociedad se tenía que conciliar universos mentales, tradiciones culturales y sistemas de creencias muy contrapuestos con la Modernidad), por lo que creía en la necesidad de un gobierno fuerte que, por muy paradójico que suene, debía asegurar el liberalismo y desarrollar una mentalidad en el pueblo que los haga estar listos para ser ciudadanos de una sociedad moderna, en vez de una sociedad tradicional. La idea principal era que postulaba que los individuos de una sociedad necesitaban de formación y preparación antes de ejercer tan amplios Derechos políticos que recibirían en una República, y que solo reinaría la inestabilidad política de ser impuesta la democracia en los peruanos (la cual creía  debía venir del poder de arriba hacia abajo en el pueblo, no al revés), su mayor temor no era que el pueblo se mantenga en un Despotismo Feudal, sino el de "abusar de las ideas liberales, y pretender que todos los pueblos disfruten el gobierno más perfecto, como si todos tuviesen las mismas aptitudes". El mayor oponente al proyecto monárquico criollo fue el político José Faustino Sánchez Carrión, quien si bien reconocía los beneficios de la monarquía, temía que la voluntad de la persona del Rey no se alineará al desarrollo de una Revolución liberal-burguesa, sino a perpetuar la mentalidad tradicionalista servil y así no avanzar al Perú en una transición a la democracia moderna (incluso si gobernara bien, pues alejaría al peruano de confiar en la modernidad y satisfacerse en el statu quo, sin fomentarse una conciencia cívico-democrática sobre los derechos individuales), afirmando que “Por la blandura de nuestro carácter seríamos excelentes vasallos y nunca ciudadanos”. Otro opositor fue Manuel Lorenzo de Vidaurre debido a ser un liberal radical que anteponía la fidelidad a los ideales abstractos que a las conveniencias económicas inmediatas.  Además que el Autoritarismo de Monteagudo espantó a elites (como la piurana) que apoyaron inicialmente la iniciativa monárquica.

"Las relaciones que existen entre los habitantes del Perú cesarían de ser peligrosas bajo un gobierno enérgico que los desarmase de sus mutuas pasiones y mejorase las condiciones de cada uno. La nobleza conservaría entonces sus privilegios y aumentaría su esplendor; el clero obtendría prerrogativas más ventajosas a sus intereses que las que necesariamente debe perder en el estado actual de la civilización del siglo, y todas las demás clases podrían aspirar a ser felices, sabiendo que su fortuna no pendía ya sino de sus aptitudes"
Bernardo de Monteagudo

"Es interesante observar cómo en Sánchez Carrión se manifiesta un espíritu revolucionario, puesto que aun cuando tiene el juicio que hemos visto sobre los peruanos, que pudo haberlo llevado a aceptar la tesis monarquista porque supuestamente no estaríamos en condiciones o preparados para gobernarnos autónomamente, él pretende cambiar las circunstancias, ir contra la corriente por más posición en minoría en que esté. Sánchez Carrión manifestará, pues, una ética radical y, para su tiempo, subversiva. Una visión no restringida sobre el ser humano se desprende de las reflexiones del Tribuno."
Osmar Gonzales Alvarado e Isabel Cristina López Eguren

Otros defensores importantes del monarquismo, en los debates de monárquicos contra republicanos, fueron: el clérigo José Ignacio Moreno (crítico del Liberalismo peruano y la Constitución de Cádiz al acusarles de idealistas al no entender el carácter paternalista de los peruanos que veían ajenos los principios de Libertad igualdad fraternidad), el militar Juan Garrido (defendió la conveniencia de traer un Rey Español para conciliar a los peruanos divididos), José de la Riva-Agüero (se opuso a dar muchos derechos a una mayoría social iletrada, desigual y sin capacidad de decisión o conocimiento de gobernanza), etc que avalaban la idea de una Aristocracia ilustrada que mantenga el orden social en el Perú contra el libertinaje de la democracia y guíe al pueblo hacia el liberalismo.

"Luego de proclamada la independencia, vastos territorios del virreinato permanecían ocupados por el ejército realista y gobernados por las mismas autoridades. Como sede del gobierno virreinal, la ciudad de Lima contó con gran número de adherentes al sistema monárquico, debido a la presencia de miembros de la nobleza que formaban parte de la élite gobernante y de la intelectualidad. La sociedad se encontraba organizada de forma corporativa o estamental. Además, un sector influyente de la Iglesia que veía con desconfianza y desagrado la implantación de un sistema republicano apoyó la defensa de la monarquía, denominándola «La Justa Causa»."
Enrique Silvestre García Vega y José Francisco Gálvez Montero

"Las instituciones puramente democráticas son pues inadaptables para el Perú; porque careciendo sus habitantes de las luces, educación y costumbres que requiere este sistema de gobierno, y además, componiéndose la mayor parte de su población de indios, mestizos y negros, falta lo más esencial, que es la homogeneidad en la nación. No habiendo esta homogeneidad, es todavía más imposible establecer esa absoluta igualdad entre semejantes gentes; y así es que por resultado no se ha conseguido otra cosa que la anarquía. Sabiamente ha dicho Voltaire: «Los que dicen que todos los hombres son iguales, dicen la más grande verdad, si comprenden que todos los hombres tienen un derecho igual a la libertad, a la propiedad de sus bienes y la protección de las leyes; pero se engañan mucho si creen que los hombres deben ser iguales para los empleos, supuesto que no lo son absolutamente en sus talentos."
José de la Riva Agüero, 1858 (Memorias de Pruvonena, p 291)

El modelo de monarquía propuesto por San Martín era casi una calca de la forma de gobierno del Reino Unido, es decir, una Monarquía parlamentaria, en el que la soberanía iba a residir en el Estado de derecho ostentado por un Parlamento (que teóricamente debía servir como representante del pueblo) y que la autoridad del Rey emanaba de la Constitución que realizaría el Congreso del Perú, institución reclamante de representar la Soberanía nacional. Otro propósito adicional era que este Contrato social reclamara continuidad con el pacto de gobierno originario con la monarquía hispánica, aún si solo fuera en el aspecto de las apariencias.
Finalmente, cuando ya estaban iniciando las gestiones en Europa, San Martín decidió renunciar al gobierno en Lima tras la Entrevista de Guayaquil (en favor de Simón Bolívar), y el Primer Congreso Constituyente (que tenía muy mala imagen de San Martín) disolvió su protectorado para adoptar un régimen republicano, por lo que Juan García del Río fue desautorizado inmediatamente. Con ello, el anhelo soñado por la aristocracia limeña de un Reino del Perú pasaría al olvido definitivamente. Pudo influir en gran medida que en la entrevista con Bolívar, del 26 y 27 de julio de 1822 en Guayaquil, San Martín fue a mostrarle a Bolívar su proyecto de una Monarquía Peruana, sin embargo Bolívar se opuso rotundamente por ser un Republicano convicto, y cuando cedió a Bolívar la iniciativa y conclusión de la campaña libertadora, quedó claro su hegemonía ideológica del venezolano. Con todo esto, San Martín decidió abandonar todos sus cargos y volver a su país.

He convocado al Congreso para presentar ante él mi renuncia y retirarme a la vida privada con la satisfacción de haber puesto a la causa de la libertad toda la honradez de mi espíritu y la convicción de mi patriotismo. Dios, los hombres y la historia juzgarán mis actos públicos.
José de San Martín (carta a Bolívar. Lima, 10 de septiembre de 1822).

Luego del fracaso del monarquismo sanmartiniano, se dieron unos rumores finales de que se quiso coronar al Libertador Argentino como "Rey Jose" del Perú. No se sabe con certeza si estas pretensiones personalistas existieron en San Martín como alguna opción desesperada, pero es muy probable que no, ya que al retirarse exclamo que “ya estoy aburrido de oír decir que quiero hacerme soberano...”, mientras que sería muy probable que vino de sus detractores en Perú, pues se había vuelto un personaje muy impopular, sobre todo por la inacción en el plano militar y un excesivo despliegue de lujo.
Varios historiadores han considerado que el proyecto monárquico sanmartiniano tenía buenas bases y un fundamento que se ajustaba la realidad peruana virreinal (pues era la Monarquía lo que daba estabilidad política a los peruanos de ese entonces) y los riesgos de la república. Incluso ha habido quienes han aducido que podría haber otorgado incluso más estabilidad constitucional que la forma de gobierno republicana que salió imperante, usualmente apelando al próspero destino que tuvo el Imperio del Brasil (que no sufrió de la anarquía caudillista), o haciendo analogías con su caída y la del Primer Imperio mexicano (iniciando una era de Demagogia a través de la Democracia, impidiendo tener líderes estables), y que de haber habido monarquía, se habría evitado las Guerras civiles del Perú y otras consecuencias producto de la inexperiencia política de la Oligarquía criolla (acostumbrada a ser gobernada por representantes del Rey más experimentados) y de la sociedad peruana (acostumbrada milenariamente a la forma de gobierno monárquica en el pacto de lealtad a un Rey común a cambio de sus servicios).

"Mientras que la idea monárquica era un proyecto natural y de continuidad, la figura de una república democrática parecía una apuesta arriesgada, sobre todo si se toma en cuenta el poco tiempo transcurrido desde la independencia de Estados Unidos, su primer antecedente"
Eduardo Torres

### Proyectos monárquicos liberales de la Corriente Libertadora del Norte

#### Proyecto del Imperio de Colombia

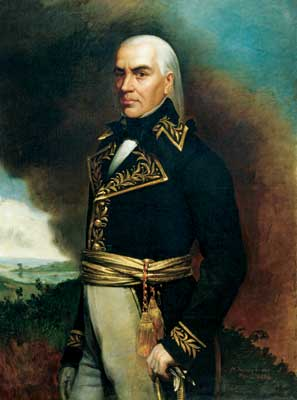
Francisco de Miranda, ideólogo del Imperio de Colombia.

En 1798, Francisco de Miranda, durante su estancia en el Sacro Imperio Romano Germánico, postulo la creación del Imperio de Colombia, el cual fue un proyecto monárquico americano, que incluía al actual Perú. Miranda tuvo la visión de un gran imperio independiente que agrupara a todos los territorios que estaban en poder de españoles y portugueses desde la margen derecha del río Misisipi en el norte hasta la Tierra del Fuego en el extremo sur del continente. El imperio estaría bajo dirección de un emperador hereditario llamado Inca (también se consideró una Diarquía de 2 incas) para apaciguar a las etnias indígenas y tendría una legislatura bicameral. También tuvo una variante republicana en 1812.

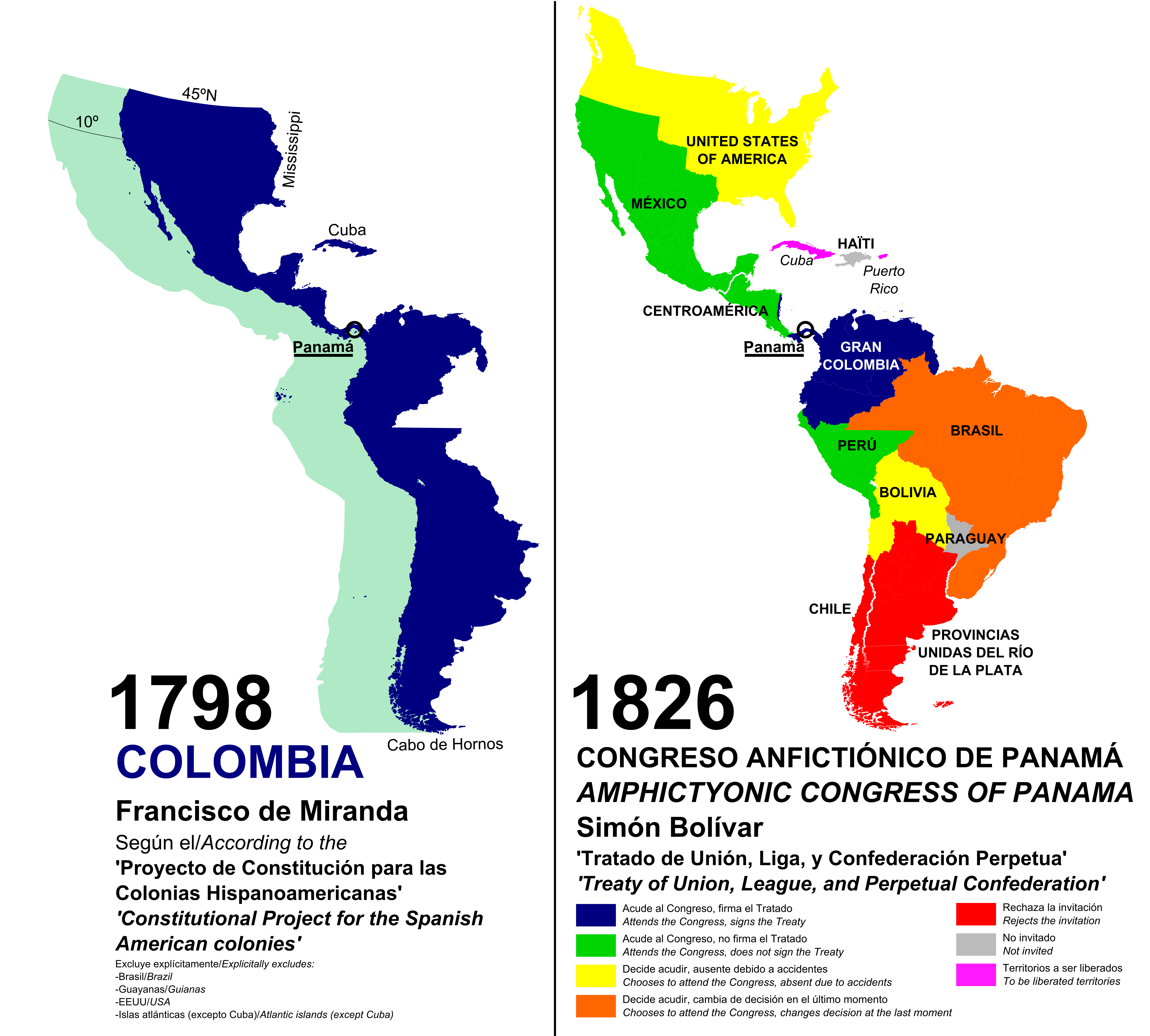
A la izquierda, límites del "Imperio de Colombia" según el Proyecto Constitucional de Francisco de Miranda en 1798.A la derecha, límites de las nacientes repúblicas de Gran Colombia, Perú, Bolivia, de las cuales se le ofreció a Bolívar ser su Emperador.

Miranda tomaba aspectos importantes de la Constitución Monárquica francesa de 1791, aunque incluía otros del sistema estadounidense y del Imperio británico. Este nuevo Estado Federal se extendería desde el río Misisipi por el norte hasta el cabo de Hornos por el sur, teniendo como capital a Panamá.
Tal propuesta nació tras la Independencia de las Trece Colonias, dado que Miranda pensaba que aquel nuevo Estado se volvería en pocos siglos muy poderosa en América y en el mundo, y que su afán imperial no tendría límites, la mejor forma de contrarrestar tal acontecimiento era crear un imperio que equilibrara la balanza.
La forma de gobierno de este imperio sería similar al de Gran Bretaña, estaría organizado de manera federal, regido por las familias incaicas, con sus poderes limitados por una legislatura bicameral. El jefe de Estado ostentaría el título de Emperador de Colombia.

De la Forma de Gobierno:

Este debe ser mixto y similar al de la Gran Bretaña. Lo integrará un Poder ejecutivo representado por un Inca provisto del título de Emperador. Este será hereditario.
Francisco de Miranda, 1798

Posteriormente los generales José Antonio Páez, Juan José Flores, Agustín Gamarra y el ministro José María Pando; le ofrecieron a Simón Bolívar la corona imperial de la Gran Colombia, Bolivia y Perú, las cuales rechazo por ser un ferviente republicano.

#### Proyecto hispanista liberal de Francisco Antonio Zea

Francisco Antonio Zea, diplomático de la Gran Colombia que propuso una confederación hispánica de repúblicas coronadas por un rey constitucional.

Francisco Antonio Zea, el embajador de la Gran Colombia en Reino Unido durante 1820, llegó a proponer al embajador español en Reino Unido, Bernardino Fernández de Velasco, un proyecto de Imperio Democrático Español, el cual fue nombrado como «Plan de reconciliación y proyecto de Confederación Hispánica». Fue la última oportunidad que ofrecería Simón Bolívar a España, aprovechando el Trienio Liberal, para lograr alguna reconciliación política a través de una propuesta para consolidar los países recientemente independizados en Repúblicas Coronadas. Así, el plan iba a ser de que los países independizados en Hispanoamérica debían ser repúblicas constituidas con la presidencia de una monarquía constitucional, a través de una Confederación con Unión aduanera (un Mercado común hispánico, liberal económicamente por dentro, pero por fuera proteccionista con competidores como el Imperio británico) y una Dieta común que sirva de Parlamento común con la responsabilidad de una diplomacia conjunta (capaz de realizar Declaración de guerra y comprometer a todos a un apoyo mutuo), cuya capital estaría en Madrid. Estaba implícito que iba a ser gobernada por una élite hispano-criolla, no considerándose las elites indígenas en el asunto.

"Se trata nada menos que de sustituir el espíritu de repulsión y de divergencia que va separando de la monarquía a tantos pueblos y que acabará por separarlos a todos, por otro espíritu de atracción y de convergencia que, concentrándolos en la metrópolis, constituya un fuerte y poderoso Imperio federal sobre un principio idéntico al que fue constituido el universo para conservarse inalterable"
Francisco Antonio Zea

Pese a la retórica con un Panhispanismo romántico (muy similar a otra misión de Lucas Alamán), el objetivo real era solo lograr que el Reino de España reconozca la Independencia Hispanoamericana y así colateralmente del resto de países europeos (puesto que la misión tuvo que ser secreta, para evitar el enojo de sus aliados británicos, como de los políticos americanos más nacionalistas y anti-republicanos, ante posibles malentendidos). Además que no se toco el tema referente a como lidiar con el problema que representarían los territorios que aun estaban bajo control de la Corona (El Reino del Perú y el Reino de México), los cuales evidentemente no habrían aceptado el aspecto republicano del proyecto y solo haría sospechar que fue una estrategia de ganar tiempo. Además, Zea no habría compartido el aspecto monárquico del plan a Bolívar, lo que sugería una iniciativa muy personal de Zea (alguien muy optimista y sin los sentimientos antiespañoles de Bolívar) ante una misión que era esencialmente la del reconocimiento de la Independencia de Colombia.
Finalmente, Fernando VII de España, aunque apreció el gesto, la rechazaría por ir contra la concepción tradicional de monarquía (además de sus ambiciones absolutistas), mientras que las Cortes Generales, quienes tuvieron la última palabra, consideraban la propuesta propia de liberales exaltados (radicales) que podría provocar problemas a la estabilidad política del estado ante la dudosa confiabilidad de sus propósitos reales (además que lo percibían innecesario y que el futuro del liberalismo español haría que se disuelvan los descontentos con los americanos y se logra la reconciliación sin alterar lo que quedaba de legitimidad institucional).

«El 9 de noviembre, por correo extraordinario, Pérez Castro contestó a Frías. Luego de informado Fernando VII al respecto y haberse debatido por el Gobierno las proposiciones del señor Zea, las mismas se han hallado inadmisibles»

#### Proyecto liberal-conservador de coronar a Simón Bolívar como Emperador del Perú
A Simón Bolívar durante su carrera le ofrecieron la corona imperial de la Colombia Magna (Ecuador, Colombia y Venezuela), Bolivia y del Perú. Dichas propuestas de proclamarse en Rey se la hicieron los generales José Antonio Páez, Juan José Flores, José de Sucre, Agustín Gamarra y el ministro José María Pando en ocasiones diversas, siendo el más famoso la Intentona monárquica en la Gran Colombia de 1828-1829 (que consideró el protectorado monárquico británico o francés). De hecho, hubo ex-monarquistas del protectorado sanmartiniano al servicio de la Dictadura de Bolívar en Perú (como José María Pando, Hipólito Unanue y Bernardo de Monteagudo).  
Sin embargo, Bolívar jamás aceptó las ofertas por sus convicciones liberales muy firmes en el republicanismo, demostrándose sin lugar a dudas en julio de 1825, cuando el caudillo venezolano, en calidad de “Suprema Autoridad del Perú”, abolió los Cacicazgos en la joven República del Perú (la última institución monárquica que aún quedaba tras la Independencia del Perú), rompiendo así de manera definitiva un sistema jerárquico que había estado presente por más de tres siglos en el Perú, todo con el afán de consolidar la República como único sistema imperante en la región, borrando todo recuerdo del imperialismo hispánico e indígena (una razón por la que se acuso de Antiperuano), lo cual quedó plasmado en la Constitución de 1826. Pese a ello, con el paso del tiempo su ideal republicano se volvió cada vez más conservador, al grado que su intento de Constitución Vitalicia sería acusado de un intento de desarrollar una Monarquía Absolutista bajo otros medios, sin una Aristocracia ni Corporaciones que moderen su autoridad, en un intento por imitar al Bonapartismo del Consulado. Pero de ni una manera se debe creer que la Presidencia Vitalicia implicaba algún monarquismo camuflado en Bolívar, puesto que él en realidad, con su Monocracia hereditaria, deseaba desarrollar un proceso de modernización política por el que la independencia política tenía que completarse a través de un cambio social revolucionario que remplazara las estructuras feudales por una organización liberal, burgués y capitalista (debiendo combatir a la nobleza criolla y debilitar a las comunidades campesinas, puesto que ambas eran solidarias a las estructuras precapitalistas propias de una Monarquía tradicional).

“Napoleón era grande y único, y además sumamente ambicioso. Aquí no hay nada de esto. Yo no soy Napoleón ni quiero serlo; tampoco quiero imitar a César; aún menos a Iturbide. Tales ejemplos me parecen indignos de mi gloria. El título de Libertador es superior a todos los que ha recibido el orgullo humano. Por tanto, es imposible degradarlo. Por otra parte, nuestra populación no es de franceses en nada, nada, nada. La república ha levantado el país a la gloria y a la prosperidad, dando leyes y libertad…”
Simón Bolívar, 1826

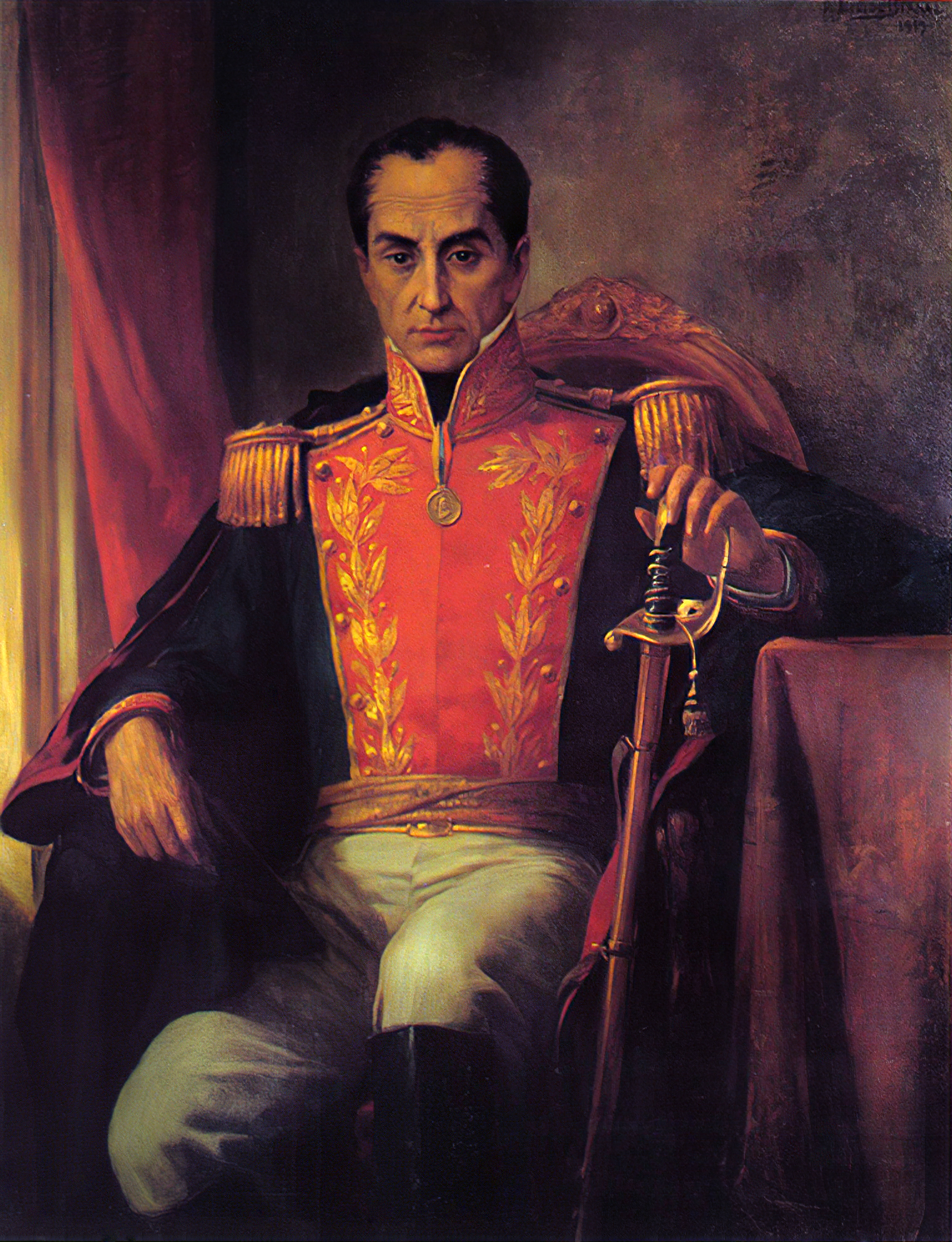
Simón Bolívar, a quien se le ofreció el título de Emperador del Perú.

La relación de Bolívar con el monarquismo peruano empezó en los preparativos de la Campañas del Sur. Desde el primer momento intento destruir toda pretensión monarquista, a través de derrotar a los monárquicos realistas de Pasto y Quito (territorios anexados por el Virreinato del Perú en 1810 y que Bolívar conquisto para anexarlo a Colombia), luego en Guayaquil se entrevistaría con San Martín, y, en la diplomacia que utiliza, logró engañar al general argentino con ocultar sus intenciones dictatoriales, aunque en dicho encuentro no se dejó de hablar sobre las influencias monárquicas del futuro gobierno liberal en el Perú (sea reino o república), porque en ello ambos coincidían debido a que nadie en el Perú deseaba romper con la realeza española, porque todos en la sociedad peruana se sentían súbditos del Rey. El caraqueño Don Simón Bolívar prosiguió rumbo a la Ciudad de los Reyes de Lima, donde el Libertador venezolano desarrollo una forma autoritaria de gobierno. Ya en calidad de Dictador del Perú, recibió la traición de varios altos funcionarios (que habían mostrado simpatías monárquicas) como el marqués Riva Agüero, el marqués de Torre Tagle y Mariano Portocarrero, aduciendo Bolívar que dichos personajes, por negociar con los realistas, estaban conspirando por el regreso de la monarquía española al Perú. Posteriormente, Bolívar formó pelotones de ejecución sumaria para reprimir y limitar la autoridad de políticos que percibiera como una amenaza para la consolidación de su propia autoridad, como fue el caso del Vizconde de San Jonás, o Juan de Berindoaga, Bernardo Monteagudo, etc que serían eliminados. Más adelante, el general Antonio José de Sucre salió victorioso en la batalla de Ayacucho, lo que generaría un cambió en la situación de Bolívar, quien empezó a volverse más ambicioso de poder, tratando de ir más allá de las fronteras de la ilustración, en contraste con su etapa más liberal-demócratas. En este período fue cuando muchos políticos bolivarianos, pero con tendencias más conservadoras, consideraban propicio proponer a Bolívar que sea coronado como Emperador al servicio de la Constitución de la República, tratando de satisfacer sus deseos egocéntricos de gloria, como también la mentalidad peruana acostumbrada a la servidumbre de sus señores desde la época de los Incas (razón por la que en Cuzco se le había hecho una ceremonia nominal de coronación, recibiendo una corona de oro y diamantes).

##### Proyecto de José María Pando

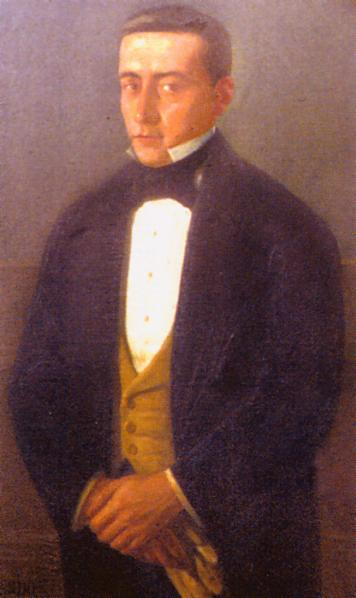
José María Pando, político limeño monárquico que se volvió bolivariano.

Uno de estos fue José María Pando, destacado político limeño, al retornar a Lima en 1824 fue convocado por Simón Bolívar para ocupar el cargo de Ministro de Gobierno y encargarse de asesorarle. Pando después de estudiar a la sociedad peruana de aquel entonces, pretendió instaurar en el Perú una Monarquía Constitucional con Simón Bolívar como “Emperador del Perú”. El tenía confianza de que Bolívar aceptaría la propuesta, puesto que Bolívar le tenía alta estima por sus capacidades y Pando creía incrédulamente que el amor de Bolívar al Autoritarismo Cesarista se debía a un monarquismo inconsciente, o que por lo menos tenía el mismo aprecio que él por adaptar instituciones monárquicas en la República recién iniciada. 
En 1826 llegó a la cancillería peruana la noticia de que en Cuba se concentraban fuerzas españolas con apoyo de la Santa Alianza, por ende algunos algunos militares como Agustín Gamarra y ministros peruanos presididos por José María Pando ofrecieron a Bolívar el título de Emperador del Perú, de por si este ya había aceptado el cargo de Suprema Autoridad que le ofreció el Congreso de la República. Sin embargo Bolívar rechazó tajantemente aquellas propuestas por ir en contra de sus ideales republicanos; incluso él mismo escribió a sus generales con malestar sobre la propuesta de Gamarra, ya que él mismo tiempo atrás le había comentado porqué rechazó la corona imperial de Colombia con su carta de junio de 1826. Pando entonces decidió valerse del sistema republicano para proponer sus reformas de corte borbónico e instaurarlas en la sociedad.

##### Proyecto de Agustín Gamarra

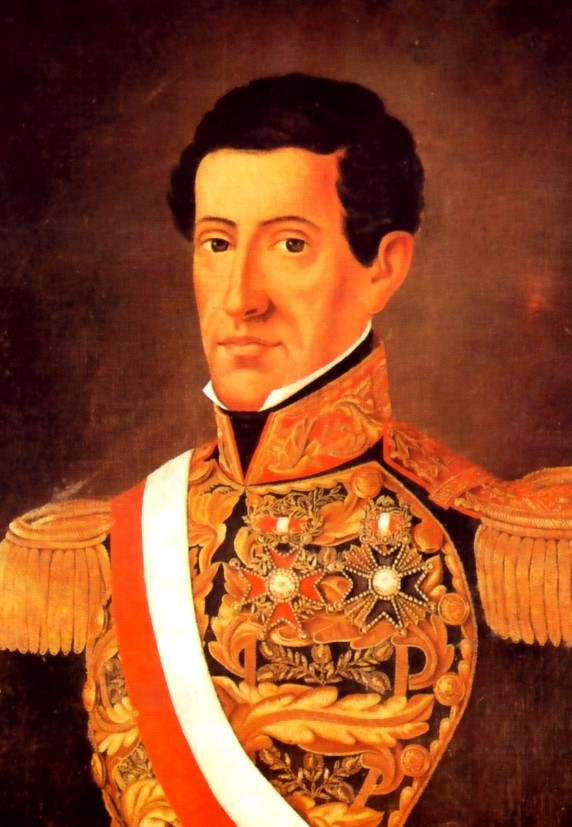
Agustín Gamarra, conservador peruano que consideró la monarquía durante el régimen bolivariano.

Mientras tanto, con el poder que le otorgaban las bayonetas colombianas, Bolívar volvería a proponer su comentada Constitución Vitalicia (el cual tenía un ideario cesarista) que redactó el mismo y desde Lima fue enviada a los países de su proyectada Federación de los Andes para su aprobación en las Repúblicas bolivarianas. Dicha constitución recibió acusaciones de ser “una monarquía con otro nombre” (como afirmó el argentino Bartolomé Mitre) o de “monarquía disfrazada de república”, (como anotó el venezolano Carlos Irazábal), dado que muchos liberales, incluso los más moderados, consideraron que esa Carta Magna era despótica y opuesta al ejercicio representativo, calcada de las últimas ideas monárquicas que habían aparecido en Angostura y Cúcuta, como la presidencia perpetua, el senado vitalicio y hereditario o “cámara de lores”. Todo esto generarían un fuerte rechazo de buena parte de sus antiguos partidarios en la Gran Colombia, como también hizo que se termine la colaboración forzada que le rendían los políticos peruanos (habiendo tensiones desde el inicio de su llegada, pero que se habían dejado atrás por el combate con los españoles o el miedo a la represión bolivariana). Pero antes de regresar el caraqueño a Lima, en el nuevo país de "Bolivia" o República de Bolívar, mantuvo conversaciones con delegados argentinos [Alvear, Díaz Vélez, etc.], que le tentaron nuevamente a Bolívar para realizar una forma monárquica de Estado a través de una “Federación Boliviana”, que abarque a la Gran Colombia, el Perú y a Bolivia, y donde ya algunos impulsores en tiempo oportuno creían que el caraqueño podía ser nombrado como “Emperador de los Andes”. A esto se suma el testimonio del ministro argentino M. Bustos, quien, el 27 de octubre de 1828, comunicó en el diario “El Tiempo” de Buenos Aires que Sucre y Gamarra habían desarrollado un plan para coronar a Bolívar como el Emperador de la América Meridional, separando Puno, Arequipa y Cuzco de la República del Perú, algo de lo que Bolívar estaba al tanto pero que no quería dar un paso en falso.

##### Proyecto de Hipólito Unanue
De esta manera ante tantas ofertas monárquicas a Bolívar, se empezaron a formar grupos pro monárquicos con Hipólito Unanue a la cabeza, y en Bogotá también existió con dificultades un reservado colectivo monárquico (pero de tendencia pro-francesa), e incluso en Caracas rondaría un sector duro que (con el objetivo de mantener a Páez en el poder) empezó a pensar en el rey “Simón I” (aunque residiendo en Bogotá). Juntos, pero no revueltos, empezaron a surgir proyectos oxímoronicos de monarquistas bolivarianos (como consecuencia del Culto a la personalidad de Simón Bolívar). Con ello se empezó a abandonar la idea de traer príncipes borbones españoles para reinar en América (como la mayoría de monárquicos americanos sostuvieron), mientras en Venezuela se formó un grupo favorable a la coronar a Bolívar [para que reine pero no gobierne] integrado por figuras como Antonio Leocadio Guzmán, Rafael Urdaneta, Sucre, Flores [fue por ello que Morillo comunicaría a Madrid que en Caracas pensaban proclamarle rey bajo el título de “Simón I, Rey de las Américas”], Ibarra, Montilla, Valdés, Briceño Méndez, O´Leary, Mariño, Rivas, Soublette, Carabaño. También hubo algunas simpatías por parte de Mosquera, Vergara, Restrepo y hasta de su rival Santander. Frente a este último, que le comunicó al Libertador de estas tentativas monarquistas, Bolívar le respondió: “que se persuada todo el mundo que yo no seré rey…”. Para este momento, en una Lima que no lo quiere y poco antes de regresar a Bogotá tras un lustro de discordias políticas, el caraqueño clausura el Congreso adversario a sus ideas, en un último intento de volver al Perú un Estado satélite a favor de Colombia, mientras quedó deprimido por quedar como un fracasado con sus intenciones personales de volverse dictador vitalicio en el Perú en un imperio republicano que se extendiese del Orinoco a más al Sur de Bolivia (de un plan más ambicioso y frustrado de confederar la Patria grande hispanoamericana bajo su mando). En Nueva Granada le esperaba una recibida muy amarga, puesto que ya se conocerían de mejor manera sus intenciones políticas finales tras haberlas expresado en Perú, así como por consolidarse en el poder su rival político, Francisco de Paula Santander. Se presentaría a futuro una última Intentona monárquica en la Gran Colombia en 1828-1829 de parte de está curioso ideario monarquista bolivariano, y sería el único que llegaría a tener el visto bueno de Bolívar, que lo consideró como una medida desesperada por evitar la disolución de la Unión entre Nueva Granada (incluida Panamá), Venezuela y Quito; pero dicho proyecto (que igual fracasaría) no tendría intención alguna de establecerse en el Perú, en comparación con las anteriores.

### Proyectos monárquicos reaccionarios a la Independencia

#### Proyectos anexionistas al Reino de Brasil

##### Proyecto luso-brasileño en el Alto Perú
En junio de 1822, tres gobernadores realistas en el territorio del Alto Perú (que se sentían atemorizados por el anunció de la entrada de tropas de la Gran Colombia al Perú), se reunieron en Cuiabá (Capital de la Capitanía de Mato Grosso del Reino de Brasil) y solicitaron al Gobernador que haga de intermediario hacia el Príncipe Regente de Portugal, Dom Pedro (que en el futuro se convertiría en Dom Pedro I, Emperador de Brasil), para lograr que el Reino Unido de Portugal, Brasil y Algarves avasallara los territorios de esas 3 provincias ofrecidas, con el fin de salvar a sus poblaciones de la carnicería, el caos y la guerra provenientes de las noticias de la Independencia del Perú o la Guerra a muerte (sin olvidar aún el temor a la Revolución francesa o las Guerras de Independencia en el Alto Perú, que había sido pacificada por el Ejército Real del Perú en 1818) y también las instituciones propias del Antiguo Régimen ante la amenaza liberal.
Inmediatamente, el gobernador de la Capitanía de Mato Grosso mandó al Alto Perú a parte de sus tropas luso-brasileñas. Aquello permitiría bloquear el avance de Bolívar y Sucre (que simplemente evitaron ingresar a la Provincia de Charcas y enfocarse en derrotar a los realistas en el Sur Peruano), mientras que el gobernador de Mato Grosso mandó una carta a Dom Pedro comunicándole sobre el envío de tropas y la solicitud de anexión de dichas autoridades del Alto Perú. Algunas de estas tropas luso-brasileñas llegarían a intervenir voluntariamente en la Guerra de Independencia de Maynas en el Bajo Perú hasta 1823.
Sin embargo, esta intentona fracasaría porque a Dom Pedro no le llegó dicha carta hasta noviembre de 1822 (momento en el que se había dado la Independencia de Brasil). A su vez, Bolívar y Sucre serían más rápidos y mandaron representantes grancolombianos a Río de Janeiro, los cuales arribarían por mar antes que la carta de Mato Grosso por tierra. Así, cuando a Dom Pedro I de Brasil le llegó la carta sobre la solicitud de anexar a su Monarquía esos territorios, ya se había decidido por no involucrarse en el Alto Perú, y con ello fue rechazado el pedido de los gobernadores de la región, mientras que se ordenó la retirada de las tropas brasileñas de la Guerra. Posteriormente se daría la invasión de las tropas de Bolívar y Sucre y la independencia de Bolivia de España y del Virreinato del Perú. Este rechazó de Dom Pedro I también se debió a que él estuvo más pendiente de afrontar la resistencia de tropas brasileñas lealistas al Reino de Portugal durante su propia Guerra de Independencia, estando más enfocado en garantizar la Unidad de Brasil que en desarrollar un proyecto imperialista. Sin embargo, de no haber sido por esta decisión (o que se ofreciera el vasallaje en un mal contexto), el territorio de la actual Bolivia hubiera sido integrante de Brasil (o quisa el Imperio portugués no se habría retirado de Sudamérica) y con ello se pudo haber dado una intervención luso-brasileña en la independencia del Perú y Bolivia. Adicionalmente, Brasil hubiera tenido acceso directo al Océano Pacífico, algo que se ambicionaba en las elites brasileñas.

##### Proyecto imperial brasileño en Chiquitos
Las modernas provincias bolivianas de Chiquitos y Mojos han sido constantemente las zonas más vulnerables ante el expansionismo de los portugueses, los cuales causarían problemas a las misiones jesuitas bolivianas y posteriormente a los gobernadores militares. De hecho, Chiquitos estaba más lejos de Santa Cruz que del Brasil, la distancia y desvinculación dieron las condiciones para que el gobernador realista en dicha provincia considere pedir socorro al Imperio de Brasil. De hecho, En el Oriente del Alto Perú (hoy Bolivia) los chiquitanos se hicieron notar por ser grandes partidarios de la causa de la monarquía (influyendo su arraigada identidad política en las misiones jesuitas), puesto que habían sido fieros opositores a las Expediciones argentinas al Alto Perú y resintieron la insurgencia provocada por el uruguayo Ignacio Warnes en sus territorios. Así, en 1825, los integrantes del cabildo de Chiquitos se verían involucrados en un conflicto de soberanía fronteriza entre la naciente República de Bolívar y el Imperio de Brasil. El ejército insurgente, al mando de Antonio José de Sucre, entró en el territorio de la Audiencia de Charcas para febrero de 1825; y solo quedaba un remanente de las fuerzas del Ejército Real del Perú (dirigidos por el general Pedro Antonio de Olañeta) arrinconados en Potosí y con dudosas probabilidades de éxito. Los líderes del movimiento independentista, Simón Bolívar y el propio Sucre, se pusieron alertar frente a la amenaza de un posible resurgimiento de la contrarrevolución desde Brasil, llegando a creer que sería un puente para la intervención de la Santa Alianza Europea. Se creía que los brasileños querían imponer sus ambiciones territoriales y en el proceso restaurar la hegemonía monárquica en América del Sur.
Todo empezaría porque, en marzo de 1825 (luego de la derrota realista de Santa Cruz de la Sierra por las armas de una fuerza expedicionaria argentina al mando de José Manuel Mercado) el gobernador realista, el Coronel Sebastián Ramos, se había declarado aparentemente a favor de la revolución a través de mandarle felicitaciones a Antonio José de Sucre, pero poco después mandó a Mato Grosso al sacerdote y Teniente Coronel, José María Velasco, pidiendo apoyo brasileño para reconquistar los Reinos del Perú y sugiriendo la anexión de Chiquitos y Moxos al Imperio del Brasil para asegurar la empresa (en caso de derrota, serviría como compensación económica a Brasil, y a los chiquitanos y mojeños les sería un seguro para mantener viva la monarquía). Fue así que el brasileño Manuel Alves da Cunha percibió una oportunidad que no solo iba a traer un incremento del poder y presencia brasileña, sino que también debía servir como demostración de fuerza brasileña para intimidar las fuerzas de la Gran Colombia e impedir que hicieran una alianza con los argentinos. Finalmente, una capitulación sería firmada el 28 de marzo de 1825 en Vila Bela, y el 13 de abril recibiría aceptación de la Junta Gubernativa del Mato Grosso, por el que se declaraba a Sebastián Ramos gobernador brasileño en Chiquitos y se le hizo jurar fidelidad al emperador de Brasil, Dom Pedro I, el 24 de abril.

1° La provincia de Chiquitos se entregara bajo la protección de S. M. I. hasta que evaquada la América Española, ô reino del Perú del poder revolucionario comandado por los sediciosos Simón Bolívar y Antonio José de Sucre sea reconquistada por las armas de S. M. C., y reclamada por dito Soberano, ó por algún general a su real nombre. 

2° Serán conservados sus estatutos políticos, y eclesiásticos, y leijes fundamentales de ella como las exenciones que gozan por privilegios los empleados y naturales.

Posteriormente, Ramos se esforzó en legitimar la capitulación al convocar al mes siguiente una asamblea en el pueblo de Santa Ana con todas las corporaciones coloniales, en las que se encontraban vecinos notables y funcionarios indígenas, cuyo fin era ratificar el documento que aceptaba la soberanía de Pedro I en la provincia de Chiquitos. El 15 de abril mandaría mensajes al emperador para notificarle de la anexión. Para el 25 de abril de 1825, 400 soldados brasileños ingresarían a Santa Ana al mando del comandante mayor Manuel José de Araujo e Silva, quien al día siguiente mandaría cartas a Sucre para avisarle la anexión (recibiendo el mensaje el 11 de mayo). Sucre entonces mandó un ultimátum ese día, con la amenaza de enviar un ejército nacional para sacarles e incluso la posterior invasión grancolombiana de la provincia de Mato Grosso. Además, los dirigentes argentinos aprovecharon en hacer una misión diplomática en la República de Bolívar con el fin de atraerlos en la Guerra del Brasil, arguyendo que se había vuelto un problema para las 2 naciones. Los argentinos entonces propusieron que colombianos, peruanos y argentinos hicieran una coalición contra Brasil para después dividir la nación en múltiples repúblicas, con el que la consecuencia final era transformar a la Gran Colombia en la potencia dominante en Sudamérica, mientras que las Provincias Unidas del Río de la Plata anexarían parte del Mato Grosso y el sur de Brasil (buscándose facilitar otra proyectada expedición argentino-colombiana contra Paraguay para darle fin al gobierno del caudillo José Gaspar Rodríguez de Francia, además de finalmente anexar Paraguay a la unión del Río de la Plata). Este plan también concebía darle fin al sistema monárquico constitucional en América del Sur, logrando que se fortaleciera el modelo republicano en la región, lo cual volvió muy interesante la propuesta para Bolívar. Sin embargo, este se negó y decidió mantener prudencia, deseando resolver la cuestión a través de la diplomacia, puesto que sospechaba que el emperador brasileño no debía saber de está acción que consideraba poco inteligente.
Y efectivamente, el 13 de agosto de 1825, el emperador Pedro I de Brasil repudió la anexión, por lo que ordenaría la retirada de las fuerzas brasileñas e hizo nula la capitulación de Ramos, mientras destituyó a Araujo de Silva de su puesto y colocó a un nuevo gobernador para el Mato Grosso, José Saturnino da Costa Pereira, a quien le ordenaría no intervenir en la guerra del Alto Perú. Esto se consideró una victoria política brasileña, que aseguro que el conflicto argentino-brasileño por la Banda Oriental no se volviera una guerra continental, evitando la intervención de las tropas de Bolívar del lado argentino. Sin embargo, todavía para 1826 se seguían revelando presuntos informes sobre una complicidad brasileña con conspiraciones reaccionarias europeas contra la Independencia Hispanoamericana, aunque esto en realidad fuera poco probable.

#### Proyectos de la resistencia guerrillera Realista
Durante las Guerras de independencia hispanoamericanas, se desarrollarían entre ciertos sectores populares de Hispanoamérica una serie de movimientos Reaccionarios a los Ejércitos patriotas y al movimiento revolucionario liberal, inspirados en las Partidas realistas y las doctrinas políticas defendidas por los Ultras en España, dentro del contexto mas amplio de las Revoluciones atlánticas y la resistencia de los Contrarrevolucionarios leales al Antiguo Régimen. El Perú no sería una excepción al fenómeno y se organizarían a lo largo y ancho de su territorio una serie de distintos movimientos realistas que se caracterizaban por ser leales al status quo del Virreinato del Perú (cuya forma de gobierno estaba inspirado en la Escolástica y la doctrina Tomista de Monarquía de poder temperado) y que se aglutinaron en el Ejército Real del Perú contra lo que percibían eran herejías republicanas que perturbaban el buen gobierno del Trono y el Altar, además de la estabilidad de los Cuerpos intermedios y otras Corporaciones coloniales, y sobre todo los derechos de la Iglesia católica en la sociedad.

El proceso de separación ocasionó un desequilibrio que se haría casi endémico. A los contrapesos que en la sociedad virreinal representaban tanto la Corte limeña, la Corona y los diversos órganos jurisdiccionales y tribunicios de las «cabezas del Reyno», como las órdenes religiosas, las comunidades indígenas y sus nobles, las ciudades y sus patriciados y las muchas otras corporaciones, se sucedió un caos institucional y un vacío de poder que haría incluso más daño que la larga guerra sostenida y soportada por todo el país.
César Félix Sánchez Martínez

##### Proyecto de los iquichanos de Antonio Huachaca
La República de Iquicha, también denominada Republiqueta de Iquicha, sería la organización política instaurada por los guerrilleros iquichanos de la comunidad campesina de Huanta en oposición a la Independencia del Perú (dicha comunidad tenía una larga tradición fidelista, habiéndose opuesto a la Rebelión de Túpac Amaru II y la Rebelión del Cuzco). Duraría entre 1821 y 1839, siendo un territorio en el que el Gobierno de la República del Perú no pudo ejercer su autoridad. Fueron liderados por el caudillo indígena, Antonio Huachaca (un general del Ejército Real del Perú que estaba firmemente convencido de la causa realista), quien recibiría el honor de "Juez de Paz y Gobernador del distrito de Carhuaucran", luchando por asegurar la soberanía de la Monarquía Española, o al menos la práctica del Derecho indiano pre-constitucional en el Perú, mientras defendía a su comunidad de las peleas Caudillistas entre liberales y conservadores en las Guerras civiles del Perú.
Los iquichanos defendían un régimen monárquico, corporativo, pluri-étnico y poliárquico inspirado en la Monarquía tradicional y el Pluralismo jurídico de los Fueros del Imperio español (al que consideraban garante de su Derecho consuetudinario con el Pactismo de su vasallaje a la Corona), siendo una reacción al Constitucionalismo uniformizador y progresista, al Centralismo limeño y a la Democracia liberal (también inicialmente al Bolivarianismo) por el peligro a que sus instituciones tradicionales no sean respetadas por un estado dominado por criollos y la desconfianza a la incertidumbre de las elecciones democráticas. También sería una lucha religiosa en defensa del Catolicismo político contra las ideas nuevas heréticas de anticristos republicanos. Además de Antonio Huachaca, destacaron personajes monárquicos como Tadeo Choque, Pascal Arancibia, Esteban Meneses y otros mestizos huantinos, que estaban aliados con curas, hacendados mestizos, nobles criollos y españoles en una coalición llamada Ejercito Católico, que estaba opuesta a las alteraciones en la jerarquía de poderes en el ambiente rural, resaltando la iniciativa campesina (que no actuaría con pasividad).
Las causas de la contrarrevolución iquichana y su defensa del Antiguo Régimen (muy parecida la de los vandeanos y chuanes contra la Revolución francesa) podían deberse a que los pobladores de la intendencia de Huamanga (aproximadamente de unas 110000 personas) habían desarrollado en su Idiosincrasia una visión mistificada sobre la figura del rey o inca católico, por lo que tras múltiples siglos de monarquía (tanto inca y española), el monarca era percibido de modo que era un enviado de Dios con el objetivo de defender su cosmovisión del mundo (esto sería su religiosidad católica y su forma de vida tradicional andina). Frente a ello, la relación de vasallaje con su señor era comprendido como algo sagrado. «El problema era de principios: la república era considerada por los andinos como enemiga de su pueblo y de su fe», los iquichanos se abanderarían en la defensa de su identidad tradicional vulnerada por la Modernización política. También influyo bastante la propaganda de religiosos y militares realistas con doctrinas Tradicionalistas hermanadas a las Partidas realistas de España y el Manifiesto de los Persas, junto a la crisis económica que se produjo por la variación de los precios de la coca debido a los impuestos, además de la defensa por la propiedad de sus tierras en la comunidad iquichana, las cuales estaban siendo vulneradas por los terratenientes criollos luego de que el nuevo régimen republicano-liberal se pusiera a abolir las protecciones que garantizaba el derecho feudal español de las Leyes de Indias a las tierras comunitarias de los Siervos. Sin embargo, la gota que derramo el vaso sería la ordenanza del dictador del Perú, Simón Bolívar, para cobrar a los huantinos unos 50000 pesos como castigo por su decidida defensa del Virreinato. Contrariamente a lo que podría ser supuesto, de hecho ninguno de los líderes rebeldes eran caciques que proviniesen del estamento nobiliario indígena, puesto que no hubo ni un noble inca, sino que los organizadores fueron comerciantes o arrieros del común o pueblo llano.

La guerra de los iquichanos fue en sí una Vendée, que nos muestra las resistencias que hubo contra un sistema político que se consideraba impuesto. Antonio Huachaca, indio huantino y General del Ejército Real del Perú increpaba a los a los republicanos (21-XI-1827) diciendo: "Ustedes son más bien los usurpadores de la religión de la corona y del suelo patrio... ¿Qué se ha obtenido de vosotros durante estos tres años de vuestro poder? La tiranía, el desconsuelo y la ruina de un reino que fue tan generoso. ¿Qué habitante, sea rico o pobre, no se queja hoy? ¿En quién recae la responsabilidad de los crímenes? Nosotros no cargamos semejante tiranía".
Fernán Altuve, 1996, p. 214.

El proyecto intentaría realizarse cuando Antonio Huachaca capturó Huanta y proclamó allí la abolición de la República del Perú, recientemente conformada en 1822. Así, Huachaca desde su castillo, sus tribunales y sus cabildos se dispuso a ser administrador de los poderes regional, nombrando autónomamente delegados o alcaldes, mientras organizaba a los diezmeros encargados de recaudar fondos para defender los derechos de Su Majestad Católica. Sin embargo, los levantamientos iniciales de 1825 serían fácilmente derrotados por el Ejército del Perú y el Ejército de la Gran Colombia acantonado por la zona tras la Batalla de Ayacucho. Pese a ello, los monárquicos persistieron y volverían a salir en armas con vivas al rey español para el año 1827 con un intento fallido de tomar la capital de Ayacucho. La represión de la República Peruana no se hizo esperar con la proclamada Pacificación del territorio, que más sería una «campaña de exterminación» contra la indiada que sería dirigida por el general Otero, donde se presentaron múltiples Crímenes de guerra que incluyeron masacres y saqueos de propiedades (ni siquiera llegarían a respetar los bienes de la Iglesia católica). Finalmente serían derrotados en el combate de Ccano, ubicado en el moderno Distrito de Huanta, y posteriormente casi todos los líderes realistas (como Sorequi, Garay, Ramos, el padre Pacheco y el presbítero Meneses) serían capturados el 8 de junio de 1828 en una confrontación en medio de la selva.

## Proyectos monárquicos durante la era republicana

### Proyecto Floreano-Borbónico
En 1846, Juan José Flores, quien fue presidente de Ecuador y un antiguo monarquista bolivariano, tras ser derrocado, planificó un proyecto para realizar una expedición monárquica, al estar convencido de la ingobernabilidad del Ecuador bajo un sistema republicano, y que sólo una dictadura presidida por el, o una monarquía, podían rescatar al país de la guerra civil por la lucha de poderes en el que se hallaba sumergido. Es así que Flores reúne 6000 hombres en Europa para emprender una expedición monárquica, con el objetivo de conquistar Ecuador, e instaurar allí una monarquía presidida por un príncipe europeo, la cual tendría su trono en Quito; y posteriormente expandir el nuevo reino, absorbiendo las repúblicas del Perú y Bolivia para conformar el ''Reino Unido de Ecuador, Perú y Bolivia''.
Para organizar todo, contactaría con su amigo y viejo camarada de las guerras independentistas, el general irlandés Richard Wright, que estaba en Gran Bretaña como antiguo embajador ecuatoriano, en el que le encargaría la tarea de reclutar 1.200 hombres, conseguir armas y 3 buques de guerra, con el fin de tener las fuerzas suficientes para invadir Ecuador y conquistar el país. Para realizar su empresa, inicialmente contactaría con José Joaquín de Mora, agente del general Andrés de Santa Cruz (caudillo que previamente había establecido la Confederación Perú-Boliviana), para que ayude a comunicarle de la causa al ministro Palmerston, quien acababa de responsabilizarse por 2° vez de la Oficina británica de Asuntos Exteriores. También buscó obtener el apoyo del propio Santa Cruz para está causa, siendo que Santa Cruz, pese a estar también exiliado, soñaba con la reunificación de estos países andinos. Fue por estas ambiciones revanchistas a la Guerra contra la Confederación Perú-Boliviana, que su principal rival, el presidente chileno Manuel Bulnes, solía espiar a Santa Cruz para ser informado de sus proyectos, lo cual a su vez comunicaban los chilenos al gobierno argentino de Juan Manuel de Rosas.

Se recela también con bastante probabilidad que los Generales Flores y Santa Cruz estén unidos en la empresa, y que se trate de resucitar, bajo una forma u otra, tal vez la monárquica, la antigua Confederación Perú - Boliviana.
Carta de Manuel Bulnes (Presidente de Chile) a Juan Manuel de Rosas (Encargado de la Confederación Argentina).

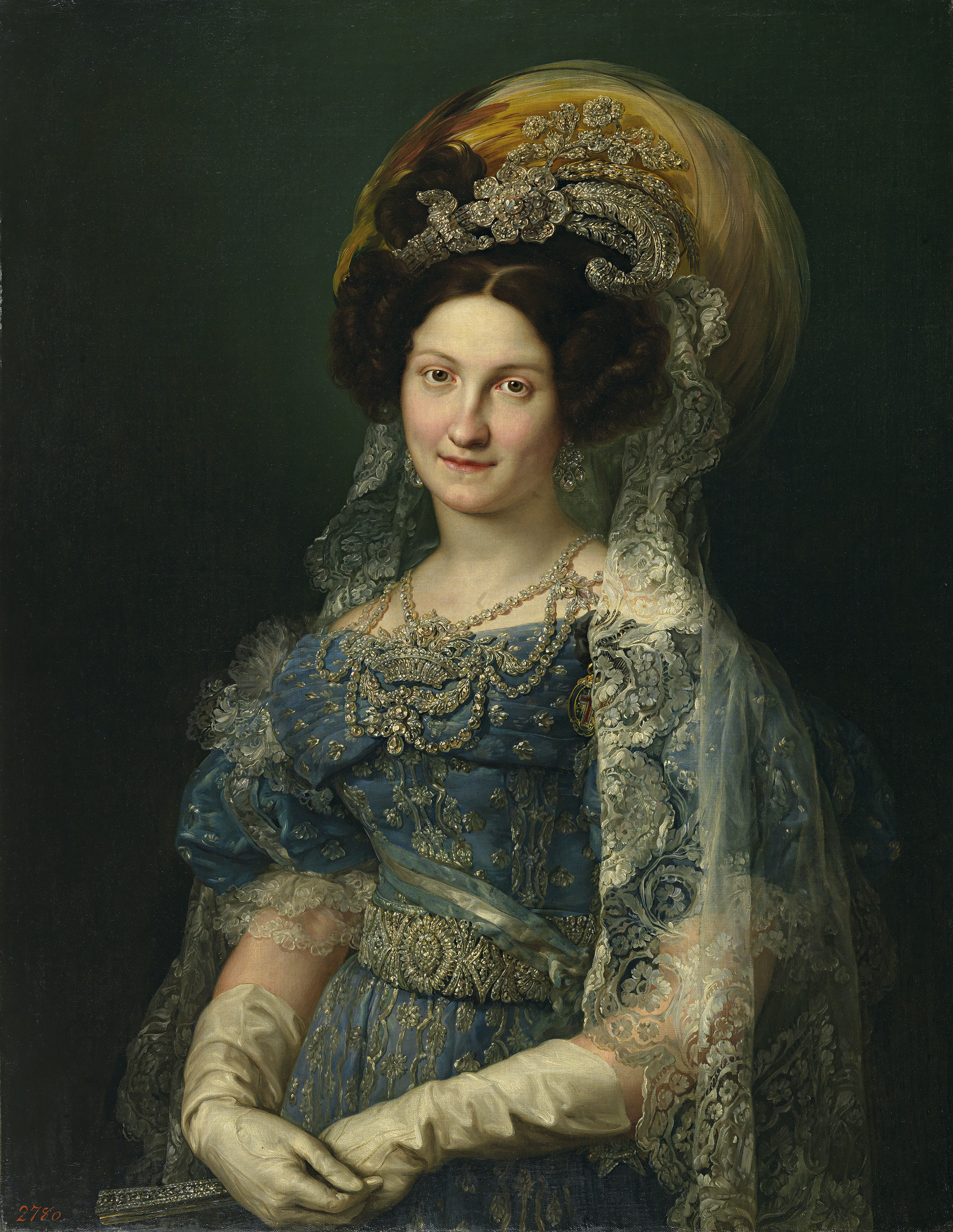
María Cristina de Borbón-Dos Sicilias, Regente del Reino de España, financió el proyecto de Flores.

El proyecto de Flores recibió el apoyo y financiamiento de la Regente del Reino de España, María Cristina de Borbón-Dos Sicilias, por lo que se estableció que el candidato a rey, de este nuevo reino sería Agustín Muñoz y Borbón, hijo de María Cristina, a quien ella, lo hacía llamar por sus títulos oficiales, como ''Príncipe de Ecuador'' y ''Restaurador de la monarquía en Perú y Bolivia''; asimismo existen otros documentos por los cuales se presume que el rey Luis Felipe I de Francia pudo también haber estado involucrado en este proyecto, financiando económicamente, al igual que había hecho María Cristina, para colocar en el trono sudamericano a sus hijos Antonio de Orleans y Luisa Fernanda de Borbón, quienes acababan de contraer matrimonio.

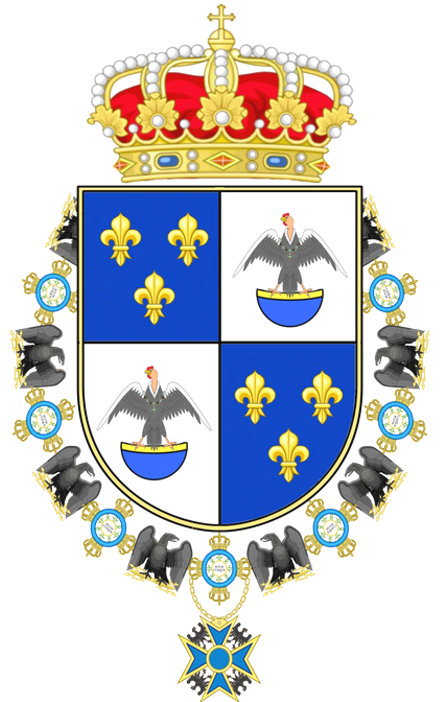
Escudo de los Borbones para el trono de Ecuador, Perú y Bolivia

Sin embargo, cuando ya todo estaba preparado, sucedió un acontecimiento que puso en crisis el proyecto, puesto que, el 7 de agosto de 1846, el diario madrileño ''El Clamor Público'' haría de conocimiento público la existencia de dicha expedición monarquista floreano-borbónica hacía el país soberano de Ecuador, por cuál estalló un gran escándalo mediático por Europa. Posteriormente, el 20 de octubre, se hizo notar la oposición presente en la opinión pública británica siendo expresada a través de un protesta formal de más de 30 casas comerciales lideradas por la Baring Brothers, que percibieron a las ambiciones del general Flores como una amenaza a sus intereses económicos, como ya lo había predicho el ministro peruano Iturregui. Aquel escándalo afectaría las gestiones hechas por las delegaciones latinoamericanas en el Reino Unido Frente a ello, Palmerston, obligado por la presión pública, tuvo que confiscar las naves del general Flores (las cuales se ubicaban en Londres, por el East India Dock) por medio de los funcionarios de aduanas a través de la Ley de Reclutamiento Extranjero. Posteriormente, se hizo una demanda en contra de los involucrados en la empresa monárquica, mientras que el alcalde de Limerick (Irlanda) se encargo de detener el reclutamiento de personas para el proyecto.
Toda esta controversia hizo que Flores (quien vivía en la corte de Madrid) pidiera el auxilio del gobierno de Gran Bretaña para defenderse y conseguir que sus barcos le sean regresados, pero al verse amenazado de ser envuelto en los juicios de sus allegados demandados, tuvo que volver a España vía París. Las malas noticias aún continuarían, puesto que en España, el peruano Joaquín José de Osma, publicaría en los periódicos de Madrid los hechos del embargo que (junto a otros problemas), hicieron que el gabinete de Francisco Javier de Istúriz (aliados de Flores) tuvieran que dimitir. El nuevo Gobierno, encabezado por el VIII duque consorte de Sotomayor, tuvo que despedir a los soldados reclutados por Flores que ya estaban listos en el puerto de Santander para partir. Mientras tanto, Flores permanecerían por varios meses en Europa, haciendo esfuerzos inútiles por recuperar sus naves con el auxilio de la reina María Cristina, quien también quería recuperar parte de su inversión.

### Proyecto de Gabriel García Moreno
El proyecto de protectorado francés en Ecuador fue un intento para instaurar un protectorado, y posible establecimiento monárquico francés en la República del Ecuador, lo cual pudo tener efectos para el Perú, pues el gobierno ecuatoriano empezó a ambicionar que el protectorado podría incluir a los países vecinos (con énfasis hacia el Perú, con el que tenía conflictos geopolíticos) y con ello transformarse en una monarquía andina que respondiese al interés de la nación gala.

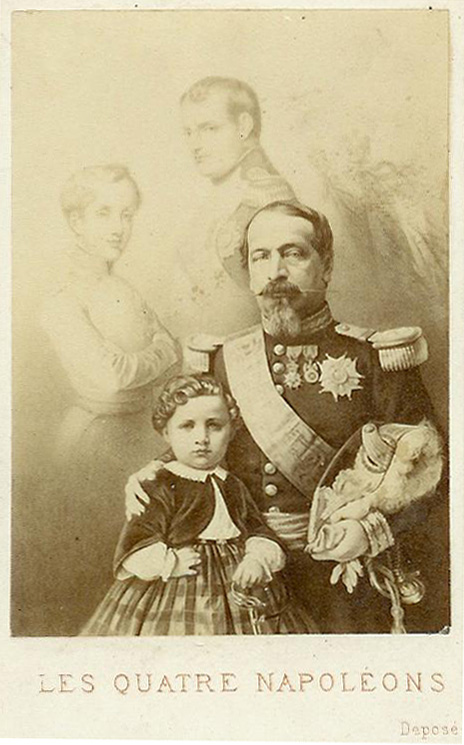
"Los 4 Napoleones". Dentro del bonapartismo, Napoleón III estuvo interesado en patrocinar el monarquismo americano; a su vez, Napoleón I fue considerado como candidato a emperador del Perú.

La propuesta tuvo sus orígenes en 1859 a través de comunicaciones de presidente ecuatoriano, Gabriel García Moreno, hacia el ministro en Quito del Segundo Imperio francés (gobernada por Napoléon III). Se dio en un contexto donde varios líderes latinoamericanos tenían intensa admiración hacia la cultura de Francia, expresado en lo muy común que era ver que las clases altas mandasen a sus hijos a educarse en París; dicho afrancesamiento en varios gobiernos de la época llegó a ser percibido por el ministro de los Estados Unidos, Friedrich Hassaurek, quien reportaba un aumento de la influencia francesa en Sudamérica. Gabriel García Moreno no era alguien ajeno al fenómeno, puesto que admiraba profundamente el nuevo orden político que se consolidó en Francia tras la revolución de 1848, en conjunto al apogeo económico y el gran prestigio del país gracias al gobierno de Napoleón III, quien logró transformar otra vez al país en el más poderoso de la época. Con esa admiración en mente, solicitó la ayuda de Francia para poner orden al Ecuador, que estaba en plena guerra con el Perú y en medio de una crisis económica, civil y política; donde estaba al borde de perder su soberanía, puesto que se presentó una tentativa de repartirse el territorio ecuatoriano entre Ramón Castilla (presidente del Perú) y Tomás Cipriano de Mosquera (presidente de Colombia). Fue así que, en tres cartas a Emilie Trinité (el encargado de negocios de Francia en Guayaquil), hizo un esbozo de como se ejecutaría el proyecto, que consistiría en lograr una asociación con el imperio francés que fuese análogo al que presentaba Canadá con el Reino Unido en los mismos años, todo con la finalidad de evitar que el estado perdiese su independencia política, por ello también se exigía la condición de que el pueblo tuviera que aceptar el protectorado francés mediante una consulta popular. No había sido la primera vez durante el siglo XIX en que los políticos latinoamericanos propusieron proyectos similares. Así, se presentaron los casos del colombiano Florentino González (quien propuso un protectorado en un congreso de Bogotá) o del peruano Gómez Sánchez (ministro que deseaba seguir el ejemplo de González y desarrollar el protectorado de uno o varios imperios europeos en el Perú, en medio del conflicto hispano-peruano de 1863). Pese a los entusiasmos iniciales, el representante de Gran Bretaña en Ecuador llegó a  comunicar al gobierno británico  que García Moreno en realidad propuso un protectorado francés condicionado (que solo se activaría en función de si se daba un ataque del Perú), mientras que Peter Henderson comunicó que el proyecto del protectorado solo estaba siendo un remedio provisional para proteger diplomáticamente a Ecuador.
Sin embargo, las cartas nunca arribaron a París, dado que Emilie Trinité falleció en Guayaquil antes de lograr transmitirlas a su Gobierno. Mientras tanto, los documentos serían extraídos de la legación francesa en Guayaquil a través del cónsul Lapierre, quien posteriormente se los daría a Guillermo Franco, que tiempo después se lo comunicaría al presidente peruano, Ramón Castilla. Fue así que las cartas serían publicadas por la prensa peruana durante abril de 1861, lo cual provocó un grave escándalo nacional, que empeoraría luego de que el diario El Comercio de Lima revelase posteriormente todo el contenido de la correspondencia de García Moreno.

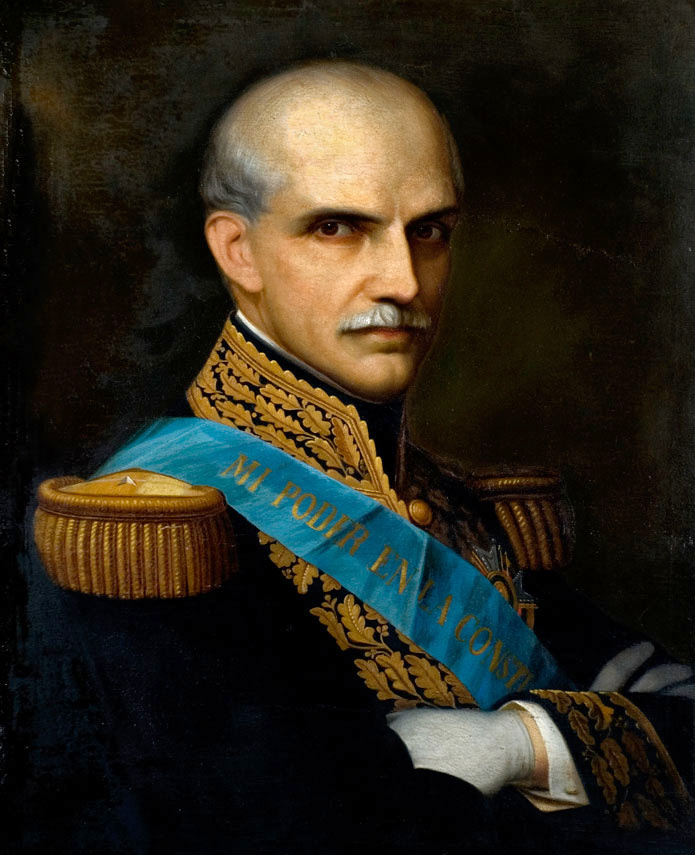
Gabriel García Moreno, quien con apoyo del II Imperio francés, consideró la creación de un protectorado monárquico en Ecuador que afectaba al Perú.

Por otro lado, García Moreno le comunicó a Fabre (nuevo encargado de Francia) su preocupación de que toda Latinoamérica, o incluso toda América (teniendo en cuenta la Guerra de Secesión estadounidense), se encontraba en un momento de crisis durante la década de 1860 (pues se estaban dando varios conflictos militares en el continente), y que únicamente una fuerte potencia europea tenía la capacidad de detener dicha crisis a través de imponer la estabilidad política, de ahí sugirió que Francia era el indicado para intervenir en la región, por medio de volver al Ecuador en su base para que desde ahí se encargará de aumentar su área de influencia. Aquello coincidía con los propios intereses de Napoleón III, quien estaba deseoso de intervenir en América, en vísperas de realizar su proyecto para la intervención francesa en México, por lo que Fabre comunicó la solicitud ecuatoriana a su canciller en París, Antoine Edouard Thouvenel, donde se buscó desarrollar el plan a seguir, sobre todo la necesidad de una consulta a los ecuatorianos y evitar alguna intervención peruana (considerando enviar 2000 soldados y cañones), junto a advertirse la posibilidad de que Gran Bretaña se volviese un serio obstáculo al proyecto debido a sus propios intereses comerciales en Sudamérica. Para septiembre de 1861, tras recibirse la inmensa cantidad de información proporcionada por Fabre, el canciller Thouvenel le traería a Napoleón III el "Informe al Emperador". En dicho documento se explicaba que el Gobierno ecuatoriano (tras aceptar el proyecto) debía realizar una Convención Nacional para votar a favor del proyecto de unión con Francia, mientras que se agregó otras advertencias de que el presidente peruano Ramón Castilla podría intervenir con apoyo de armas y dinero a todos los ecuatorianos que se opusieran al plan.

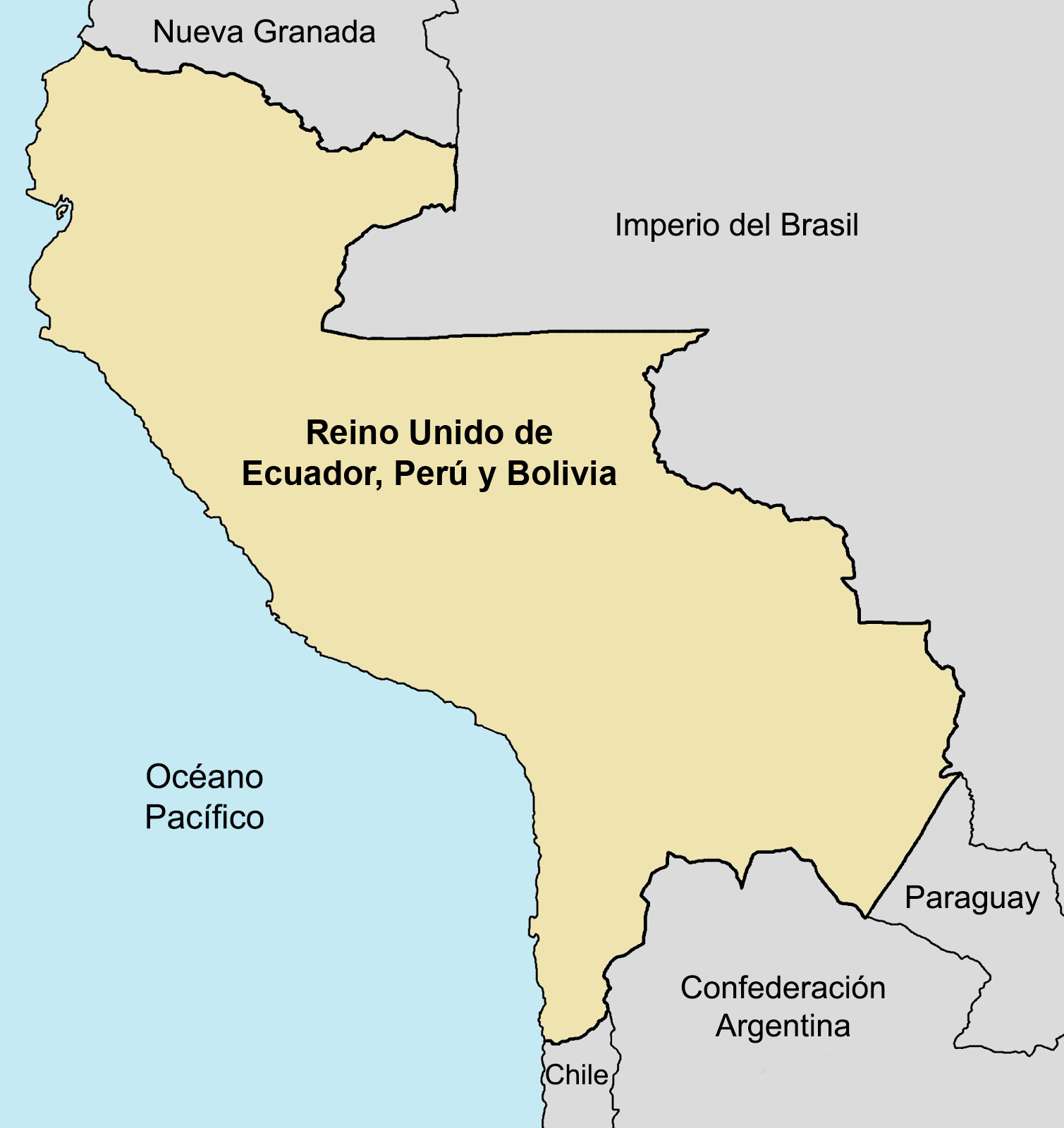
Mapa de lo que hubiera sido el Reino Unido de los Andes

Mientras tanto, García Moreno delegaría a Antonio Flores Jijón para ser ministro de negocios en Francia. Posteriormente, este formuló un plan en el que se consideró la cesión de las islas Galápagos al imperio francés, junto a tierras en el Amazonas que se disputaban con Perú. También confirmó el compromiso ecuatoriano para realizar todo lo que fuese necesario para establecer dicha monarquía. En dicha carta se exponía las siguientes características del proyecto:
- El protectorado francés tenía que garantizar la continuidad de las leyes, nacionalidad y soberanía de Ecuador.
- El imperio francés tenía que enviar buques de la armada francesa para proteger el puerto de Guayaquil, con el fin de evitar la interferencia peruana en una decisión soberana de Ecuador. Las Galápagos debían ser una base naval francesa en el Pacífico
- El estado ecuatoriano delegaría al juicio de Napoleón III la responsabilidad para resolver el conflicto limítrofe con el Perú.
- El gobierno ecuatoriano se comprometería a ejecutar todos los medios honorosos posibles para consolidar una monarquía que debía llegar hacia el Perú (e incluso Bolivia), invitando a más países de la región que quisiesen gozar de los beneficios ofrecidos por el vasallaje a Francia.
- La nueva nación política debía llamarse el "Reino Unido de los Andes", y estaba la condición de que fuese dirigida a través de un príncipe católico nombrado por Napoleón III.

Sin embargo, la persistente búsqueda ecuatoriana por un protectorado francés solo haría enojar a Ramón Castilla y a la República del Perú, lo cual impulso a que el Perú hiciera 2 declaraciones para el 24 de agosto de 1861. En la 1ra, del canciller peruano José Fabio Melgar Valdivieso al canciller ecuatoriano Rafael Carvajal, se mostro la inconformidad del estado peruano por el proyecto (pidiendo explicaciones inmediatas); mientras que la 2da, dirigida a la cancillería de todos los países latinoamericanos, se calificó el proyecto de ser una «traición a la América y un ataque directo al Perú», haciendo interpretaciones de que García Moreno buscaba restaurar el Colonialismo y que Francia estaba queriendo expandir su Imperio colonial, amenazando a todos los vecinos y que debían unirse para defender la independencia de Ecuador.
Mientras tanto, Napoleón III, pese a no ver mal el proyecto, se mostró escéptico en realizar el proyecto ofrecido por García Moreno, sobre todo porque la capacidad militar de la escuadra naval francesa en el Océano Pacífico no era lo suficientemente efectiva para asegurar el proyecto (sobre todo el peligro de la Marina Real británica muy superior, que se creía que estaba del lado del Perú). Para febrero de 1862, Francia había comenzado su intervención en México (una empresa que se llevó todo el interés de Napoleón II), el cual terminaría en la instauración del Segundo Imperio Mexicano, cuyos emperadores eran el archiduque Maximiliano de Habsburgo y su esposa Carlota de Bélgica (con patrocinio de la Casa de Bonaparte); todo ello se volvió razón suficiente para que Napoleón III evitara otra aventura americana. Por lo que, antes Fabre terminase de recopilar toda la información adicional solicitada por el canciller Thouvenel, se recibió la orden del emperador francés para evitar los ofrecimientos ecuatorianos a través evasiones diplomáticas. El fracaso del proyecto garciano, junto al régimen de Maximiliano I de México (al cual también Ramón Castilla se opuso y llegó a ofrecer una intervención peruano-colombiana al conflicto en apoyo del republicano Benito Juárez), terminaron por sepultar todo pensamiento serio de restauración monárquica entre las elites del continente americano, consolidándose la hegemonía republicana tras la caída del Imperio del Brasil.

### Proyecto pretendido a Cosme Damian Antil en Chilóe

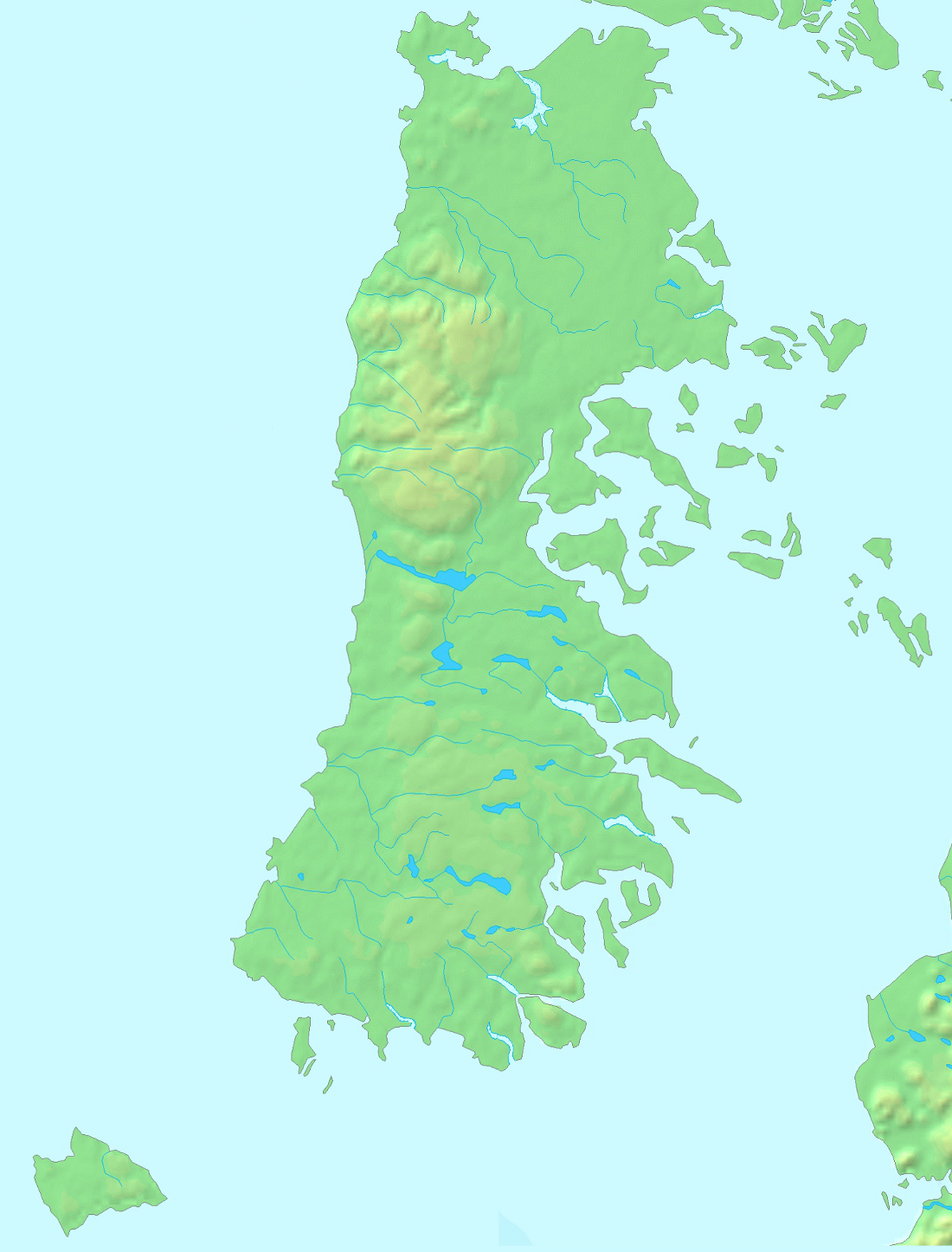
Mapa de Chiloé, desde donde se consideró la idea de una reconquista monárquica española de los países andinos en la Guerra hispano-sudamericana

Durante la década de 1860, se presentó una serie de eventos que deteriorarían las relaciones de España con los países americanos, como la Ocupación española de la República Dominicana, la participación española en la Segunda intervención francesa en México, y las sospechas sobre la verdadera finalidad en la Comisión científica del Pacífico (1862-1865). Ante dicho contexto de paranoia en la prensa, el 4 de agosto de 1863 se daría en el Perú el Incidente de Talambo (en el que un ciudadano español moriría por estar presente en un conflicto realizado en una hacienda peruana). Aquello provocaría una crisis diplomática que desembocó en la captura española de las Islas Chincha para el 14 de abril de 1864, lo cual tendría un impacto muy fuerte para la opinión pública americana del momento, lo que produciría una intensa corriente panamericanista en grupos liberales que propugnaban una oposición a la injerencia europea en los asuntos latinoamericanos que ya habían hecho el Reino de España y el Segundo Imperio francés. Para Chile, dicho fenómeno generó que se negará el suministrarle víveres a los buques españoles anclados en la costa chilena, mientras se prohibió reclutar voluntarios chilenos en la expedición española hacia el Perú, con el que ya se vislumbraba la declaración de guerra (que se daría finalmente con la Guerra hispano-sudamericana, en el que Chile y Perú fueron aliados). En simultáneo, durante 1864 se presentarían fuertes inquietudes en los medios de comunicación debido al abandono institucional en la que se encontraban las provincias sureñas de Valdivia y Chiloé, de los cuales aún se tenía memoria de sus simpatías realistas en las guerras de independencia, y se temía que por el Fidelismo en Chiloé se volvieran en peligrosos reductos militares en caso de que fuesen capturados por las fuerzas extranjeras, puesto que había un fuerte descontento en los indígenas de Chile contra la República de Chile.
Este descontento se debía a que, tras darse la Independencia de Chile, una de las primeras acciones decretadas fue la prohibición de toda mención formal de las múltiples razas reconocidas por la monarquía española (para consolidar la Igualdad ante la ley), y posteriormente se intentaría extinguir múltiples instituciones de la República de Indios (como los alcaldes de indios, procuradores de indios, etc) que hiciera mención a aquellas corporaciones monárquicas en las que solían ser agrupados las comunidades de indios entre las variadas unidades políticas presentes en Hispanoamérica. Todo ello tenía el fin de que el estado pudiera apoderarse de la tierras de indios al dejar desprotegido jurídicamente a los indios, puesto que al ser igualados con el resto de criollos como ciudadanos chilenos, solo podían corresponder a dichas instituciones y no a las que tenían como vasallos en las Leyes de Indias. Aquellas afrentas contra la nación india provocó la formación de una "organización de brujos de Chiloé", la cual sería una organización política propia entre los chilotes, y serviría como una reacción contra las alteraciones políticas sucedidas por el siglo xix. Esta se inspiraba en el orden político del Imperio español (sobre todo los derechos y saberes del Derecho indiano en la antigua república de indios) como también por los aprendizajes políticos de la experiencia de las comunidades indígenas durante las primeras décadas de la República de Chile, además de algunos principios mapuches. La situación deplorable de los indígenas de ese entonces en el Archipiélago de Chiloé generó una nostalgia monarquista que llegó a ser testimoniada por Charles Darwin.

"El distrito de Cucao es el único punto habitado de toda la costa occidental de Chiloé. Tiene treinta o cuarenta familias indias diseminadas en cuatro o cinco millas de costa. Estas familias están tan separadas del resto de la isla, que apenas tienen comercio; sólo venden un poco de aceite de foca. Los indios fabrican por sí mismos sus trajes y van bien vestidos; tienen alimentos en abundancia, y, sin embargo, no parece que están satisfechos. Son tan humildes como es posible' serlo, sentimiento que proviene, creo, en gran parte de la, dureza y aun brutalidad de las autoridades locales. Nuestros acompañantes, muy atentos con nosotros, trataban a los indios como esclavos, no como hombres. Les mandaban traer provisiones y entregarnos sus caballos sin dignarse a decirles lo que se les pagaría y ni siquiera si se les pagaría habiéndonos quedado solos una mañana con uno de estos pobres hombres, no tardamos en hacer amistad, dándoles cigarrillos y mate. Se repartieron con mucha igualdad un terrón de azúcar y lo saborearon con la mayor curiosidad. Después nos expusieron sus numerosos motivos de queja, acabando por decirnos: «Nos tratan así porque somos unos pobres indios ignorantes; no sucedía esto cuando teníamos un rey»."
Charles Darwin (1839), “Viaje de un naturalista  alrededor del mundo”, pag 212

Así, se presentó el Complot Antil en medio de la Guerra hispano-sudamericana. Este fue una pretendida conspiración indígena huilliche en Chiloé (Chile) de 1864, cuyo fin habría sido la cesión de dicha provincia a la Armada Española en 1864 y luego la instigación de una sublevación indígena en Chiloé, Valdivia y la Araucanía para derrocar la República de Chile. Se rumoreaba de que iba a ser la primera fase de una reconquista española de Chile y el Perú, para finalmente lograr el retorno de la monarquía en Sudamérica. Según el intendente de Chiloé, el cacique Cosme Damian Antil (machi, religioso católico, dirigente de la Recta Provincia, juez, elector y municipal chileno), el principal sospechoso de la conspiración monarquista, había sido una persona educada por el influyente cacique Bernardo Huenchur, quien le habría hecho heredero de su cacicazgo, pero que perdió dicha dignidad cuando se anuló la distinción jurídica entre indígenas y españoles, y desde entonces laboraba como sacristán dentro de una capilla de la provincia, de agricultor en propiedades que le entregó el Gobierno chileno, y ser un activista por la preservación de la autonomía de la ley indígena y así poder reinventar la República de Indios frente a la amenaza de las revoluciones liberales en Chile. Sin embargo Antill llegó a ser capturado y se le aplicó una sentencia que ordenaba ser recluido en la casa de orates por tiempo indefinido hasta recobrar su cordura. Cuando se apareció la armada chileno-peruana en las costas centrales de Chile, los intentos de un hipotético complot indígena favorable a los españoles se empezaría a diluir. Si bien dicha conspiración no presentó la magnitud con la que la denunciaban (y de hecho existían dudas de si Antill fuese el verdadero organizador del proyecto), de todos modos el fallo judicial sería un documento valioso sobre las motivaciones y el paisaje social existente. Así, se mencionaba que las acciones de Antil se basaban en la convicción de que el régimen republicano simbolizaba en la comunidad de indios un grave perjuicio, que solo podía remediarse con el retorno de la monarquía. 
Por otra parte, en España dichos hechos tuvieron una recepción mixta, puesto que, aunque en el ámbito institucional se percibiría como un episodio irrelevante políticamente (sin influir a las acciones navales hechas por la Armada española en las expediciones a Chiloé durante 1866), en la opinión pública se presentó opiniones mucho más apasionantes. Por ejemplo, los medios conservadores, como La Correspondencia de España, lo percibió como un ejemplo sobre el carácter opresivo presente en las elites republicanas americanas corruptas contra sus provincias, además de muestras sobre la existencia de anhelos locales reprimidos para restaurar el Imperio español. Mientras que en Chile, el juicio a Antil llegaría a tener analogías con el juicio que también sería llevado contra Orlie Antoine de Tounens y su proyecto de Reino de la Araucanía y la Patagonia, dado que se usó la misma estrategia de recurrir a la psiquiatría y el escarnio público para reprimir líderes que querían defender las causas indígenas.

### Proyecto indígena de coronar a Juan Bustamante Dueñas

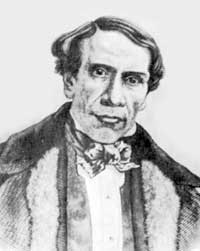
Juan Bustamante Dueñas, quien se autoproclamo Inca Rey Tupac Amarú III, correspondiendo sentimentalidades monárquicas en el campesinado andino para obtener apoyo indígena en su rebelión.

Juan Bustamante Dueñas, hijo de Don Mariano Bustamante y Jiménez (teniente del ejército realista) y de Doña María Agripina Dueñas Vera, viviría en el ambiente de una familia conservadora de clase media, entre Puno y Arequipa. Durante su juventud, Don Juan Bustamante se hizo famoso en el sur del Perú al volverse un rico comerciante textil y minero de Carabaya, lo que le permitió acumular capital para realizar viajes por Centroamérica, Norteamérica, Europa, África y Asia. Sería en Europa y Estados Unidos donde afirmaría valores republicanos y se influenciaría por el liberalismo decimonónico anglo-americano, una ideología política de la que sería partidario el resto de su vida. En su momento tuvo simpatía por Santa Cruz y la Confederación, clasificando que su ideario era el más conveniente para los indios. Posteriormente incursionó en la política nacional, actuando como Diputado por Lampa en múltiples ocasiones. Se destacó por sus políticas en favor de la educación, transporte y eficiencia administrativa, así como por su postura proteccionista con respecto al campesinado indígena, haciéndose un Indigenista liberal.
Con el tiempo, fue acusado de ser un instigador de varias rebeliones indígenas que surgieron por la sierra, resaltando la Rebelión de Huancané, en Puno. Se decía que el era la mente maestra de las sediciones desde Lima. Lo real fue que Bustamante si era partidario de la defensa de las comunidades de indios y había sido su vocero de estos en el Congreso Constituyente de 1867, haciendo promesas para conseguir leyes que protegiesen al indio de la explotación, como que también se les aplicara contribuciones o impuestos justos. Posteriormente, el gobierno respondió una solicitud de los hacendados de la sierra con mandar un ejército dirigido por el general Baltazar Caravedo, que tenía el objetivo de sofocar a los rebeldes indígenas. Sin embargo, Caravedo evitaría ejercer represión y optaría por el diálogo. Para el 20 de octubre de 1867, Bustamante lograría un acuerdo con Caravedo en Huancané, por lo que este se regreso a Lima junto a sus soldados. Frente a ello, los gamonales acusarían a Caravedo de ser cómplice de la indiada y entonces desarrollarían una rebelión contra el gobierno de Mariano Ignacio Prado (que se encontraba dentro de la revolución constitucional de 1867), en el que se aprovechó para demandar la abolición de la excesivamente liberal Constitución de 1867 y restaurar la moderada Constitución de 1860.Bustamante debido a ello se tuvo que aliar al bando de los defensores del gobierno, aunque no quiso conformarse con una lucha de banderías, así que empezó a desarrollar un movimiento de reivindicación social, en el que fue a liderar sus “ejércitos campesinos”.

“Una vergüenza para la República, la civilización y la cristiandad, los indios continúan sufriendo todos los tributos, todos los impuestos y cobros que recuerdan la más horrible época del feudalismo. El indio no tiene familia, ni propiedad, ni siquiera tiene el derecho a su propia persona. Está forzado a morir como una bestia en una corrida de toros; su mujer es violada, sus hijos vendidos, su tierra devastada, como si no tuviera dueño”
Bustamante Dueñas, 1867

Aunque él personalmente no era monárquico y no pretendió restaurar el Incanato (puesto que de hecho su proyecto político era de tendencia republicana, federalista y liberal, cuyo fin era realizar una reforma agraria a nivel nacional que diera fin al gamonalismo, además de educar a las masas indígenas según las ideas de la Modernidad), muchos campesinos indios, ajenos e indiferentes a sus ideologías liberales, le dieron un aura incásico a la rebelión (no siendo la primera vez que se expresaban conductas monárquicas en las zonas rurales, nostálgicas al señorío de sus caciques y la protección que recibían en la Monarquía Española o el Imperio incaico), y por ello Bustamente debió hacer caso a las proclamas monárquicas que lo consideraban heredero de los reyes incas con la misión de restaurar el imperio incaico, pues varios decían que en su persona el "Tayta Inca habia regresado". Se dice que adoptó el nombre de Túpac Amaru III. La insurrección se exportaría a Chupa, Putina, Samán, Azángaro y Lampa. Para el 30 de diciembre de 1867, Bustamante logró conquistar militarmente la ciudad de Puno. Pero, debido a diferencias con sus partidarios con muchas posturas irreconciliables, no llegaría sacar provecho de estas ventajas, puesto que con el tiempo se percató que no había una verdadera cohesión en el mundo indígena (ya que, mientras unos pocos luchaban, la gran mayoría se mostraba totalmente indiferente o hasta sumisa). Con está experiencia amarga, abandonaría su postura romántica que soñaba con que criollos, mestizos e indios lograsen unirse y efectuasen la ansiada revolución liberal-burguesa (que implicaba que los beneficios de la ciudadanía de la república peruana sean gozadas también por los indios y no solo por criollos), por lo que empezó a radicalizarse y empezaría a creer que no había otro camino que expulsar o exterminar a los blancos para poder unificar a los indios contra un enemigo común en el estado peruano (ya que descubrió que cada uno tradicionalmente actuaba por su lado y según sus intereses particulares de cada comunidad existente), tornándose todo en una guerra de castas. Sin embargo, el 2 de enero de 1868, 71 de sus partidarios terminarían encarcelados en chozas de paja, las cuales serían incendiadas al día siguiente al amanecer. Bustamante se vería obligado a trasladar los cuerpos a una fosa común, donde posteriormente sería llevada a la plaza principal para ser colgado de los pies y apaleado, para finalmente ser decapitado.

### Proyecto de Karl Lamp
En 1867, Karl Lamp un inmigrante prusiano y aventurero alemán, llegó al Perú, y se avecindo en el distrito de Paucartambo ubicado en Cusco, a su llegada los indígenas de la comunidad lo trataron como una divinidad y lo proclamaron como Viracocha. Convivió con los indígenas del lugar, quienes, vieron en Lamp al nuevo Viracocha y la posibilidad de resucitar el Incanato.

"Karl Lamp extendió sus reales dominios a los pueblos del contorno, y los ayllus numerosos de Kispikanchi y Kallka; veinte mil indios obedecían a sus órdenes; con sus legiones serranas podía él conflagrar todo el Perú y Bolivia."
Luis E. Valcárcel, 1927

Contrajo nupcias con una de las descendientes de las Panacas Incaicas. Fue proclamado y coronado como Inca en Paucartambo, llegaría reunir a unas 20.000 personas, e incluso llegó a iniciar una rebelión en 1883 contra la República del Perú (en medio de la Guerra del Pacífico) con el fin de establecer un nuevo Tahuantinsuyo, ocupando Quispicanchi y Calca, con dirección al Cusco. Sin embargo, fue juzgado, declarado loco y desterrado del Perú en 1883.

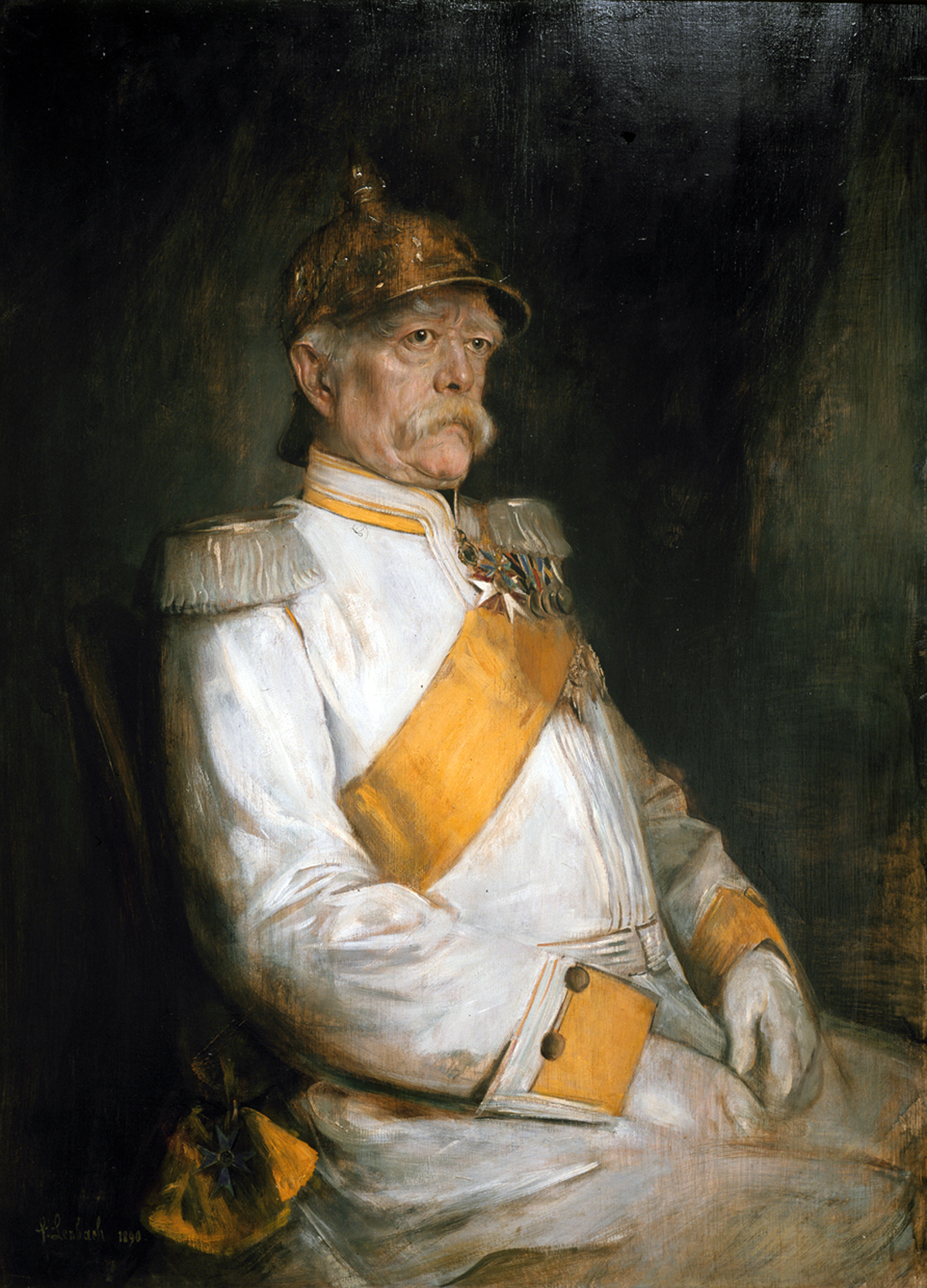
El canciller alemán, Otto von Bismarck, quien habría sido invitado a patrocinar el proyecto incaico de Karl Lamp, el Inca rubio.

Sin embargo, regresaría al territorio peruano para continuar con su campaña política. Planeaba buscar un pacto y protección de Prusia, para lo cual decidió a trasladarse a Europa en el más breve tiempo, con el expreso designio de negociar con Otto Von Bismarck y obtener el apoyo alemán para poder gobernar el Perú, pues ya tenía adeptos en toda la sierra, solo le faltaba la logística necesaria.

Y soñó un pacto grandioso con su patria, la Prusia; aliado de su rey, dueño y señor del Perú, muchos años antes de la Guerra Grande, podía proclamar el Deutschland liber alles. La supremacía germana en el Pacífico, quien sabe sería el prodromo de la supremacía mundial del Reich. Karl Lamp miraba lejos, y se decidió a trasladarse a Europa en el más breve tiempo, con el expreso designio de negociar con Bismarck.
Luis E. Valcárcel, 1927

Los ancianos le rogaron que no lo hiciera, que desistiese de un viaje largo, pues auguraban que algo fatal le iba a pasar. Karl Lamp no escuchó razones y viajó.
Pasaron los meses y los años, y nada se supo de Karl Lamp. Según algunas teorías, se dice que estando en viaje de vuelta a América, pereció a bordo, otros que al desembarcar en Perú, fue asesinado por los espías del estado. En las serranías de Paucartambo, la historia de Lamp se ha convertido en la mística leyenda del Inca rubio.

“Mi vecino, el joven alegre, me lo presentó, dándome la siguiente explicación, sobre el título de ministro que le había dado. -“El señor Patberg”. Principió mi amigo con su tono y gesto humorístico habituales, “es el gran jefe de la cancillería del gran imperio incaico que gobierna el inca Carlos Lamp, y como usted, señor von Hassel, ignorará la existencia de este poderoso imperio, así como del inca que la preside, voy a ponerlo a usted al tanto”.
Von Hassel, 1905

### Proyecto indígena de coronar a Teodomiro Gutiérrez Cuevas
En diciembre de 1915, el caudillo Teodomiro Gutiérrez Cuevas (apodado Rumi Maqui) empezó una insurrección en Puno, por el que llegaría a convocar a indios de Cuzco, Abancay, Ayacucho e incluso Bolivia (aunque al final dirigió mayormente a los de Huancané y Azángaro) con el fin de hacer una Reforma agraria que restituya la tierra arrebatada a los campesinos. En esa insurrección se presentó un mesianismo incásico de parte de los indios que participaron en la revuelta. Aunque Rumi Maqui era un Anarquista que consideraba fundar un Estado Federal del Tahuantinsuyo (una fase temporal de independizar el sur peruano de la República del Perú con reconocimiento internacional, para pasar gradualmente a una sociedad sin estado y en Comunalismo), para los indios “aparece como un ser mítico, enviado por dioses para redimirlos y restaurar el imperio del Tahuantinsuyo” y se lo percibió como el Inkarri que iba a restaurar el Imperio Indígena de los Cuatro Puntos Cardinales e iniciar un Pachakuti que inauguraría una era de paz y prosperidad tras la reorganización de la tierra.

## Monarquismo en la actualidad

### Monarquismo indígena
Entre los ambientes Indianistas e Indigenistas conservadores aparecieron grupos reivindicacionistas a las formas de gobierno monárquicas de los Cacicazgos y las Monarquías indígenas, tomando como máximo ideal de inspiración al modelo político del Imperio incaico, aunque también a los Señoríos indígenas como el Reino chimú, Reino Chanca, Reinos aimaras, Reino colla, etc según las tradiciones orales, como también las propuestas de algunos rebeldes monárquicos indígenas anticoloniales, como Túpac Katari o Túpac Amaru II. Buscarían la reinstauración de formas de gobierno que tengan de cabeza a Aillus reales que practiquen la reciprocidad andina con los Aillus ordinarios. Aunque no son uniformes en la cuestión de que tan necesaria sería la renovación de las instituciones indígenas acorde al avance de los tiempos, así como la cuestión de que tanto valor podrían tener los intercambios culturales con Europa, habiendo grupos conciliadores con las costumbres hispanas o las filosofías cristianas, mientras otros buscan una descolonización total (incluida la restauración del paganismo, de un feudalismo andino e incluso la expulsión de los criollos y mestizos hispanizados). Todos coinciden en tener un escepticismo a los modelos ideológicos de la Modernidad Occidental, considerando que el sistema liberal practicado por las repúblicas criollas han demostrado ser un fracaso para el espíritu del pueblo indígena, el cual no comprenden por su deseo de imitar a los europeos y estadounidense (y también buscan distanciación de los movimientos Socialistas y Nacionalistas de izquierda, que también consideran enajenados de la verdadera tradición indígena, además de usurpadores de su causa del indio con discursos Igualitaristas y Agraristas). Ante ello, muestran fuerte criticismo a las Guerras de independencia hispanoamericanas por no haber contemplado la inclusión del indio ni respetar sus tradiciones políticas, lamentando el decreto de Simón Bolívar de 1825 donde se abolían los Kurakas, Mallkus e Inkas, lo que provocó desde entonces que el gobierno Inka se mantenga en la clandestinidad y no se haya conquistado la auténtica independencia.

“Velasco Alvarado le da importancia, pero no como indio sino como campesino, no como nación del Tahuantinsuyo, sino como peruanos, Juan Velasco Alvarado es el que ha desarticulado el ayllu, la marca y los ha cambiado por la comunidad agraria, lo agrario es muy usado por los comunistas, socialistas y nacionalistas de ese tiempo. […] El concepto indio les había molestado, a la casta oligárquica criolla, tanto de Lima y de La Paz, porque es un concepto histórico jurídico, porque la bula papal del 7 de junio de 1494 ha determinado de que este continente se llame Las Indias, dándole un gentilicio de indio para el habitante natural e indiano para el criollo o el español que ha nacido en estas tierras, y estos 2 conceptos se han usado […] es muy importante el termino indio para combatir por la restauración del Tahuantinsuyo. Porque por detrás del campesino no, cualquiera puede ser campesino, un gringo, y otra persona, o extranjero, en cambio el indio es el habitante y dueño (legitimo) de nuestro continente…”.
Germán Choquehuanca, 2018

Wiphala, bandera representativa del Collasuyo y emblema de los indianistas restauracionistas de la Monarquía del Tahuantinsuyo

Algunos referentes han sido Don Germán Choquehuanca y Don Jaime Apaza, quienes el 12 de octubre de 1992 serían proclamados, en la Plaza San Francisco de La Paz, como “Incas del Collasuyo”. Todá esta ceremonia se daría tras haber sido electos por la hoja de coca a través de una ceremonia llevada a cabo en Laycacota. Así, Don Germán sería rebautizado con el título de Inka Waskar y Don Jaime como Inka Atahuallpa con el apoyo de organizaciones como el Grupo Universitario Indio, Movimiento Universitario Julián Apaza, Movimiento Indio Tupak Katari, Partido Indio, etc de grupos indianistas y kataristas. Ambos eran referentes indianistas en el campo académico, luchando por el retorno del Estado Real del Collasuyo (el cual debía abarcar los territorios del Perú, Bolivia y Chile moderno) y también del Tahuantinsuyo (que además tendría que abarcar territorios del Ecuador, Argentina y Colombia), mientras que también anhelaban la abolición de la República de Bolivia, cuya existencia soberana consideraban como la de un “Estado usurpador y continuador del colonialismo”. Previamente, Germán Choquehuanca había sido el autor de los libros “Origen y Constitución de la Wiphala” y “Bolívar enemigo del indio” (2002), además de haber sido la persona que logró rescatar de manera publica el uso de la Wiphala como un estandarte para los pueblos del Collasuyo en 1979, cuya bandera decía estar inspirada en la usada por el monárquico Túpac Katari en el siglo xviii. Posteriormente el 6 de marzo de 1999 fundaría un Estado de Tawantinsuyu clandestino con sede en Laja (específicamente en la Universidad Indígena Tawantinsuyu), y más adelante, en el año 2012, declararía que la capital de su monarquía clandestina se encontraba en Tiyawanaku, con apoyo de la Escuela de Pensamiento Pacha. Su propuesta política evidenciaba algunas tendencias Neopaganistas andinas con su reivindicación del Pachamamismo, junto a un potencial anticatolicismo.

“Al estar en 1980 en Cuzco pasé por el Museo Abad, donde había una vasija de madera donde estaba la imagen de una Wiphalas sostenida por un guerrero de la selva del Antisuyu que coincidía en algo  con la Wiphalas que había diseñado en 1977 que tenía en mano, esa es la Wiphala que se internacionalizó y mundializó  para que algún día flamee como un símbolo soberano del Qollasuyu y del Tawantinsuyu ante las banderas de las Naciones Unidas, pero nos arrebataron y no era para consolidar el Estado de Bolivia, que pretende apagar el grito de independencia y soberanía del Tawantinsuyu y Qollasuyu”
German Choque Condori, alias "Inka Waskar"

### Monarquismo hispánico
En ambientes académicos hispanistas o peruanistas, surgirían investigadores sociales que empezarían a tener conclusiones monarquistas tras practicar el revisionismo histórico y "redescubrir" lo que han considerado la predisposición de los peruanos a tener un carácter monárquico que se ha expresado durante la Historia del Perú. La tesis central es que el monarquismo peruano constantemente encontrará vías ilegítimas para manifestarse.

"Este país, más que una monarquía sin corona es una república inconclusa sin líderes y autoridad. Por eso nos crecen los enanos, los Guzmanes y los Acuñas, esos peligrosos improvisados que juegan a ser reyes sin saber gobernar."
Martín Santivañéz

Referentes de estos ideales monárquicos son Fernán Altuve (historiador y filósofo del derecho),, José Antonio Pancorvo Beingolea, Rafael Aita (historiador), Gustavo Mirano (investigador y analista), etc. Además de tener simpatías por aportes de pensadores como Heraclio Bonilla, Ramón Mujica Pinilla y otras personalidades hispanistas no necesariamente monárquicas, partidarias de la tesis de que la independencia del Perú fue impuesta por la élite colonial y no querida por la población en general. Estos monárquicos cuestionan la historiografía oficial, el cual solo habría perpetuado en la cultura popular y la idiosincrasia (mayormente la urbana).

“El Perú nace con la riqueza cultural y política del imperio Romano, el Imperio Carolingio, el Imperio Bizantino, el Sacro Imperio Romano Germánico, el Imperio Español y el Imperio del Tawantinsuyo el 20 de noviembre de 1542”
Gustavo Mirano

Este movimiento mantiene que, de restaurarse la monarquía, el Rey de España sería el legítimo monarca del Reino del Perú, por ser Rey de las Indias Occidentales y anhelan lograr una sociedad de naciones hispánicas con el resto de países vecinos. Existen diferentes facciones que difieren en quién sería el monarca a gobernar el país.
Algunos grupos monárquicos de está corriente son la Asociación Cultural Dionisio Inca Yupanqui (que colabora con organizaciones no peruanas como la Asociación Cultural Héroes de Cavite o la Unión Monárquica de España) o el Círculo Carlista Blas de Ostolaza (que colabora con la Secretaría Política de la Comunión Tradicionalista y el Consejo de Estudios Hispánicos Felipe II), etc. Estas asociaciones harían política únicamente por medio del activismo cultural y se mantienen aislados del sistema político peruano a través de los partidos políticos.
Otros grupos peruanistas no consideran necesario continuar con el derecho nobiliario ni identificarse con el Hispanismo a nivel político pero sí a nivel cultural. Entre estos grupos están la Sociedad de Patriotas del Perú. En el pasado también existieron círculos como el "Monarquista de sanmartiniano" durante 2014-2016, quienes promovían esta idea xomo solución a los Golpes de Estado, las dictaduras como respuesta a las crisis políticas, y las rebeliones como la de Sendero Luminoso). En redes sociales como Facebook existen páginas como el "Partido Monárquico Peruano" o el "Movimiento Imperial" (anteriormente llamado Monarquía Peruana o Monarquía Imperial Peruana). Todos estos grupos poseen influencia marginal en la política local.
Es usual que los distintos grupos monárquicos de este estilo participen en celebraciones por el Día de la Hispanidad cada 12 de octubre de cada año, llevando banderas como la Cruz de Borgoña o creaciones propias (usualmente en grupos peruanistas).

#### Proyecto carlista en el Perú

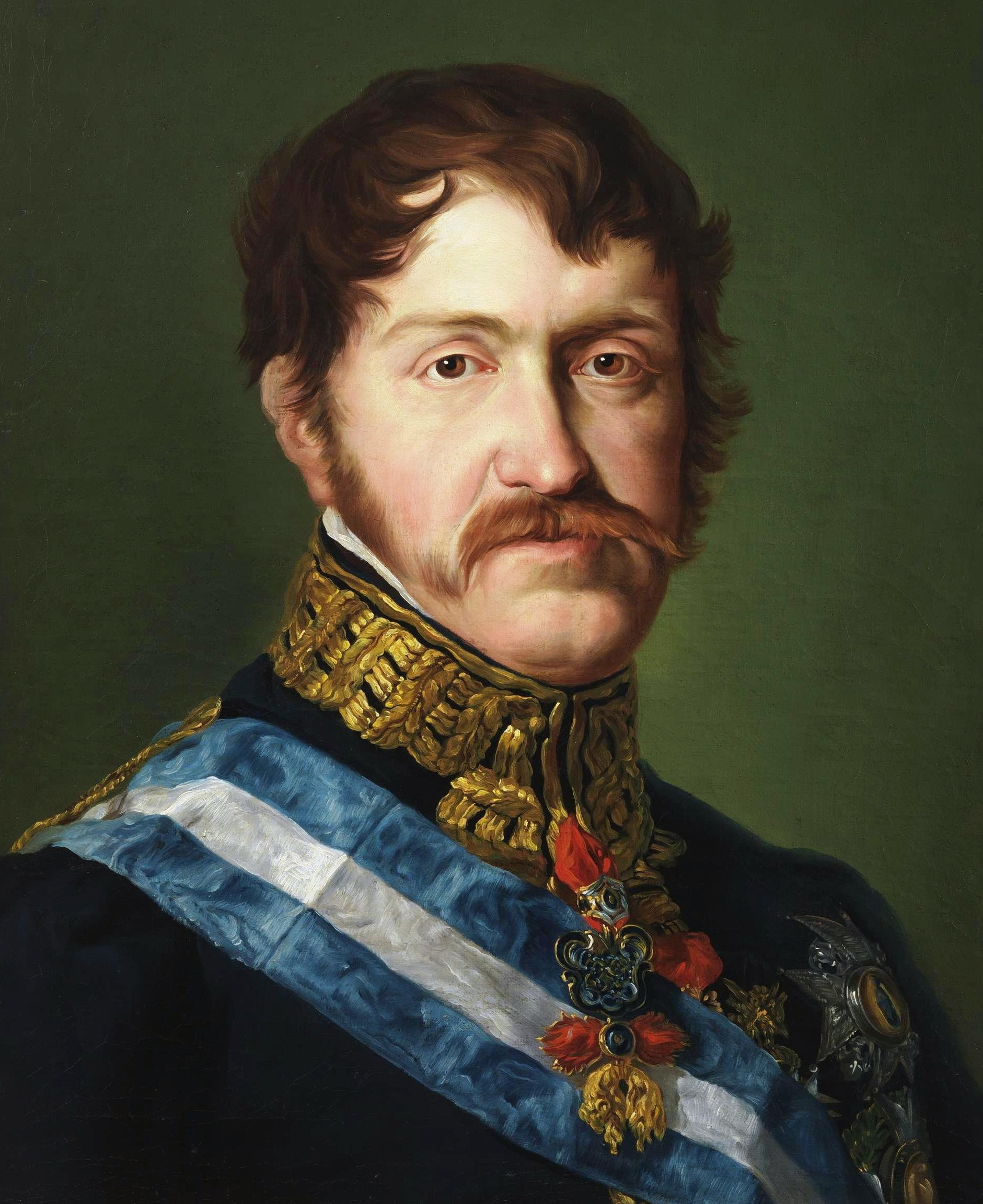
Pretendiente Carlos María Isidoro (hermano de Fernando VII), el cual los carlistas peruanos consideran Carlos V de España, y su descendencia como legítima para asumir la Corona del Perú.

El carlismo es un movimiento monárquico español de corte Legitimista, Tradicionalista y defensor del Catolicismo político por toda la Hispanidad. Sus bases son la creencia firme de que los verdaderos Reyes de España no son los sucesores de Isabel II a favor de los sucesores de Carlos María Isidro. Marcarían un período histórico muy importante en la historia de España durante las Guerras carlistas y buscarían tener influencia en el Perú y el resto de la América Española.

Escudo del Movimiento Carlista

Su lema es el de "Dios, Patria, Fueros y Rey", consigna que sintetiza su defensa de la doctrina católico-monárquica teocéntrica propuesta por Santo Tomas de Aquino, su deseo de preservar la Unidad católica de España y la tradición política hispana corporativa con los cuerpos intermedios (Gremio, Municipio, Cortes, etc) contra la modernización política, su defensa del Foralismo por ser los fueros los garantes de las libertades de pueblos e individuos. Algunos carlistas en el ámbito económico presentan simpatías al Distributismo económico propuesto por economistas católicos ante las críticas hacia el Feudalismo, mientras que algunos prefieren denominarse defensores del "sociedalismo" propuesto por Juan Vázquez de Mella para luchar contra la apropiación marxista del término socialista y su defensa de una Revolución comunista indeseable.

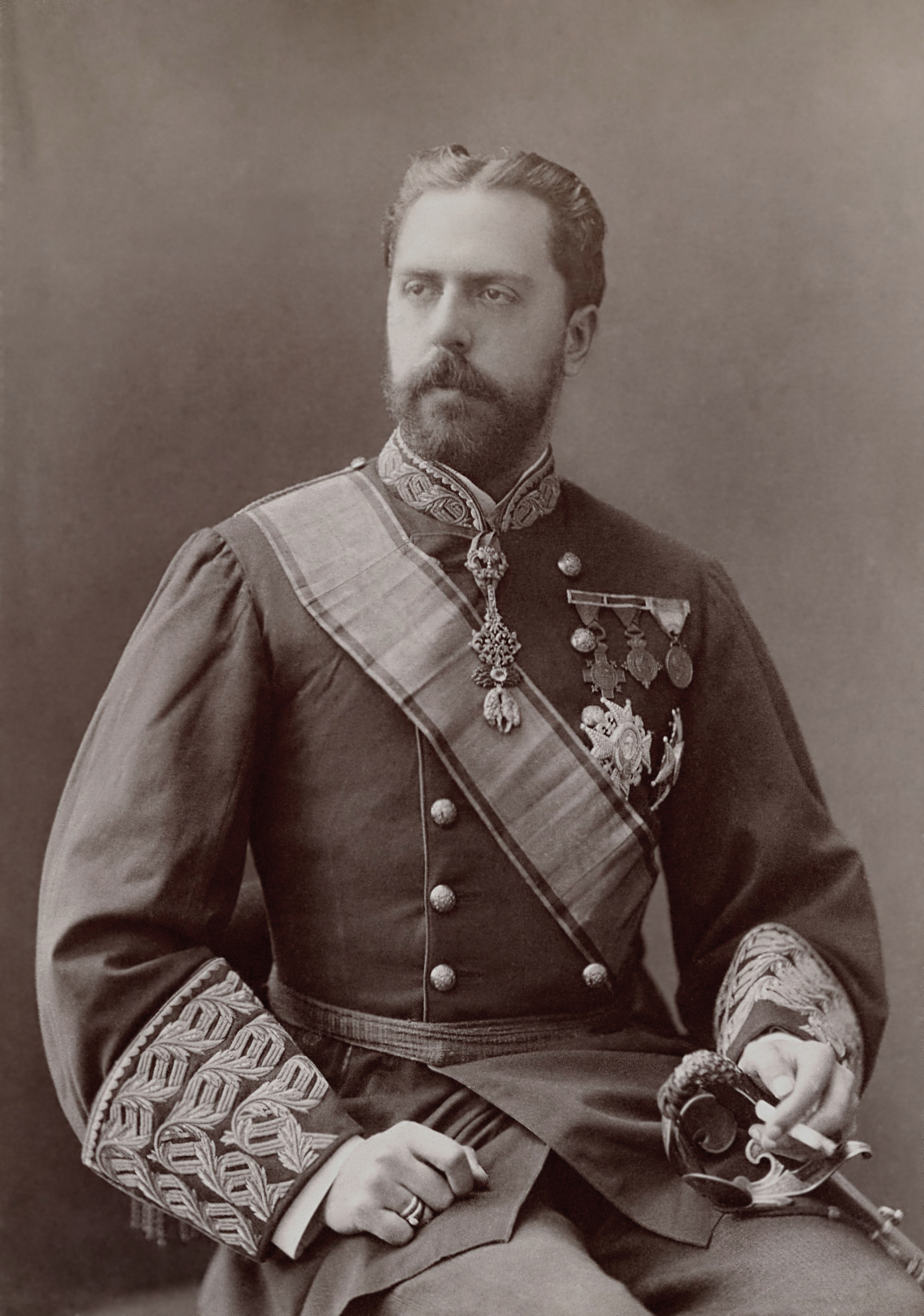
Carlos de Borbón y Austria-Este, conocido por el carlismo como Carlos VII, llego a visitar Perú en 2 ocasiones.

Desde el inicio del carlismo existieron peruanos (e hispanoamericanos en general) con relación al movimiento y sus filas, en la que influyo  la expulsión de los Realistas tras la Independencia del Perú, habiendo figuras peruanas que destacaron desde la 1.ª guerra carlista como Leandro Castilla y Marquesado (Hermano de Ramón Castilla, quien llegó a ser presidente de la república peruana) o el padre Blas de Ostolaza (eclesiástico trujillano que fue un acérrimo partidario de la Tradición y el Magisterio de la Iglesia, además de preceptor de la familia real española). A lo largo del siglo xix aparecerían más peruanos destacados sirviendo a la causa carlista, como Manuel Fernández de Prada (descendiente de chinchanos y pisqueños, combatiente en la Guerra del Pacífico) que fue partícipe de la Tercera guerra carlista como partidario de Carlos VII de España contra la Primera República Española. El mismo Carlos VII, tras su derrota y exilio a Francia, fue a visitar al Perú en su viaje por América, y tuvo como preceptor al peruano Monseñor Teodoro del Valle, así como hospedaje en la Hacienda Larán (Ica) de la que era dueño su acompañante, Manuel Fernández de Prada. Su hijo de Fernández de Prada, Manuel María Fernández de Prada y Vasco (IV marqués de las Torres de Orán), se mantendría residiendo en España y seguiría como fiel partidario del tradicionalismo, participando en la Guerra civil española del bando sublevado como Requeté. Mientras tanto, Carlos VII declaró la confederación de España con Hispanoamérica como una de las premisas más esenciales de su testamento político (lo que incluiría una pretensión de ser Rey del Perú), y con esa misión fue que el Dr. don Francisco de P. Oller (como representante de Carlos VII) desarrollaría en 1898 una serie de juntas carlistas en varios países del continente, como Uruguay, Argentina, Paraguay, Chile, Bolivia, Ecuador y el Perú, y para el año siguiente lograría una campaña de propaganda carlista exitosa (logró compartido con la escritora Eva Canel) en Argentina y demás países sudamericanos. Por otra parte, la estadía de Carlos VII en Lima durante 1877 fue registrada, a través de la poesía y la prosa, por el escritor y peruano tradicionalista, José Pancorvo (realista criollo que volvió al carlismo como una doctrina de reivindicación) en un poemario nombrado Boinas rojas a Jerusalén (2008), que era una dedicatoria a Su Alteza Don Sixto Enrique de Borbón y a la Comunión Tradicionalista por el aniversario de los 175 años del Carlismo.

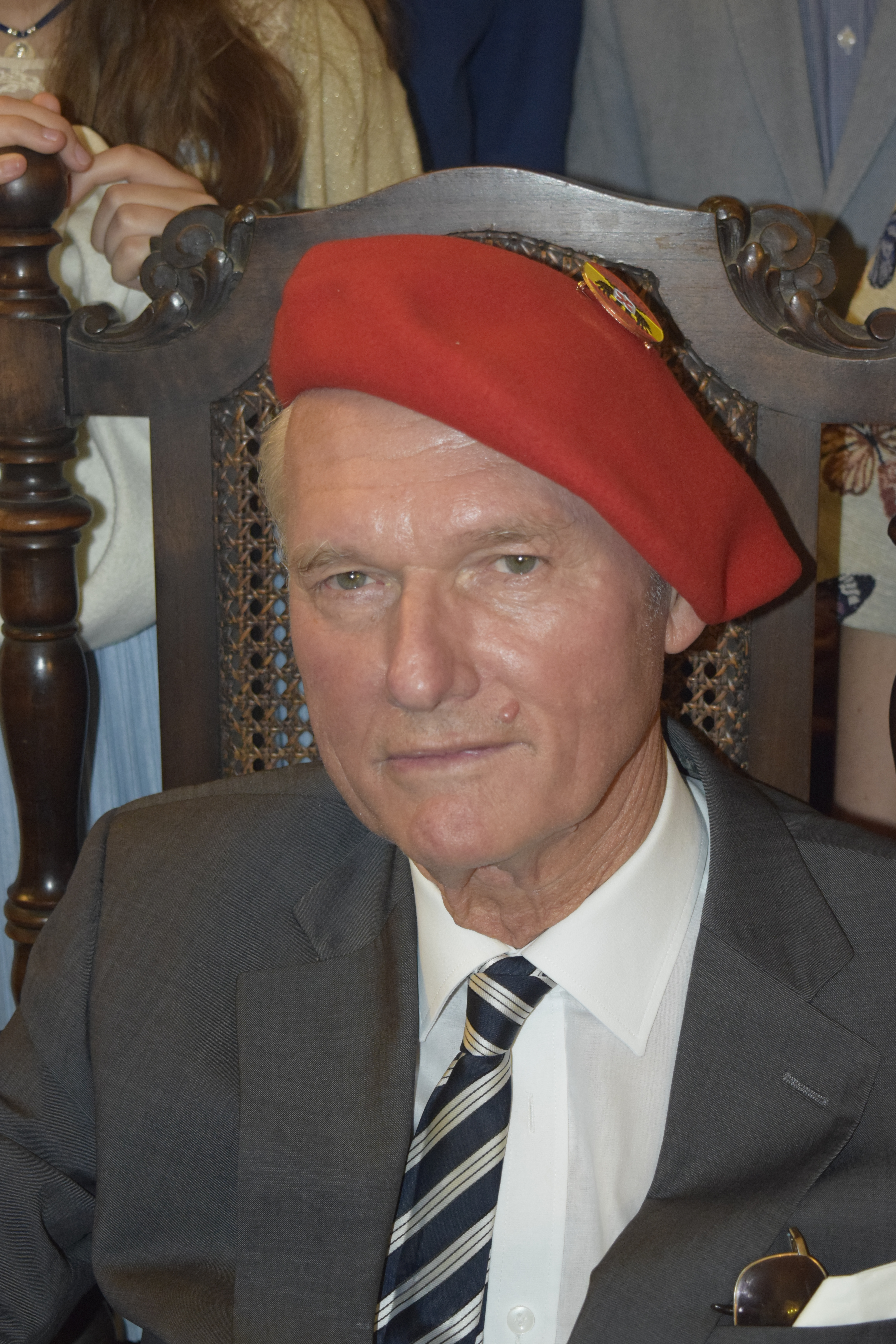
Actual pretendiente de los carlistas peruanos, Sixto Enrique de Borbón (Duque de Aranjuez). Visito al Perú en el siglo xxi.

Actualmente la única rama carlista con algo de influencia en el Perú es la Comunión Tradicionalista con el Círculo Carlista Blas de Ostolaza, quienes no consideran a Felipe VI de Borbón como Rey de España (por ser de rama isabelina), ni al falso carlista de Carlos Javier de Borbón-Parma (rama socialista que habría perdido la legitimidad de ejercicio), sino que a Don Sixto Enrique de Borbón (rama tradicionalista) de la Dinastía Borbón-Parma. Sus ideas de los carlistas sixtinos pueden catalogarse como parte de la defensa del pensamiento contrarrevolucionario reivindicatorio del Antiguo Régimen, junto a la reacción al orden capitalista consagrado tras las Revoluciones burguesas del siglo xix (el cual ven como antitético al Orden natural, aduciendo las condenas de la Iglesia Católica al liberalismo y la experiencia histórica de las crisis cíclicas pariendo movimientos que consideran peores, como el socialismo, fascismo o anarquismo), mientras se fundamentan en el derecho natural postulado por el Realismo aristotélico-tomista, de corte anti-materialista, anti-idealista y pre-moderno.
Además, Don Sixto Enrique de Borbón (acompañado por el jefe de su Secretaría Política, don José de Armas y por el Padre José Ramón García Gallardo), habría logrado visitar el Perú, las cuales tendrían gran trascendencia política, cultural y social para los monárquicos peruanos. Por ejemplo, en el 2008 cuando fue invitado por la Sociedad Peruana de Historia (presidida por el jurista Vicente Ugarte del Pino, que había entablado amistad con profesores tradicionalistas como Francisco Elías de Tejada, y Miguel Ayuso), por el cual Don Sixto sería partícipe del simposio «Bartolomé Herrera y su tiempo» (coordinado por el monárquico y jurista, Fernán Altuve-Febres) que tenía la finalidad de conmemorar el bicentenario del nacimiento de uno de los más relevantes pensadores políticos peruanos, el conservador Bartolomé Herrera(que entable amistad con monárquicos tradicionalistas como Donoso Cortés y el Papa Pío IX). En dicha reunión se encontró con familia Buezo de Manzanedo (padre e hijo), quienes descienden de estirpe carlista y tienen un compromiso por defender la Tradición en Lima, teniendo un almuerzo con Don Sixto en el Club de Regatas de Lima, por el que formalizaron la constitución del Círculo Carlista de Perú «Blas de Ostolaza». Continuando su visita en 2008, Sixto Enrique de Borbón lograría visitar además la ciudad imperial del Cuzco, presentando admiración por sus bellezas mestizas que manifiestan la hispanidad católica y tradición indígena que tanto aprecia y defiende, a su vez que mostro interés en apoyar proyectos cooperativos con el fin de preservar el modo de tejer tradicional en el pueblo de Pisac, así como la labor realizada por los Siervos de los Pobres en la Ciudad de los Muchachos. Para la Comunión Tradicionalista, sería una "estancia de extraordinaria importancia para Sixto de Borbón, considerado el Abanderado de la Tradición, en el que fue el fidelísimo Reino del Perú."
Actualmente el Círculo Blas de Ostolaza en el Perú tiene participación en el renacido diario Carlista "La Esperanza" (inspirado en el diario homónimo), además que se han registrado la organización de actos de reuniones entre carlistas peruanos en Trujillo o Chosica. Posteriormente, se fundaría para Arequipa el Círculo Tradicionalista Leandro Castilla el día 29 de agosto de 2023.

### Monarquismo nacional
Estos son grupos monárquicos que no consideran como ilegítimas la independencia del Perú (y su abolición de instituciones monárquicas), por tanto, consideran que la monarquía no debe lograrse a través de la reacción política contra la República del Perú ni a las ideologías promovidas por este en los últimos dos siglos (como el nacionalismo o el liberalismo), sino que debe darse a través de la reforma constitucional en un proceso democrático, para así instaurar la Monarquía en el Perú, sin necesariamente tener continuidad alguna con el monarquismo tradicional (sean las instituciones indígenas y/o hispánicas), sino continuando con el proyecto de nación política del Estado Peruano contemporáneo.

#### Proyecto de "La Casa Real del Perú"
Es una organización que busca un Monarquismo Idóneo Peruano, con el establecimiento de una Monarquía Peruana bajo el reinado de un Sapam Inca Rey (el título que reciba el monarca, aunque no necesariamente debe tener sangre real incaica). Proponen el establecimiento de un Reino del Perú bajo el reinado de algún monarca hereditario que sería elegido según su idoneidad para guiar al Perú en el nuevo siglo, por el cual el gobierno y poder del estado sería compartido entre el pueblo (soberanía popular) y el/la monarca, bajo una constitución mixta que haga práctica de la democracia directa. Esto último permitiría deponer a un monarca inadecuado y/o abolir la monarquía en el caso de corrupción. Su plan a largo plazo es que se logre un éxito económico y social en un plazo de 30 años, ocasionando que territorios limítrofes quieran anexarse pacífica y democráticamente al reino (potencialmente Bolivia y Ecuador), convirtiéndolo en un II Tahuantinsuyo en un plazo de 50 años. La idoneidad del monarca sería determinado por cumplir con una serie de 32 características identificadas entre los países más desarrollados del mundo con sus monarquías avanzadas y modernas (Monarquía constitucional), además que consideran múltiples candidatos para los posibles pretendientes al trono (incluyendo origen preinca, inca, amazónico, hispánico, o extranjero), con o sin estirpe noble comprobada, pues se buscaría fundar una Casa Dinástica nacional. Dicha monarquía tendría que servir como símbolo de unidad nacional, moderación, refuerzo democrático, árbitro neutral incorruptible, ser autofinanciable, acorde a la realidad nacional, guardián de la continuidad a largo plazo de los programas de los gobiernos de turno, con compromiso de servicio a su pueblo, con influencia política moderada y conservando amplios poderes para desalentar la demagogia y políticas intervencionistas radicales de los políticos (no siendo una Monarquía parlamentaria). Habría tres capitales para cada una de las sedes de los poderes divididos del estado, además de reconocerse la protección de la religión.
Entre sus candidatos para ofrecer la corona del Perú, se encuentran los siguientes aristócratas: la archiduquesa Amaya de Habsburgo y Lorena (hija del archiduque Felipe Habsburgo y Lorena, y la peruano-británica Mayasuni Ann Heath), la princesa Alessandra de Osma con su esposo el príncipe Christian de Hannover, la princesa Alexandra de Prusia (hija peruana del príncipe Carlos Francisco de Prusia, y la peruana Eva Herrera y Valdeavellano) con su esposo Dr Alberto Reboa, el noble Darwin Valencia de la panaca Inca-Conchucos (autonombrado Sapa Inca Llalliy el 29/10/2022), la princesa Désirée de Prusia (hermana de Alessandra de Osma) y su esposo Juan Carlos Gamarra y Skeels, el rey Felipe VI de España (poseedor del título pro-memoria, bajo la fórmula non præjudicando inspirado en el principio del ius usus inocui, de Rey de las Indias Occidentales, teniendo reclamo valido a la sucesión del Reino del Perú), el noble Franco Urin de la panaca Raura (autoproclamda Sapan Inca del Tawa Inti Suyu en 2023), la noble Máxima Zorreguieta (miembra de la Casa real incaica y reina consorte de los Países Bajos) con su esposo Guillermo Alejandro de los Países Bajos, el príncipe Nicolás de Hannover (hijo de Alessandra de Osma), el noble Percy Valladares Huamanchumo (de la la dinastía del Reino Chimú), Sofía de Hannover (hermano de Nicolás de Hannover), etc dentro de la Nobleza en el Perú. También se propone invitar a algún príncipe extranjero de la Casa de Yamato del Emperador de Japón, algún príncipe de la Casa de Windsor del Rey de Inglaterra, algún príncipe emparentado con Carlos V del Sacro Imperio, etc.

### Monarquismo nominal
Estos serían los grupos que se declaran monárquicos o simpatizantes del monarquismo, pero mantienen una propuesta política ambigua y se mantienen en el aspecto puramente reivindicatorio de la institucionalidad monárquica y el reconocimiento de los aportes de nobleza peruana en la sociedad. Aunque no se descarta que a futuro puedan precisar un plan político que trascienda lo ceremonial, habiendo varios que si postulan el reconocimiento jurídico de la nobleza (institución monárquica).

#### Proyecto del Consejo de los Cuatro Incas del Cusco
El ´Consejo de los cuatro Incas´ es una organización compuesta por la descendencia de los Nobles Incas presente en tiempos actuales, pues reúne, como ellos mismos afirman, a los descendientes de la realeza del Imperio de los Incas en la región peruana de Cuzco. Por ejemplo, dicen tener en sus filas a los descendientes del Inca Huayna Ccapac (la familia Obando Tito Atauchi, pues un nieto de esta familia sería integrante de dicho consejo), así como descendiente de otros Incas notables, como la panaca de Wiracocha (del aillu de San Jerónimo), la panaca de Quizu Yupanqui (del aillu de San Sebastián), la panaca de Titu Atawchi (del aillu de Cusco ciudad).
Serían una entidad de derecho consuetudinario cuyo objetivo es la restauración de la institución monárquica del Consejo de los 24 incas electores, el cual debería servir como una institución de representación corporativa de los incas ante el régimen imperante de la actual República del Perú, como en su momento habían podido ante el gobierno de la Corona hispana por 250 años, lamentando la pérdida de su representación conjunta tras abolirse las instituciones monárquicas con la independencia del Perú en 1825. Con este fin, lograron titular al primer Alférez Real de los descendientes de los monarcas incas (cuya elección en el año 2021 sería la primera realizada en esta época post-monárquica), el cual habría sido Apo Johselm Canto Torres, un sucesor directo de don Mateo Pumacahua Inca, que previamente había servido de presidente de la Comisión Coordinadora del Consejo de los cuatro Incas de Cusco. En el año 2023 habrían elegido a Juan Sebastián Velásquez Peláez, del ayllu real de Tupac Yupanqui y doctor en Derecho tras educarse en la Universidad de Salamanca, España. La persona que reciba el cargo de honor del Alférez Real de los Incas tendría dicho honor durante 2 años y se encargaría de ejecutar los objetivos de está asociación, teniendo que representar corporativamente al consejo de los 4 ante la República Peruana y demás instancias gubernamentales que corresponda, a fin de lograr la defensa de sus Derechos Humanos Fundamentales (derechos originarios, consuetudinarios, derechos tangibles e intangibles). También el alférez posee un deber sobre evitar que la representación legal de los Incas llegue a ser usurpada por terceros (naturales y jurídicos, sea del ámbito público o privado, o dentro y fuera del Perú). A su vez, el alférez también tiene una tarea a largo plazo de lograr reunir a los jefes de las 20 panacas reales restantes para así poder convocar oficialmente al antiguo Consejo de los 24 electores de los incas. Con esto en mente, las más de 40 ramas familiares (que se perciben como herederos reales de los derechos del Estado Inca), aparte de poseer un representante de elección anual, también buscarían contar con una plena Representación Corporativa legal y democrática en el Estado, ósea, lograr un Concejo oficial de los incas que tenga el reconocimiento de las instituciones de derecho. A su vez, este Consejo de los 4 Incas lograría haber realizado actos nominales de condecoración nobiliaria en Cusco, como el hecho a Demetrio Túpac Yupanqui al conferirle el título de "Caballero Orejón de la Orden Real de los Incas" en el grado de "Amauta Capac Apu" o gran señor y maestro (dicho honor fue reconocido tras lograr la traducción al quechua de la obra del Don Quijote de la Mancha), así como también otorgarle el nombre incaico de "Apu Túpac Yupanqui" por comprobar ser parte de la genealogía inca (puesto que pertenece al linaje de la panaca de Túpac Yupanqui, de la dinastía Hanan Qosqo). También la organización ha condecorado al holandés Ronald Elward como "Inca noble por honor", reconociendo sus loables contribuciones de sus estudios sobre la genealogía incaica, los cuales permitieron aclarar la línea de descendencia en la realeza de esta gran civilización prehispánica.
Actualmente, las leyes de sucesión de las panacas establecen que solo los hijos varones mayores pueden recibir el honor para hacer ostentación del título simbólico de Primer Auqui Mayorazgo de los incas, pero la institución hace una aclaración de que en la Casa real de los incas, el título de Sapam Inca (gobernante de la nación o del estado de los incas) no podía ser heredado a través del mayorazgo (pues la idea de Monarquía hereditaria fue una costumbre occidental), sino que la herencia se daba a través de la costumbre del Imperio de los incas por otorgar la Mascay Pacha (corona incaica) al caballero Orejón Inca (apelativo de los nobles incas antiguos) que demostrase ser el más sacrificado, capaz y supra meritorio. En síntesis, entre las 24 panacas reales incaicas, el derecho de sucesión nobiliario de sus dinastías familiares es de vía patrilineal (el primogénito masculino), y los representantes esas 24 panacas deberían realizar la elección del inca con más méritos (solo pudiendo ser electos los de la panaca de los Auquis descendientes de la última panaca regente) para así el elegido poder recibir el honor de Sapa Inca sucesor.
Bajo esa comprensión es que (según el medio de prensa alternativo del diario El País Del Cuzco, administrado por el noble inca Fernando Zora-Carvajal Aguirre) se consideraría que, en un caso hipotético de restaurarse la monarquía, el título de Sapa Inca se lo podría merecer en primer orden don Carlos Paredes Gonzales, por sus méritos como coordinador de SIERRA PRODUCTIVA (proyecto de ingeniería de varias décadas que lograría generar un desarrollo agrícola fructífero a más de 50 mil familias campesinas); en segundo orden sería don Antonio Maldonado Paredes, por sus méritos como abogado que concretó la extradición y encarcelamiento del dictador Alberto Fujimori (pues fue procurador anticorrupción ad hoc del Caso Fujimori, colaborando en derribar a una mafia política). Ambas personas son nietos del fallecido patricio intelectual cusqueño, Dr. Luis Felipe Paredes Obando-Titu-Atauchi-Inca (quien fue sobrino del auqui mayorazgo de los incas de inicios del siglo xx, don Lizandro Obando Camero), lo que a su vez les otorgaría hipotéticamente la dignidad de ser elegidos a la sucesión de la Monarquía incaica, junto al médico tradicional naturista don Lizandro Obando Valdivia (Ayllu Real Titu-Atauchi Inca), quien es primer Auqui de los incas de la panaca del Inca Huayna Capac, dignidad que heredaría tras fallecer su tío don Gregorio Obando Chávez (cuarto Auqui Mayorazgo de la casa de Huayna Capac), y haber sido el primer hijo varón de su hermano, el Dr. José Mercedes Obando Tupayachi.
La restitución de la monarquía peruana no es una postura oficial del Consejo, pues quedaría delimitar el criterio del Derecho nobiliario a seguir, ya que la propuesta del abogado Fernando Zora asume controvertidamente que la panaca del auqui imperial de sucesión es la de los descendientes de Huayna Cápac (conflictuando con los derechos del linaje de Huáscar reconocido por la institución, las pretensiones del usurpador Atahualpa no reconocido, los derechos de los Incas de Vilcabamba reconocidos en el Marquesado de Santiago de Oropesa, y el translatio imperii reclamado por el Rey de España y reconocido en la era virreinal en la que se fundó la institución), pero si demostraría que la opción monárquica es una posibilidad considerada por la institución según estas declaraciones de uno de sus miembros.